# Энгр, Жан Огюст Доминик
Жан Огю́ст Домини́к Энгр (фр. Jean Auguste Dominique Ingres; 1780—1867) — французский художник: живописец и график, общепризнанный лидер европейского академизма XIX века. Получил и художественное, и музыкальное образование, в 1797—1801 годах учился в мастерской живописца Жака-Луи Давида. В 1806—1824 и 1835—1841 годах жил и работал в Италии, преимущественно в Риме и Флоренции (1820—1824). Член Института Франции — Академии изящных искусств по классу живописи (с 1825; на кресле № 5), директор Школы изящных искусств в Париже (1834—1835) и Французской Академии в Риме (1835—1840). В молодости профессионально занимался музыкой, играл в оркестре Тулузской оперы (1793—1796), в дальнейшем общался с Никколо Паганини, Луиджи Керубини, Шарлем Гуно, Гектором Берлиозом и Францем Листом.
Творчество Энгра делится на ряд этапов. Как художник он сформировался очень рано, и уже в мастерской Давида его стилевые и теоретические изыскания входили в конфликт с доктринами его учителя: Энгра интересовало искусство Средневековья и итальянского кватроченто. В Риме Энгр испытывал определённое влияние стиля назарейцев, его собственное развитие демонстрирует ряд экспериментов, композиционные решения и сюжеты ближе к романтизму. В 1820-е годы он испытал серьёзный творческий перелом, после которого стал использовать почти исключительно традиционные формальные приёмы и сюжеты, хотя и не всегда последовательно. Энгр определял своё творчество как «хранение истинных доктрин, а не новаторство», однако эстетически постоянно выходил за пределы неоклассицизма, что выразилось в его разрыве с Парижским салоном в 1834 году. Декларируемый эстетический идеал Энгра был противоположен романтическому идеалу Делакруа, что привело к упорной и резкой полемике с последним. За редкими исключениями произведения Энгра посвящены мифологической и литературной тематике, а также истории античности, истолкованной в эпическом духе. Он также оценивается как крупнейший представитель историзма в европейской живописи, заявляя, что развитие живописи достигло пика при Рафаэле, далее пошло в неверном направлении, и его, Энгра, миссия — продолжить с того же уровня, который был достигнут в эпоху Ренессанса. Искусство Энгра — цельное по стилю, но очень неоднородное типологически, и потому по-разному оценивалось современниками и потомками. Во второй половине XX века работы Энгра выставлялись на тематических экспозициях классицизма, романтизма и даже реализма.

## Становление (1780—1801)

### Монтобан — Тулуза. Детство и отрочество

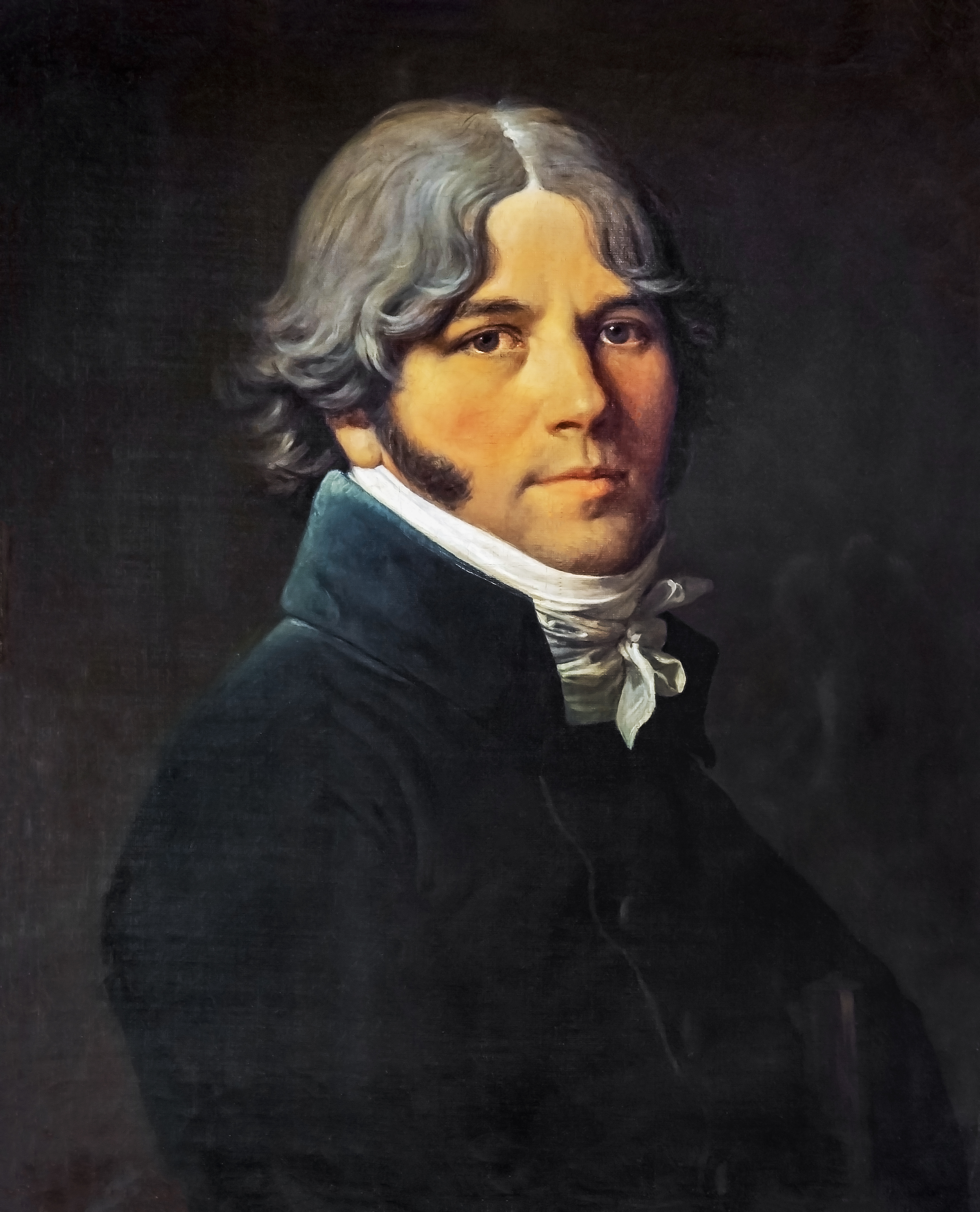
Портрет Жана-Жозефа Энгра. 1804. Музей Энгра, Монтобан

Жан Огюст Доминик Энгр родился 29 августа 1780 года в Монтобане на юго-западе Франции. Он был первенцем в семье Жана-Мари-Жозефа Энгра (1755—1814) и Анны Муле (1758—1817). Отец был родом из Тулузы, но осел в патриархальном Монтобане, где преуспел как художник-универсал, который брался за живописные, скульптурные и архитектурные работы, а также был известен как скрипач. Позднее Энгр-старший был избран членом Тулузской академии. Вероятно, он хотел, чтобы сын пошёл по его стопам, тем более, что Жан Огюст рано проявил талант художника и стал копировать работы отца и те произведения искусства, которые имелись в домашней коллекции. Жан Огюст получил первые уроки музыки и рисования дома и далее был отдан в школу в Монтобане (фр. École des Frères de l'Éducation Chrétienne), где он смог в очень раннем возрасте реализоваться как художник и скрипач.
В 1791 году отец решил, что сыну необходимо более фундаментальное образование, и отдал его на обучение в тулузскую Академию живописи, скульптуры и архитектуры (фр. Académie Royale de Peinture, Sculpture et Architecture), которая из-за перипетий революции потеряла статус «Королевской». В Тулузе Энгр провёл шесть лет — до 1797 года, и его наставниками были известные художники того времени: Гийом-Жозеф Рок, скульптор Жан-Пьер Виган и пейзажист Жан Бриан. Рок в своё время совершил пенсионерскую поездку в Рим, во время которой познакомился с Жаком-Луи Давидом. Энгр преуспевал в живописи и получил несколько наград за годы учения, а также хорошо изучил историю искусства. На конкурсе молодых художников 1797 года в Тулузе Энгр удостоился первого приза за рисунок с натуры, а Гийом Рок внушал ему, что для преуспевающего художника важно быть хорошим наблюдателем и портретистом, способным достоверно воспроизвести натуру. Одновременно Рок преклонялся перед искусством Рафаэля и привил Энгру уважение к нему на всю жизнь. Жан Огюст начал заниматься портретной живописью, главным образом для заработка, подписывая свои работы «Энгр-сын» (фр. Ingres-fils). Не оставил он и занятий музыкой под руководством известного скрипача Лежана. В 1793—1796 годах выступал второй скрипкой в оркестре тулузского Капитолия (фр. Orchestre du Capitole de Toulouse) — оперного театра.

### Париж. Мастерская Давида
По мнению Ф. Конисби, во времена Энгра единственным путём профессионального роста для провинциального художника был переезд в Париж. Главным центром художественного образования Франции была тогда Высшая школа изящных искусств, куда Жан Огюст поступил в августе 1797 года. Выбор именно мастерской Давида объяснялся его известностью в революционном Париже. Давид в своей студии не только приобщал многочисленных учеников к идеалам классического искусства, но также обучал письму и рисованию с натуры и методам её интерпретации. Помимо мастерской Давида, молодой Энгр посещал Академию Сюиса, основанную бывшим натурщиком Шарлем Сюисом, где можно было писать за малую плату. Это способствовало развитию художника в непосредственном контакте с разными по характеру моделями. Энгр явно выделялся среди многочисленных студентов Давида, который оценил его мастерство и дарование. В 1799 году он привлёк Жана Огюста к работе над портретом мадам Рекамье, в котором Энгр должен был исполнить некоторые второстепенные детали. Из-за того, что работа шла чрезвычайно медленно, модель и художник поссорились, и портрет остался недописанным, Энгр успел закончить только канделябр слева.

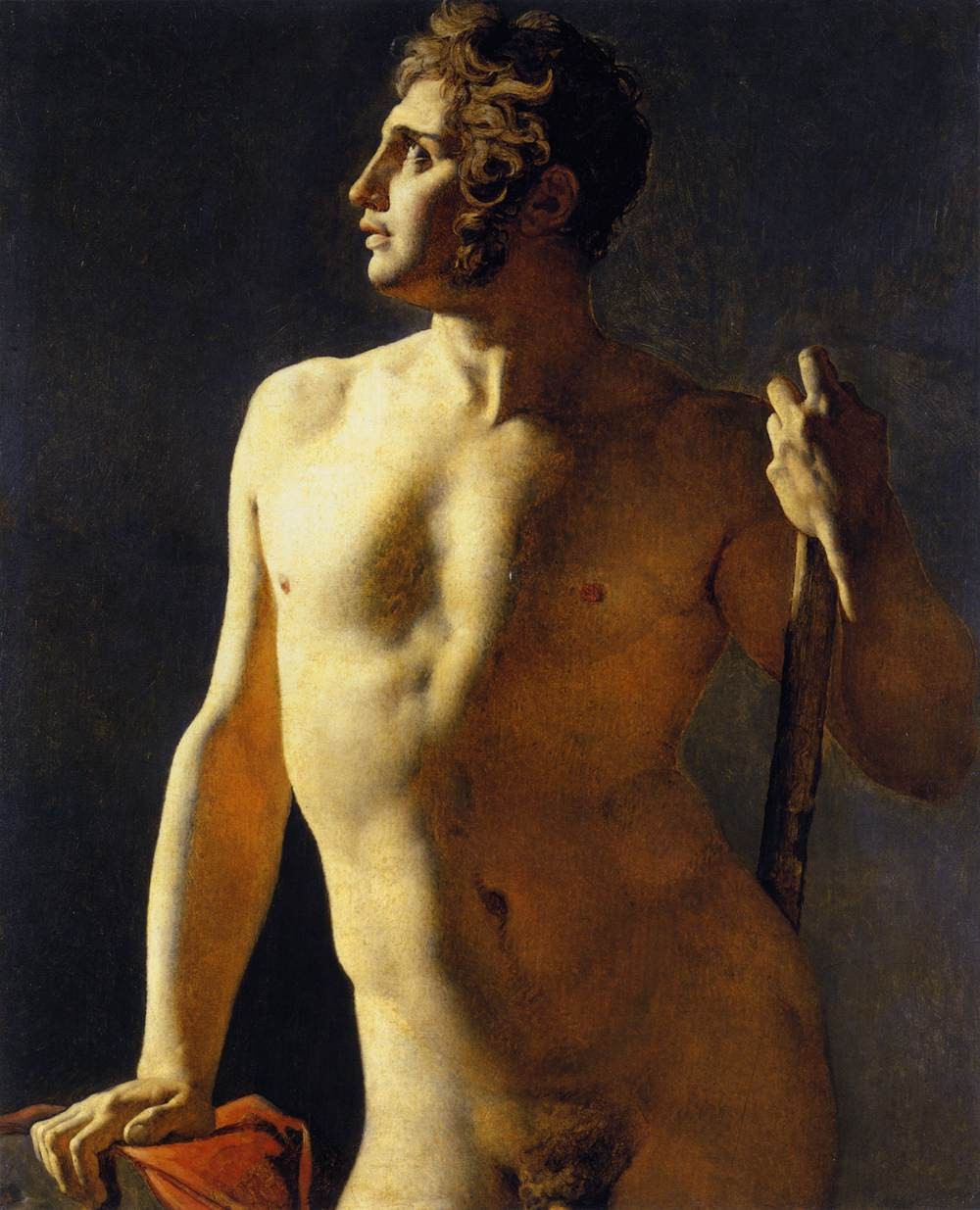
Мужской торс. Этюд. 102 × 80 см. 1800. Высшая школа изящных искусств, Париж

Работая у Давида, Энгр по собственному почину копировал некоторые из его полотен, в частности «Клятву Горациев». Париж конца XVIII века также обогатился музейными коллекциями, как конфискованными у аристократов, так и вывезенными из Нидерландов, что подстегнуло Энгра к постоянному посещению Лувра и изучению средневекового искусства. С этого времени наметился разлад между учителем и учеником, поскольку Энгр сознательно дистанцировался от Давида, а наставник ощущал нечто чуждое в раннем стиле молодого художника и называл его «готическим» и даже «революционным». Это звучит парадоксально, поскольку Энгр, унаследовав от Давида преклонение перед искусством античности и Ренессанса, стремился избавиться от революционного подтекста, что объяснялось и сменой настроений в обществе. Именно в мастерской Давида сложилась эстетическая программа Энгра, которую он декларировал до конца жизни. Так, со свойственной ему категоричностью, Энгр уже в конце жизни заявил: «Ничего существенного нельзя открыть в искусстве после Фидия и Рафаэля». В развёрнутом виде этот тезис формулировался им так:

…В своих произведениях я следую только одному образцу — античности и великим мастерам того прославленного века, когда Рафаэль установил вечные и незыблемые границы прекрасного в искусстве.
Уже от ученического творчества Энгра сохранилось большое количество рисунков, которые показывают, что молодой художник внимательно изучал натуру. Однако усвоенные им эстетические принципы требовали идеализации, поскольку в представлении классицистов «искусство должно быть только прекрасным и учить красоте», а уродство представляется случайностью и «не является основной чертой живой натуры». Принципы не превращались в догму — в лучших своих вещах Энгр стремился к самостоятельной интерпретации классических образцов и синтезу её с натурой. Это углубило его эстетический конфликт с Давидом. В дневнике Энгр писал:

Хотя в основном я остался верным его прекрасным принципам, я, как мне кажется, нашёл новый путь, прибавив к его любви к античности вкус к живой модели, изучение итальянских мастеров, в частности Рафаэля.

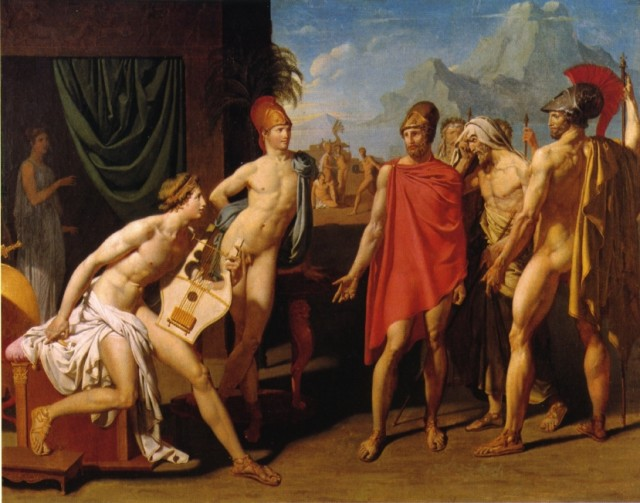
Послы Агамемнона у Ахилла. 110 × 155 см. 1801. Высшая школа изящных искусств, Париж

C 1800 года Энгр участвовал в конкурсе на соискание Римской премии, представив полотно «Сципион с сыном и послами Антиоха» (не сохранилось), но оно заняло только второе место. Художник продолжал напряжённо работать, в январе 1801 года он был удостоен премии за натурное поясное изображение «Мужской торс». Это полотно показывает, что 21-летний Энгр уже сложился как художник-академист, способный одинаково легко работать с силуэтом, эффектами освещения и формами. В том же 1801 году картина «Послы Агамемнона у Ахилла» была удостоена Римской премии, что позволяло Энгру на четыре года отправиться во Французскую Академию в Риме. Сюжет полотна взят из Троянского цикла: изображены Одиссей (в красном одеянии), Аякс и старец Феникс, направленные Агамемноном примириться с великим героем. Ахилл изображён играющим на лире в компании Патрокла. Критики отмечали, что из-за стремления Энгра показать историю во всех деталях, левая часть работы выглядит несколько перегруженной. В. И. Раздольская писала, что Энгр следовал в «Послах» классицистским принципам — композиция построена как барельеф, персонажи также решены статуарно, причём художник достаточно свободно интерпретировал античные прототипы. Ф. Конисби отмечал, что «Торс» и «Послы…» обозначают окончательный разрыв Энгра и Давида: эти картины отмечены сильным влиянием стиля Джона Флаксмана, причём Энгр весьма последовательно воплощал флаксмановскую графичность средствами живописи маслом. В 1801 году картина стала дебютом Энгра на парижском Салоне и вызвала одобрительные отзывы. В 1802 году картину осмотрел и Флаксман, который нашёл её «лучшим из всего, что было создано современной французской школой». Этот отзыв стал известен Давиду и глубоко его уязвил, вскоре последовал полный разрыв в отношениях учителя и ученика. Из-за противодействия Давида Энгр смог вновь выставить свои произведения только на Салоне 1806 года. Кроме того, из-за тяжёлого экономического положения государства Энгру пришлось пять лет ожидать ассигнований на поездку в Рим.

## Первый парижский период (1802—1806)

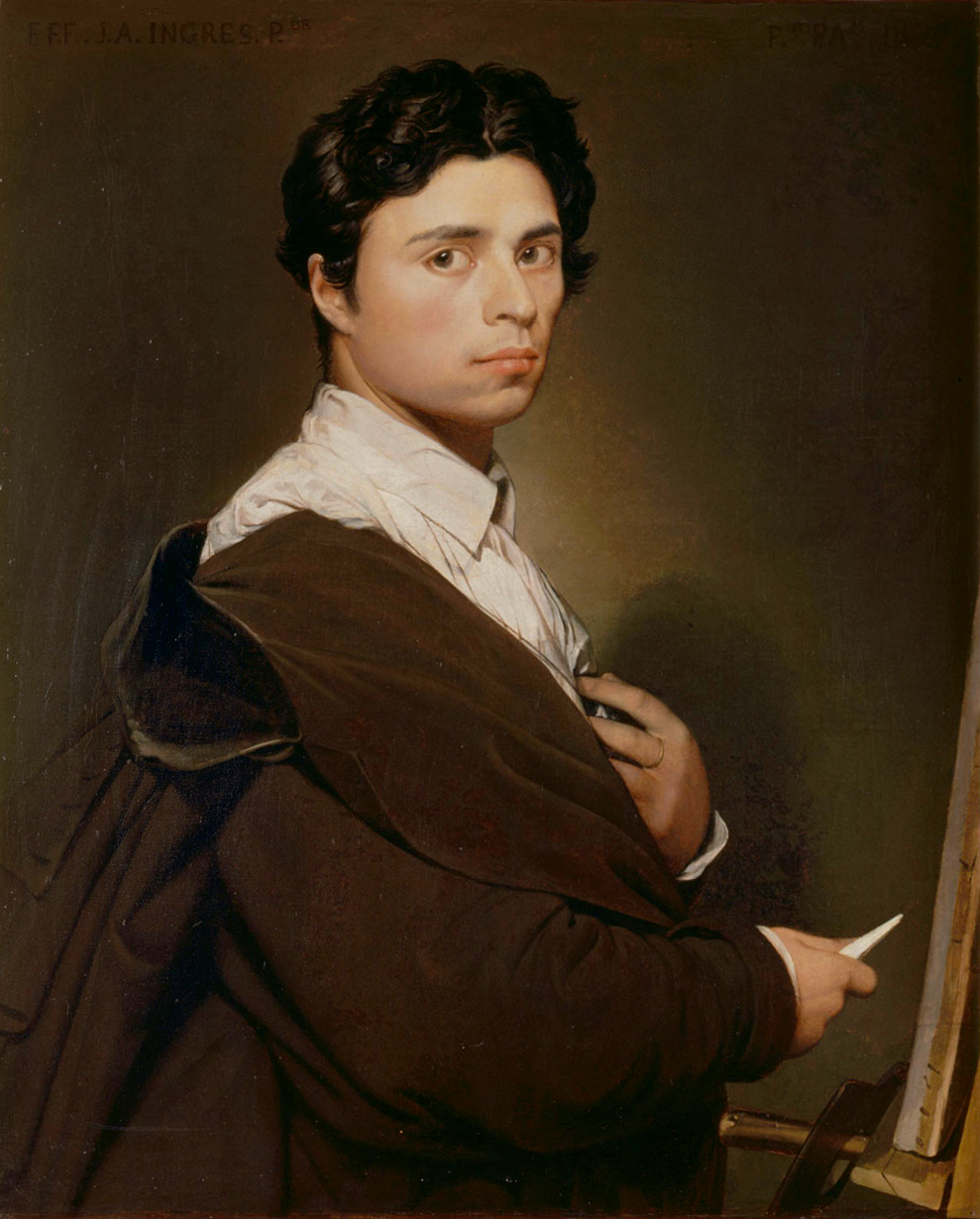
Автопортрет. 1804. Музей Конде, Шантийи

В 1801 году Энгр, ожидая Римской премии, получил небольшую стипендию, позволяющую ему держать студию в монастыре капуцинок, национализированном в период революции. Вместе с ним жили и работали ученики Давида — Жироде и Гро, скульптор Лоренцо Бартолини, ближайший друг времён учения у Давида, а также Франсуа-Мариус Гране, уроженец Южной Франции. Все эти художники позднее тесно общались во время пребывания в Риме. В монастыре также поселились Пьер Ревой и Флёри Ришар, которые больше всего интересовались Средневековьем, позднее их вкусы и взгляды в определённой степени отразились на творчестве Энгра.
Творческий путь Энгра начался в период консульства и Первой империи, причём современная ему обстановка определила полную аполитичность художника. Выпускнику Школы изящных искусств нужно было зарабатывать себе на жизнь в ожидании пенсионерской поездки в Рим, выходом стало писание портретов. Энгр полностью разделял взгляды академистов на жанровую систему, определял себя как исторического живописца, в то время как портреты в его понимании были «низшим» жанром, которым можно заниматься только для заработка. Однако, по мнению В. Раздольской, именно в портретах Энгр смог «выразить, и притом блистательно, своё время».
Самые известные свои портреты раннего периода Энгр создал в 1804—1805 годах. Очень своеобразным оказался «Автопортрет» 24-летнего художника (в 1850 году Энгр полностью его переписал). Фигура передана здесь крупной, монолитной массой, причём композиция и строгость цветового решения выдают академическую выучку автора. На этом фоне выделяется экспрессия взгляда, чего Энгр всегда добивался в своей живописи, ибо учил, что «в каждой голове главное, что надо сделать, — это заставить говорить глаза». Энгр изобразил себя за работой, расчерчивающим мелом холст, натянутый на подрамник, причём образ решён в духе не академизма, а романтизма. Многочисленные детали (небрежность причёски и складок плаща), поза героя, оторвавшегося от творчества, показывают, что он — созидатель и служитель прекрасного, что полностью отвечает эстетике романтизма. И в дальнейшем Энгр воссоздавал в портретах напряжённую внутреннюю жизнь модели, чаще всего — это изображения его друзей-художников. Отступление от канонов академизма вызывало нападки критиков на Салоне 1806 года.

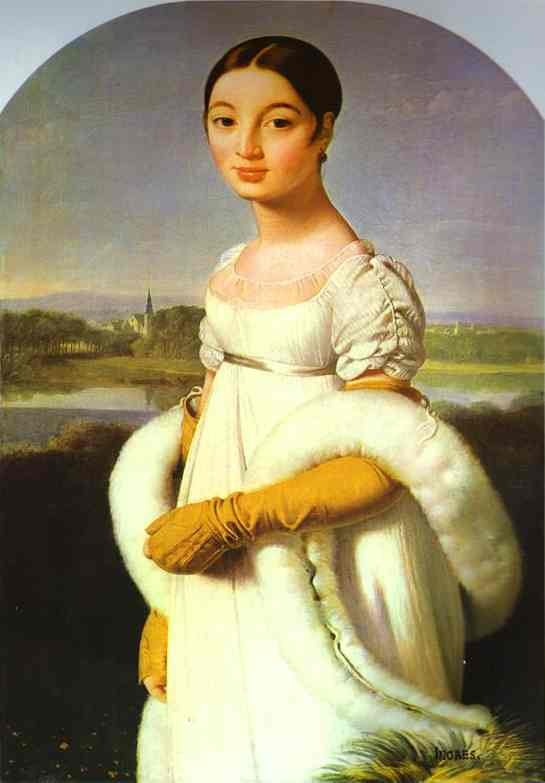
Портрет мадемуазель Ривьер. 1805. Лувр, Париж

Другую — светскую — сторону портретного искусства Энгра воплощают три изображения семейства Ривьер — отца, жены и дочери. В основе этого типа портретов — находки Давида, но обогащённые вниманием к деталям костюма и аксессуарам. Портреты семьи Ривьер нельзя считать и серией, поскольку они сильно отличаются формой, композицией и стилистическими особенностями. «Портрет Филибера Ривьера» демонстрирует видного чиновника Империи, он сидит спокойно, поза его элегантна. Столь же спокойно и выражение его лица. Цветовое решение портрета сдержанное, доминирующими являются чёрный фрак и желтоватые панталоны, оттенённые красной скатертью на столе и такой же обивкой кресла. В портрете мадам Ривьер Энгр подчёркивал привлекательность модели, что показано также позой и одеянием. Сочетание бархатной обивки дивана и оттенков кашмирской шали Энгр впоследствии использовал в других женских портретах. Ритмическое и цветовое разнообразие Энгр вписал в овал, который органично соединил движение округлых линий. Искусствоведы противопоставляли этим двум портретам изображение дочери — Каролины Ривьер. Энгр добивался в этом образе особого лиризма; Жан Кассу в 1947 году назвал его «Французской Джокондой». В портретах матери и дочери Ривьер Энгр впервые использовал характерный для него приём — диспропорциональное изображение фигуры. В портрете мадам Ривьер имеются несоответствия в размерах головы, плеч и линии груди. Перчатки на руках Каролины Ривьер создают впечатление, что «руки слишком крупные для столь изящного юного создания». Выставленные на Салоне 1806 года — уже после отъезда художника в Италию — портреты вызвали критические отзывы, сводившиеся в основном к порицанию: Энгр слишком далеко отступил от академических канонов и заветов Давида. Сурово отнеслись критики и к «готическому» стилю портрета Каролины Ривьер, упрекая художника в «нарочитой точности и сухой прорисовке» фигуры юной девушки.
В июле 1803 года Энгр получил важный государственный заказ — Наполеон Бонапарт решил наградить город Льеж своим официальным портретом. В то время Энгр продолжал получать стипендию, но она была очень невелика, нерегулярными были и заработки от портретов. Сумма гонорара составила 3000 франков. Для 23-летнего художника портрет первого лица государства в натуральную величину был очень серьёзной задачей; это также свидетельствует о статусе Энгра, ибо маловероятно привлечение совсем неизвестного молодого живописца для целей государственной пропаганды. Энгр очень рассчитывал выставить портрет первого консула в Салоне, но к моменту окончания картины — июлю 1804 года — Наполеон провозгласил себя императором, и политическая цель стала неактуальной. В том же году отец Энгра посетил Париж, и они увиделись в последний раз, результатом встречи стал портрет, написанный Жаном Огюстом. Возможно, Жан Энгр-старший собирался попрощаться с сыном перед его отъездом в Рим, но и в тот год пенсионерская поездка вновь была отложена.
«Портрет Бонапарта — первого консула» разными критиками оценивался по-разному. В. Раздольская утверждала, что он «эффектный и броский по цвету, но лишённый подлинной образной значительности». Д. Перова, напротив, утверждает, что «именно таким Бонапарт пришёл к власти в 1799 — решительным, уверенным и непоколебимым генералом». Она также подчёркивает скрупулёзность Энгра в передаче мельчайших деталей, фактуры тканей. В 1806 году Энгр по собственной инициативе создал весьма амбициозный «Наполеон на императорском троне» (размером 259 × 162 см). Документов, которые бы проливали свет на обстоятельства создания портрета, не сохранилось, но, во всяком случае, на Салоне 1806 года он был представлен, а далее помещён в Бурбонский дворец. Образцом композиции Энгру, по-видимому, послужил Гентский алтарь, перевезённый тогда в Париж; фигуру Наполеона сравнивали с образом Бога-Отца Ван Эйка. Существует также версия о влиянии иллюстраций Флаксмана к «Илиаде», в этом случае образцом был Зевс. Аналогов этой почти византийской аллегории власти нет в многообразной иконографии Наполеона.

Ранние портреты Ж. Энгра
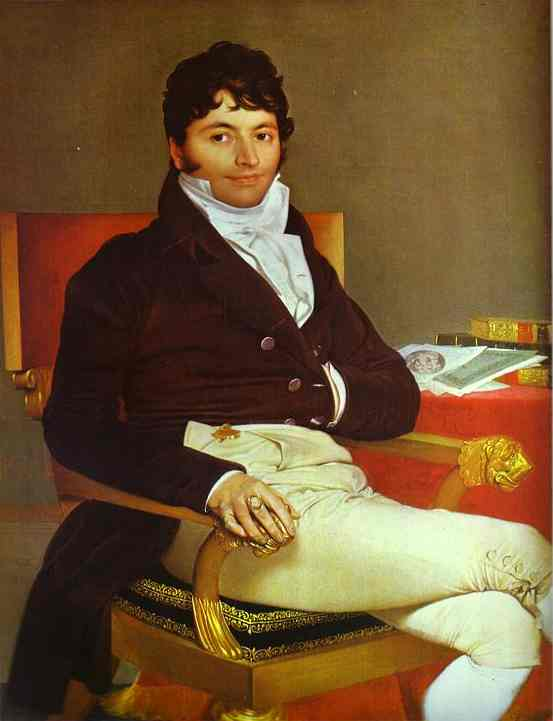
Портрет Филибера Ривьера. 1805. Лувр, Париж
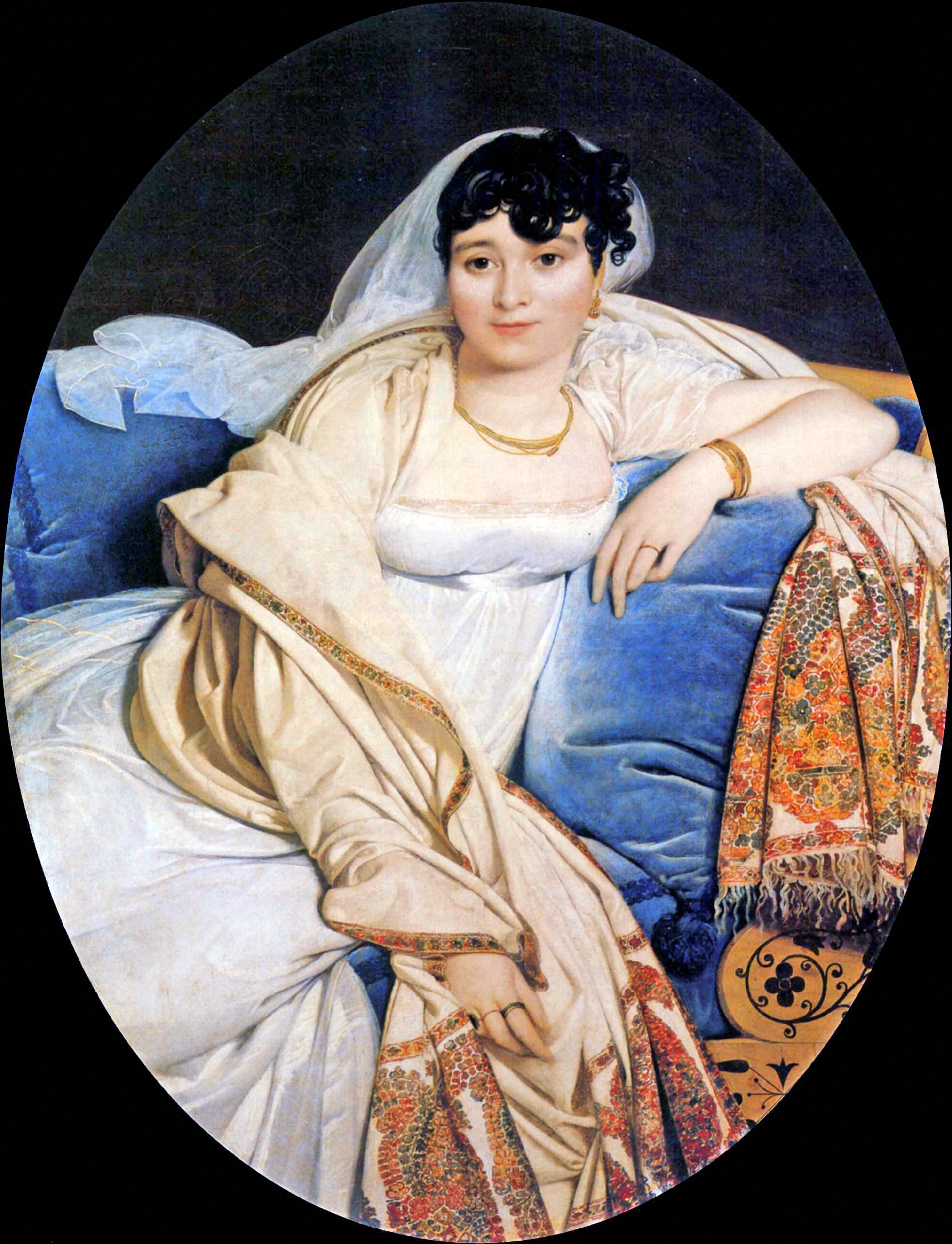
Портрет мадам Ривьер. 1805. Лувр, Париж
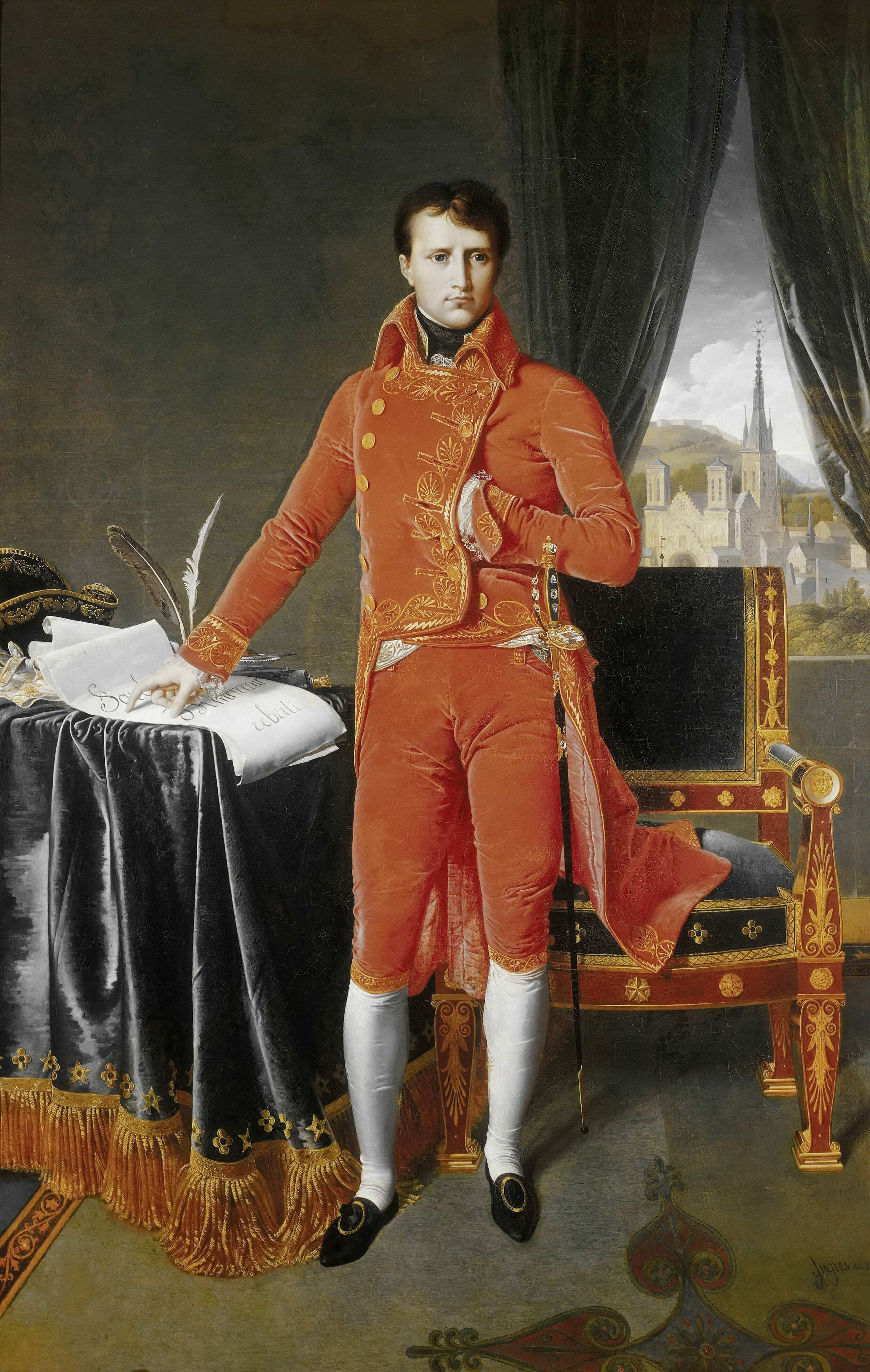
Наполеон Бонапарт — первый консул. 1804.  Музей изящных искусств, Льеж
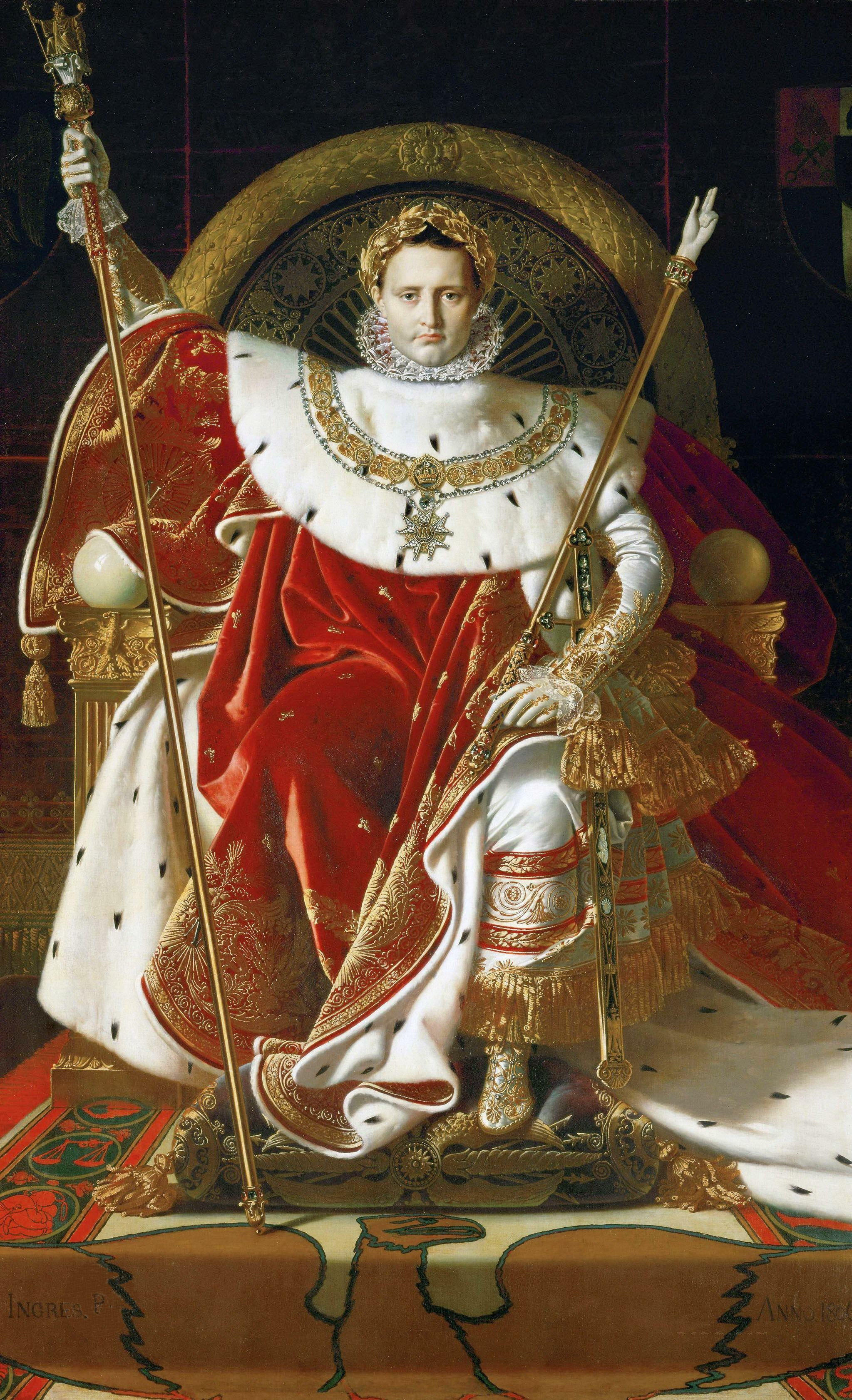
Наполеон на императорском троне. 1806 Музей армии (Париж)

Весной 1806 года были выделены средства на четырёхлетнюю пенсионерскую поездку в Рим. Тогда же Энгр познакомился с 24-летней художницей Анн-Мари-Жюли Форестье и быстро обручился. Он создал графический семейный портрет Форестье, на котором, кроме наречённой, изобразил её родителей, дядю и служанку. Отец и дядя Анн Форестье были известными юристами, и они рассматривали длительную поездку как лучшее средство укрепить помолвку: ожидалось, что будущий зять должен был вернуться знаменитым и с хорошими доходами. В сентябре, за несколько дней до открытия Салона, Энгр отправился в Рим.

## Пребывание в Италии (1806—1824)

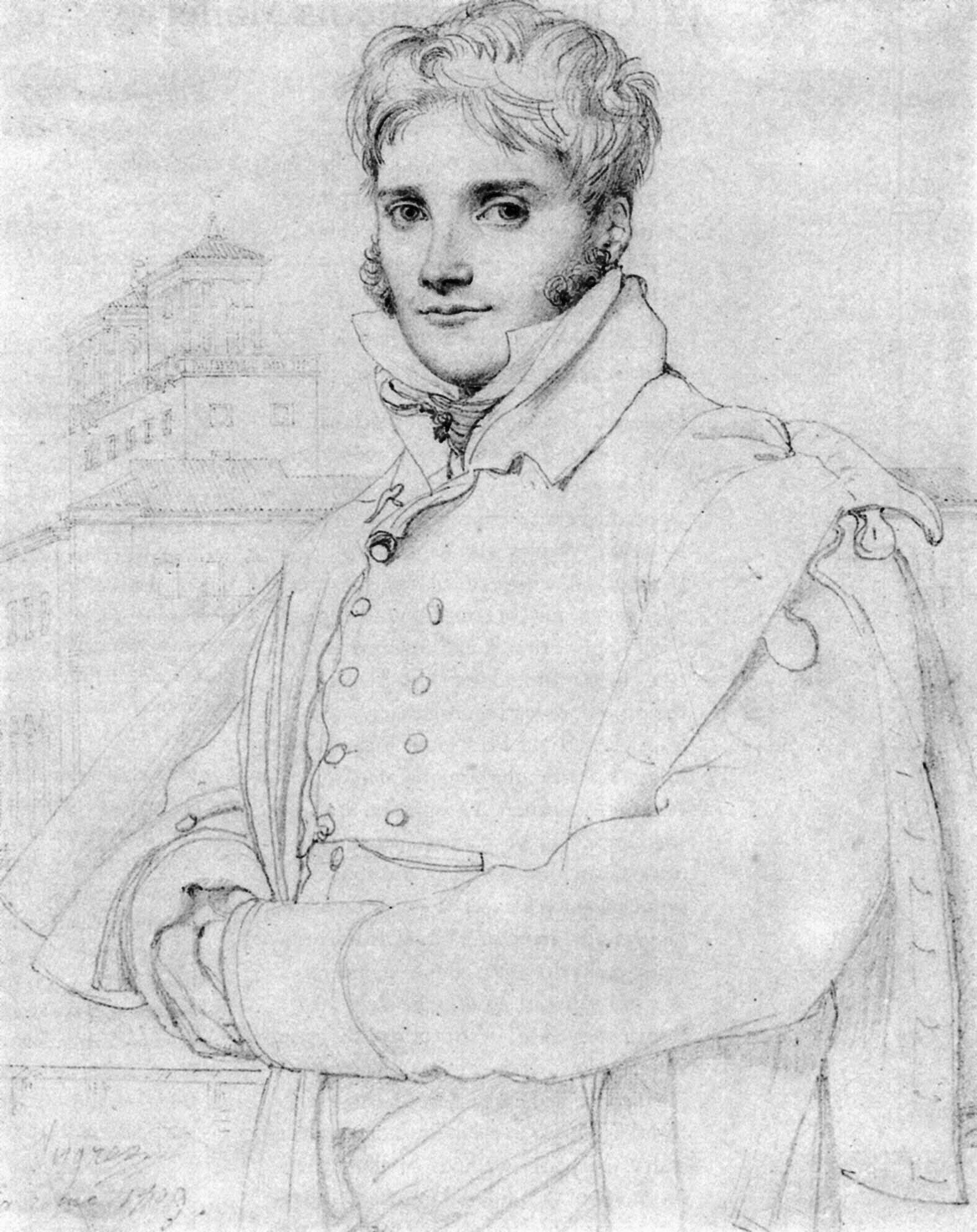
Портрет М. Блонделя на фоне Виллы Медичи. 1809

### Пенсионерская поездка в Рим (1806—1811)
Через Милан, Болонью и Флоренцию Энгр последовал в Рим, куда прибыл 11 октября 1806 года. Он поселился на Вилле Медичи — резиденции Французской Академии, но, судя по переписке с Форестье, первое время скучал и стремился вернуться в Париж. Только с 1807 года он понял своеобразие Италии и стал активно работать, в первую очередь точно и лаконично фиксируя привлекавшие его городские виды. Энгра тепло принял тогдашний директор Академии — Жозеф Сюве, который счёл, что пенсионеры из Парижа нуждаются не в руководстве, а в полной творческой свободе. Энгр, как и в Париже, не слишком стремился общаться с коллегами, в переписке обычно упоминаются Тома Ноде и Мариус Гране. Основным кругом его общения и заказчиков были почти исключительно представители французской колонии в Риме.
К первому римскому году относятся и три небольших пейзажа маслом, которые выполнены в виде тондо; самый известный из них — «Дом Рафаэля». Существует предположение, что Энгр в этом отношении предвосхитил Коро, создав сугубо французский жанр романтического пейзажа, в котором гармонически уравновешены композиционная структура и колорит. Эти качества часто встречаются и в пейзажных фонах энгровских портретов. Почитание Рафаэля, и ранее присущее Энгру, в Риме превратилось в «культ». Посетив Ватикан и обозрев Станцы Рафаэля, в дневнике он писал:

Никогда они не казались мне столь прекрасными, и мне стало ясно <…>, до какой степени этот божественный человек может увлекать других людей. Я окончательно убедился, что он работал как гений, владеющий всей природой в своей голове или в своём сердце, и что, когда так случается, человек становится вторым создателем… А я, несчастный, жалею всю свою жизнь, что не родился в его век и не был одним из его учеников.
Другими важными источниками вдохновения Энгра стали античные памятники, причём не столько римские рельефы и скульптуры, которые были образцами для Давида и его окружения, сколько греческая вазопись с её линейной ритмикой и плоскостным пониманием формы. Это привело его к изучению дорафаэлевской живописи Италии, которую тогда именовали «примитивной», и средневековой книжной миниатюры. Есть также основания полагать, что Энгр всерьёз увлёкся искусством Востока, во всяком случае, один из современников иронически назвал его «китайским художником, заблудившимся в развалинах Афин». Интенсивная работа привела и к тому, что уже в августе 1807 года он разорвал помолвку, написав в последнем письме к Форестье, что для него теперь немыслимо покинуть Италию.
Многообразные впечатления первого римского года были Энгром не просто восприняты, но и подчинены уже сформированной доктрине о красоте и совершенстве формы. Энгр окончательно пришёл к выводу, что в структуре живописной формы должен доминировать рисунок, линия, которую он именовал «высшей честностью искусства» и трактовал чрезвычайно широко. Он писал:

Рисовать вовсе не значит просто делать контуры; рисунок состоит не только из линий. Рисунок — это ещё и выразительность, внутренняя форма, план, моделировка… Рисунок содержит в себе более трёх четвертей того, что представляет собой живопись.
Иными словами, цвет в системе ценностей Энгра играл подчинённую роль, уступая линейно-плоскостной концепции формы. Колорит картин Энгра построен на сочетании локальных пятен, тонально не всегда связанных друг с другом. Гармония композиции рассудочна, некоторые современники сравнивали картины Энгра с выстроенными пасьянсами.

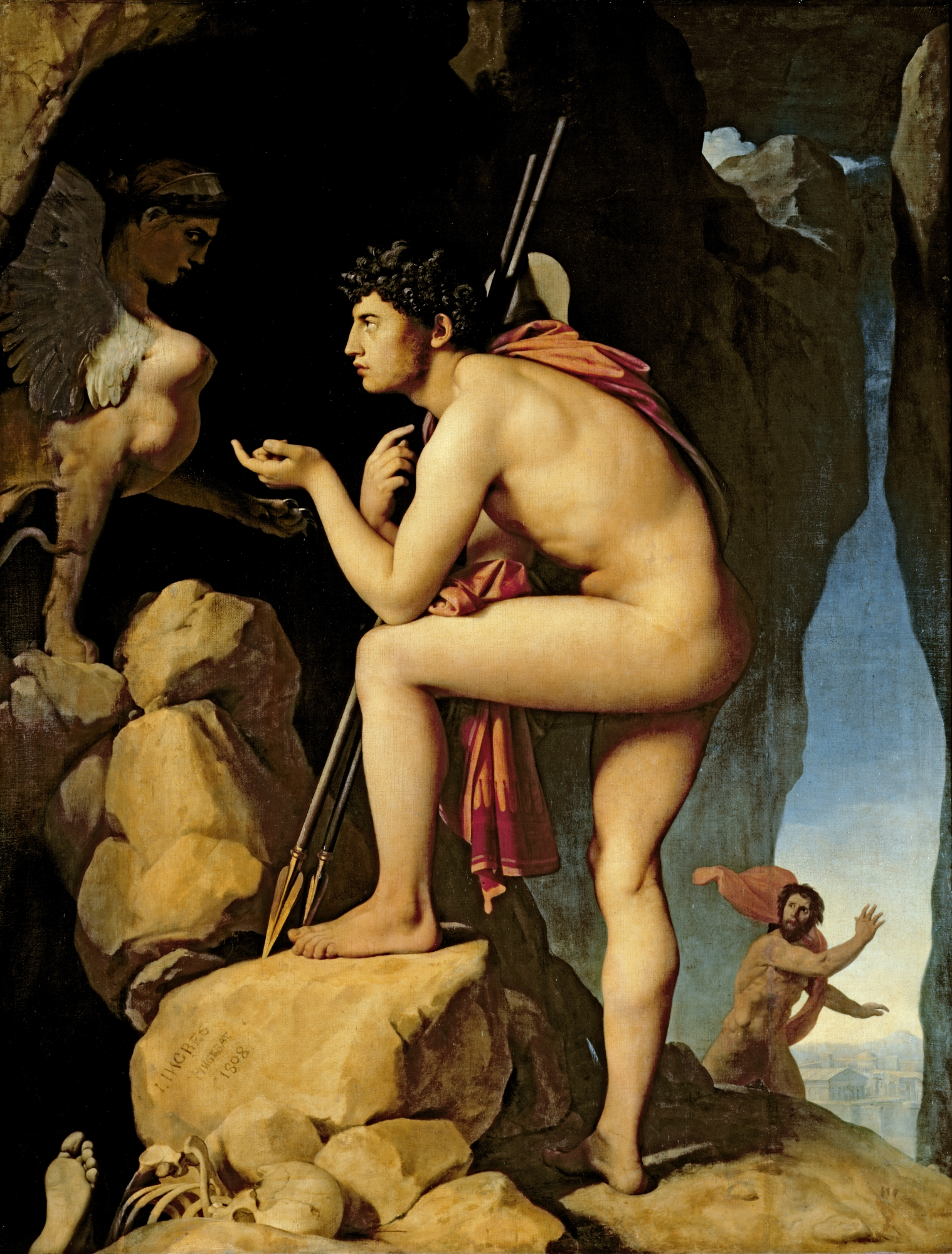
Эдип и Сфинкс. 1808, Лувр

Все перечисленные свойства присущи отчётным работам Энгра, которые он посылал в парижский Салон. Салон 1808 года оказался этапным для развития французской художественной жизни, его иногда именуют «предромантическим». Энгр направил в тот год картину «Эдип и Сфинкс» — первое своё отчётное полотно. Энгр остановился на эпизоде ментального поединка, когда герой разгадывает неразрешимую загадку. Полуженщину-полульва греческой мифологии Энгр показал в тени скал, что символизировало «тёмную», иррациональную природу тайны, противостоящей свету разума Эдипа. Его лицо сосредоточено, его тело изображено «живым» в противоположность статуарности фигуры Сфинкса. Работа была высоко оценена директором Школы изящных искусств, который писал, что «Эдип воплощает прекрасный дух античности, высокого и благородного искусства» и что картина являет собой «дух мастера последних веков Римской империи».

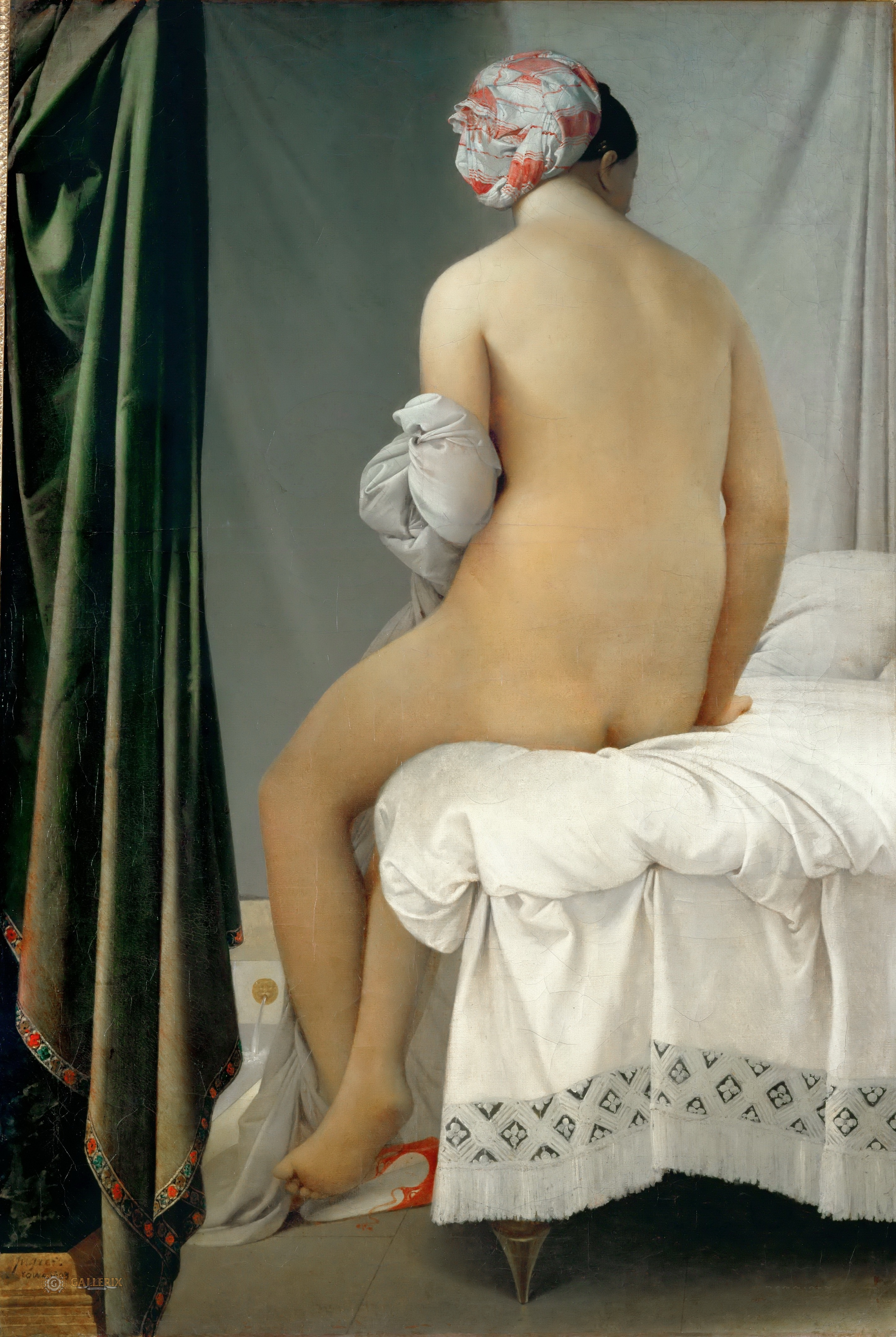
Купальщица Вальпинсона. 1808, Лувр

В Риме Энгр продолжал работать в портретном жанре, создав изображения М. Гране и мадам Девосе (оба — 1807 года). Художник выполнил и множество графических портретов. Портрет мадам Девосе иногда сравнивают с портретами Рафаэля, которые послужили для Энгра отправной точкой. Однако, по сравнению с ренессансным прототипом, в работе французского художника было больше декоративных элементов, и взгляд модели, как обычно у Энгра, устремлён на зрителя и «ищет с ним контакта». Однако самым примечательным в искусстве Энгра римского периода становится обращение его к обнажённой натуре, трактуемой, впрочем, предельно целомудренно. И в дальнейшем жанр ню оставался предметом творческого интереса художника до конца его жизни. Как и для всех академистов, обнажённое женское тело для Энгра воплощало высшее проявление красоты. К 1808 году относится «Большая купальщица» или «Купальщица Вальпинсона» (по имени коллекционера-владельца), написанная за сравнительно короткий срок в едином творческом порыве. По мнению современных искусствоведов, в этой картине Энгр добился гармонии восприятия натуры и воплощения её форм. Фигура изображена со спины, причём контур создаёт ощущение единого движения кисти. И свет, и тени сбалансированы, цветовое решение также сдержанно: желтоватые тона тела, зеленоватый занавес слева и белые драпировки. Красочный акцент сделан только на узоре головной повязки на самой границе серого фона.

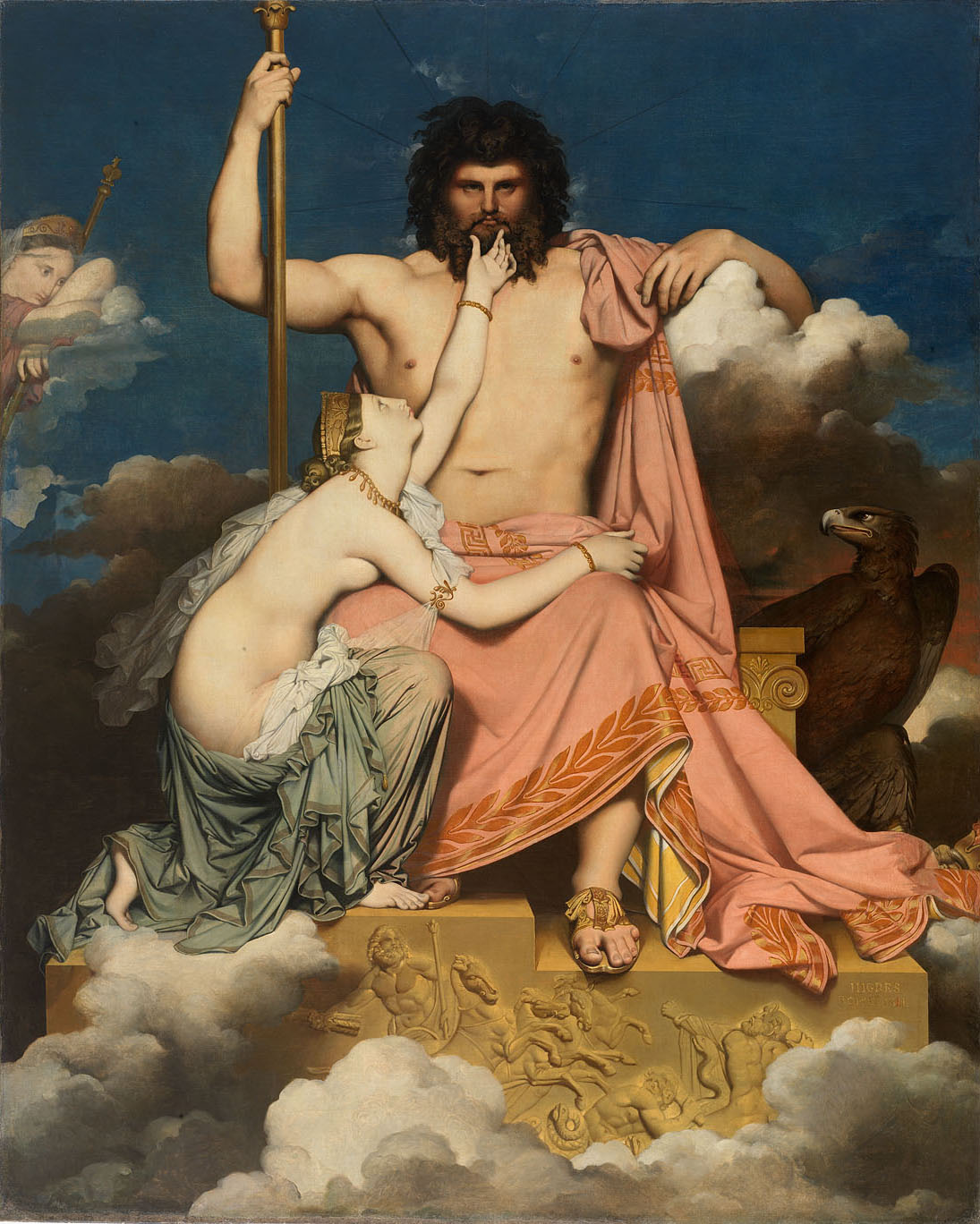
Юпитер и Фетида. 327 × 260 см. 1811, Экс-ан-Прованс, Музей Гране

Итоговым для пребывания Энгра в Риме стало его огромное полотно «Юпитер и Фетида», законченное в 1811 году. Принято считать, что в этой работе Энгр наиболее полно выразил себя и собственное понимание творческой миссии художника. Сюжет был взят из первой песни «Илиады» — сцена, в которой нереида Фетида умоляет Зевса-Юпитера поддержать троянцев, чтобы отомстить за Ахилла, оскорблённого Агамемноном. Формально полотно полностью отвечало канонам классицизма — композиция выстроена фронтально, заметны явный примат рисунка и строгая выписанность деталей, но фактически было образцом произвольного композиционного решения. Пространственное построение картины иррационально: трон Юпитера парит в небесах, а его масштабная фигура противопоставлена прильнувшей Фетиде. Энгр в очередной раз отступил от анатомической точности, изобразив струящиеся формы нереиды бескостными, особенно её руки, также совершенно неестественно была изображена запрокинутая голова. Это было сделано ради особой экспрессии, чтобы подчеркнуть грацию героини и драматичность её положения, особенно в контрасте с бесстрастностью царя богов. Энгр тем самым соединил выразительность с предельной произвольностью трактовок человеческих фигур. Сам он утверждал, что искажение пропорций, форм и масштабных соотношений вполне позволительно, если позволяет подчеркнуть характер и «выявить элемент прекрасного». В результате ему удалось создать цельную в линейном ритме композицию, которая также одна из самых удачных в цветовом решении. Интенсивно-голубое небо с белыми облаками подчёркивает розовато-оранжевый плащ Юпитера, жёлто-зелёная драпировка Фетиды образует с ними трезвучие, совершенно нестандартно интерпретируя классицистские цветовые решения.
Римские критики и жившие в Вечном Городе европейские художники в полной мере оценили новаторство Энгра. Датский критик Т. Брюн-Ниргор, увидевший «Юпитера и Фетиду» в Риме, восторженно писал, что «Энгр превосходно образованный художник, который, несмотря на свой молодой возраст, является главной надеждой на возрождение французской школы». К северу от Альп этих мнений не разделяли, выставленная на Салоне 1812 года картина вызвала яростную критику представителей классицизма. В дальнейшем эту картину и подобные ей работы ценили представители французского романтизма. Некорректная критика и желание остаться в Италии побудили Энгра выйти из Академии. Он покинул Виллу Медичи и стал
вольным художником в Риме.

### Рим. Вольный художник (1811—1819)

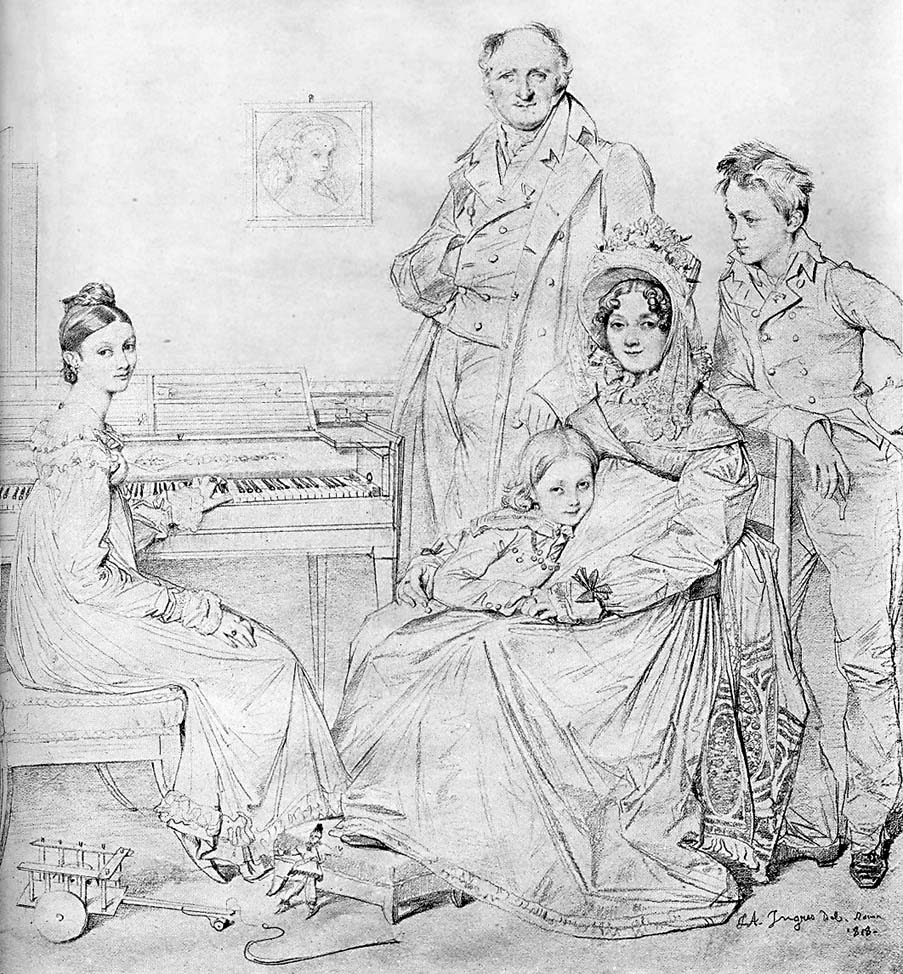
Семья Стамати. 1818, Лувр

Освободившись от обязанностей художника-пенсионера, Энгр мог продолжать эксперименты, но одновременно ему приходилось зарабатывать на жизнь. Занимаясь портретами, он с 1809 года постепенно создал круг заказчиков и почитателей, которые в известной степени гарантировали ему постоянные заработки. Несколько лет подряд основным источником его существования были графические портреты, которые заказывали богатые путешественники в Риме. Этот жанр полностью исчез с появлением фотографии. Энгр выработал особую технику на основе традиций французского карандашного портрета XVI века и мог выполнить рисунок за один сеанс. Он работал тонко отточенным графитным карандашом, передавая фигуру единой непрерывной линией, почти без моделировок. Костюму и аксессуарам могло уделяться большее или меньшее внимание, но лицо всегда было проработано подробно. Среди семейных графических портретов римского периода выделяется «Семья Стамати», сочетающая композиционную целостность и динамизм. На рисунке изображена семья французского консула в Чивитавеккья. Бодлер утверждал, что именно в рисунках Энгр наилучшим образом сочетал требования идеала и натуры. Сам же Энгр, комментируя свой творческий метод, заявлял: «Строя фигуру, не создавайте её по частям, согласуйте всё одновременно и, как правильно говорят, рисуйте ансамбль».

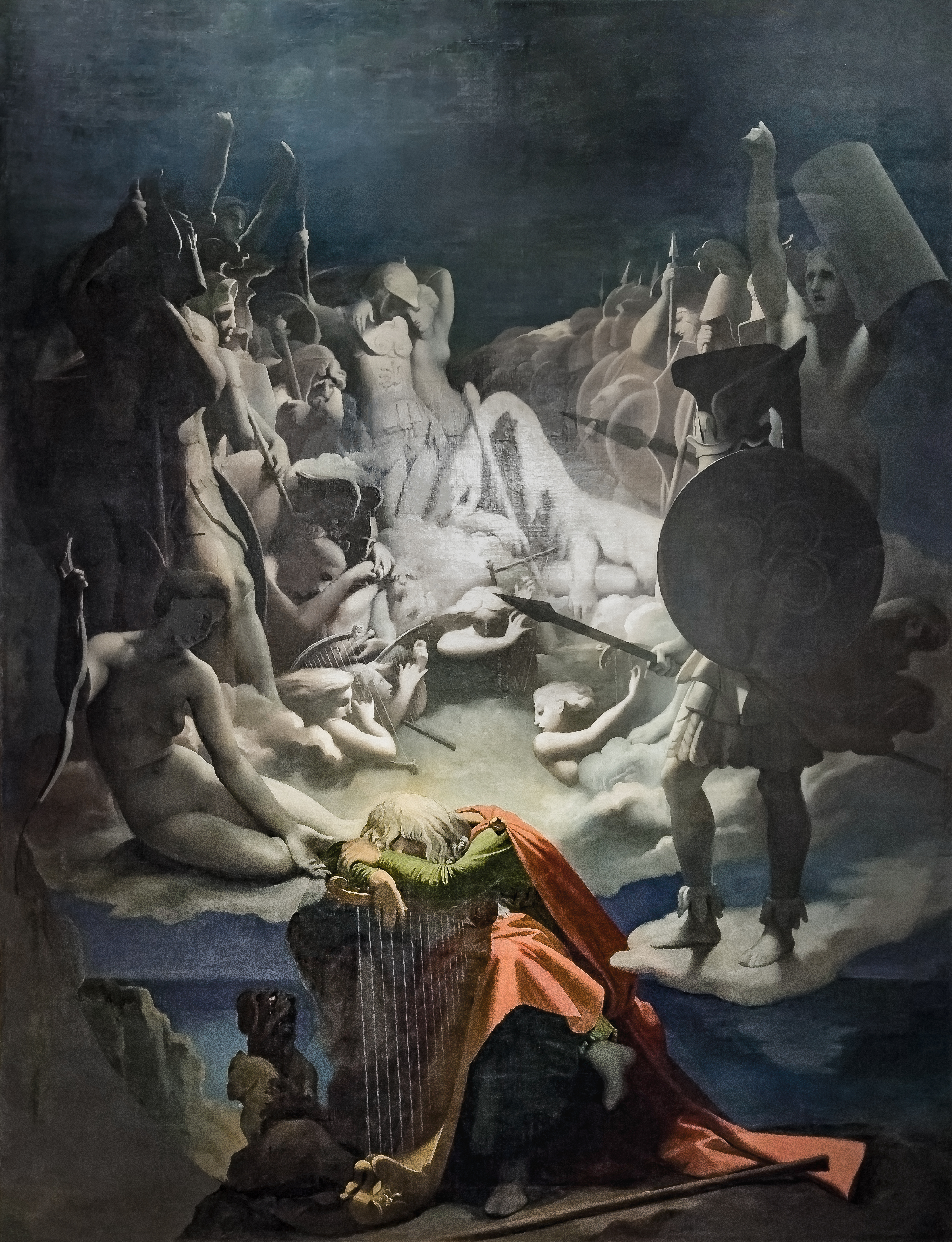
Сон Оссиана. 1813, Монтобан, Музей Энгра

В Риме Энгр быстро стал модным художником, особенно в среде французской аристократии, прибывшей в Рим с родственниками Наполеона. Ещё в 1809 году первый заказ ему сделал Иоахим Мюрат. Помимо портретов, он получил в 1812 году несколько заказов на оформление интерьеров, создав в том числе огромную композицию (5 метров в длину) «Ромул, победивший Акрона» для римской резиденции Наполеона. Энгр выполнил её в темпере, что позволило сымитировать стиль фресок Кватроченто, построив изображение как фриз. Ещё одной известной картиной этого периода стал «Сон Оссиана», заказанный на тему чрезвычайно модной тогда мистификации Макферсона (её поклонником был Наполеон). На полотне Энгра седовласый Оссиан уснул, опираясь на свою лиру, над ним открылось пространство снов, воссоздающее заоблачный мир Элизиума и призрачные фигуры нимф, героев и муз. «Сон Оссиана» — картина, демонстрирующая свободу романтического решения, что подчёркивается резкими контрастами светотени, ирреальностью изображённого пространства и бесплотностью фигур.
В 1813 году Энгр женился. За шесть лет римской жизни он испытывал романтические чувства к разным женщинам, в том числе к дочери датского археолога. Жена одного из заказчиков Энгра — видного чиновника при императорском дворце в Риме — предложила художнику переписываться со своей кузиной Мадлен Шапель. Во время переписки Энгр попытался нарисовать её портрет на основе описаний в письмах, и при очном знакомстве в сентябре реальный образ и рисунок совпали. В свою очередь, Мадлен писала своей сестре, что Энгр — «художник огромного таланта, не мот, не пьяница, не распутник и при этом зарабатывает от десяти до двенадцати тысяч франков в год». В декабре они обвенчались. Вероятно, в начале 1814 года Энгр написал портрет своей молодой жены, который простотой и психологической интимностью сильно отличался от заказных портретов. Образ Мадлен отсылает к рафаэлевским женским образам, в дальнейшем Энгр писал жену в тех своих работах, где требовалось подчинить живой прообраз возвышенному идеалу.

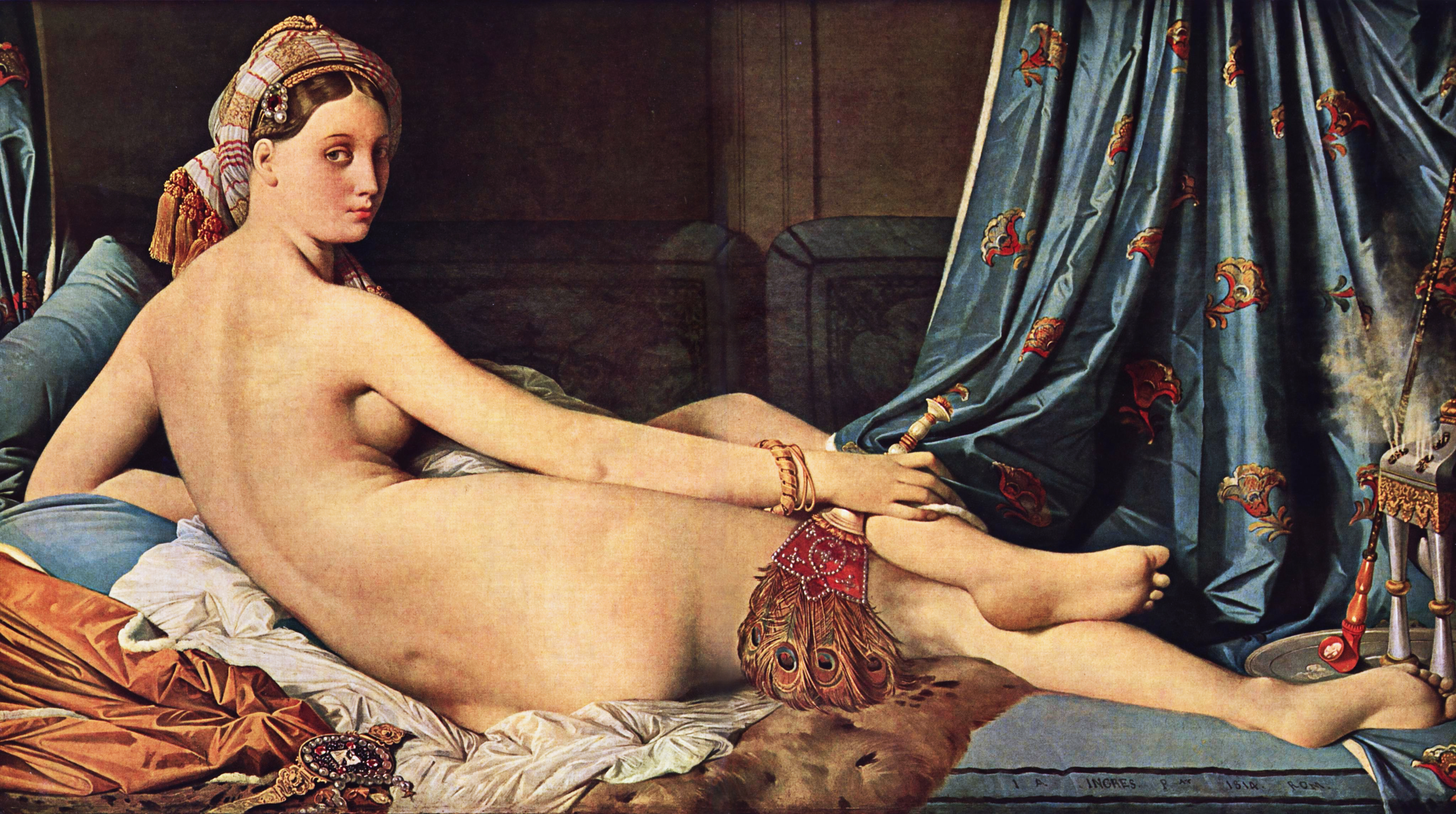
Большая одалиска, 1814, Лувр

В 1814 году Энгра постигли сразу две утраты: их с Мадлен ребёнок умер в тот же день, что и родился (больше детей у них не было), а через несколько месяцев во Франции скончался Жан-Жозеф Энгр, с которым сын не виделся 10 лет. Жан-Огюст продолжал интенсивно трудиться и написал несколько известных своих работ, в том числе «Рафаэля и Фарнарину» и «Большую одалиску». Энгр создал «Большую одалиску» для сестры Наполеона Каролины Мюрат, из-за чего специально провёл несколько месяцев в Неаполе. Одной из его работ был и портрет Каролины Мюрат. К моменту окончания «Одалиски» королева Неаполя была низложена, и картина осталась в мастерской художника. Художник ради элегантности линии спины допустил анатомическое искажение, добавив модели два или три позвонка, на что немедленно обратили внимание критики. По этому поводу художник заявил:

Что касается правдивости, я предпочитаю, чтобы её немного преувеличили, хотя это и рискованно.
«Большая одалиска» показывает интерес Энгра к ориентализму, вообще характерному для эпохи романтизма. Идеализируя внешнюю красоту, Энгр считал себя не в праве только копировать реальную женщину и создал недостижимый образ, рождённый фантазией. В этом же году живописец вернулся к давно интересовавшей его теме Рафаэля, создав композицию «Рафаэль и Форнарина», на которой представлен парный портрет его кумира с возлюбленной. На мольберте Энгр показал неоконченную картину «Форнарина» и на заднем плане — тондо «Мадонна делла Седиа», для которых Рафаэлю позировала одна и та же натурщица.

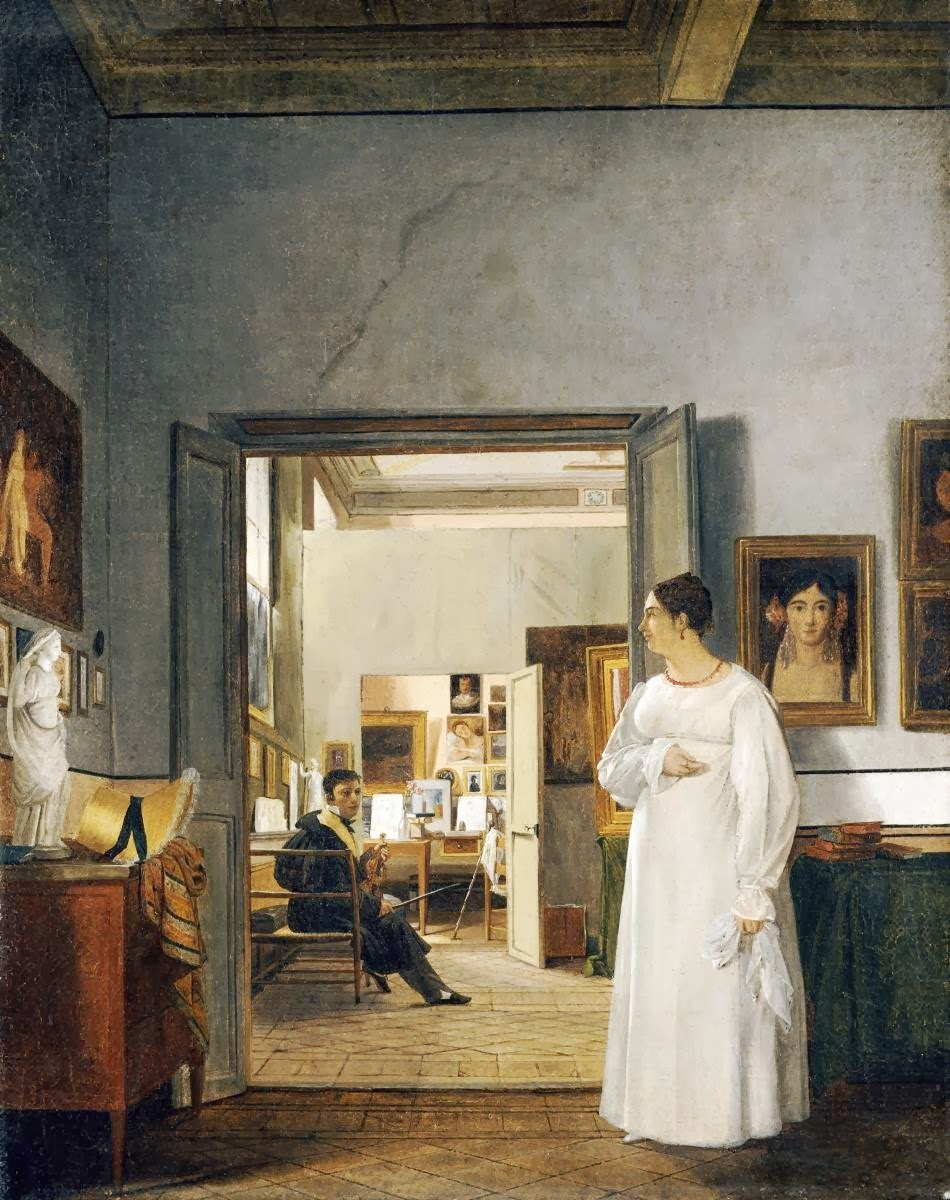
Жан Ало. Мастерская Энгра в Риме. 1818, Монтобан, Музей Энгра

«Рафаэль и Форнарина» знаменовала начало большой серии небольших по формату картин, чьи сюжеты основаны на разнообразных исторических анекдотах и литературе эпохе Ренессанса. Таковы «Ариосто и посол Карла V», «Паоло и Франческа», «Руджеро, освобождающий Анджелику», «Смерть Леонардо да Винчи», «Папа Пий VII в Сикстинской капелле» и некоторые другие. В основном они были написаны по заказам французских чиновников и аристократов, в частности французского посла в Риме де Блака, который покупал больше всего полотен Энгра. Стиль этих работ имитировал мастеров Кватроченто, при этом Энгр активно продолжал искажать анатомию, достигая предельной изысканности поз и экспрессии. Ярким примером является изображение Анджелики, прикованной к скале. Особенно полная передача ренессансного стиля характерна для «Смерти Леонардо». В этой картине выделяется цветовое решение, в котором ведущее значение имеют красные тона в сочетании с белизной постели и волос Леонардо. Стендаль утверждал, что портрет короля на этой картине принадлежит «к числу самых красивых исторических картин». Историческая ситуация, запечатлённая в картине, недостоверна: король Франциск I не присутствовал и не мог присутствовать у смертного одра великого художника. Впрочем, Энгра и его заказчиков это беспокоило мало. В тот же период он создал одно из немногих своих полотен на современную тему — «Папа Пий VII в Сикстинской капелле». Главной задачей художника стало достоверное изображение фресок Сикстинской капеллы, в том числе «Страшного суда» Микеланджело на западной стене.
Картина «Руджеро, освобождающий Анджелику» вновь не укладывалась в рамки классицизма, напротив, сюжет и композиционное решение отвечают эстетике романтической школы живописи, хотя Энгр был ярым её противником. Сюжет взят из эпоса Ариосто «Неистовый Роланд». Интерес к средневековой и ренессансной поэзии также был возрождён в XIX веке романтиками, которые ценили передачу средствами поэзии душевных качеств персонажей и чувственность натуры. Естественным для Энгра было обращение к сюжету Данте о Паоло и Франческе да Римини.
После падения наполеоновской империи в 1815 году и Венского конгресса французские подданные, жившие в Риме, стали в массовом порядке покидать город. Для Энгра, финансово зависимого от узкого круга заказчиков, это означало невозможность зарабатывать, как раньше. Критика на родине по-прежнему игнорировала картины Энгра или отзывалась о них крайне негативно, только в 1818 году Жан Огюст решился выставить новые работы на Салоне. В 1817 году скончалась его мать. В том же году наступило некоторое финансовое облегчение: правительство Людовика XVIII стало покупать декоративные картины Энгра по плану реконструкции Версальского дворца. Стиль исторических жанровых картин Энгра отвечал вкусам новых властей: ностальгии по стабильной королевской власти при «старом порядке».

Исторические картины Энгра римского периода
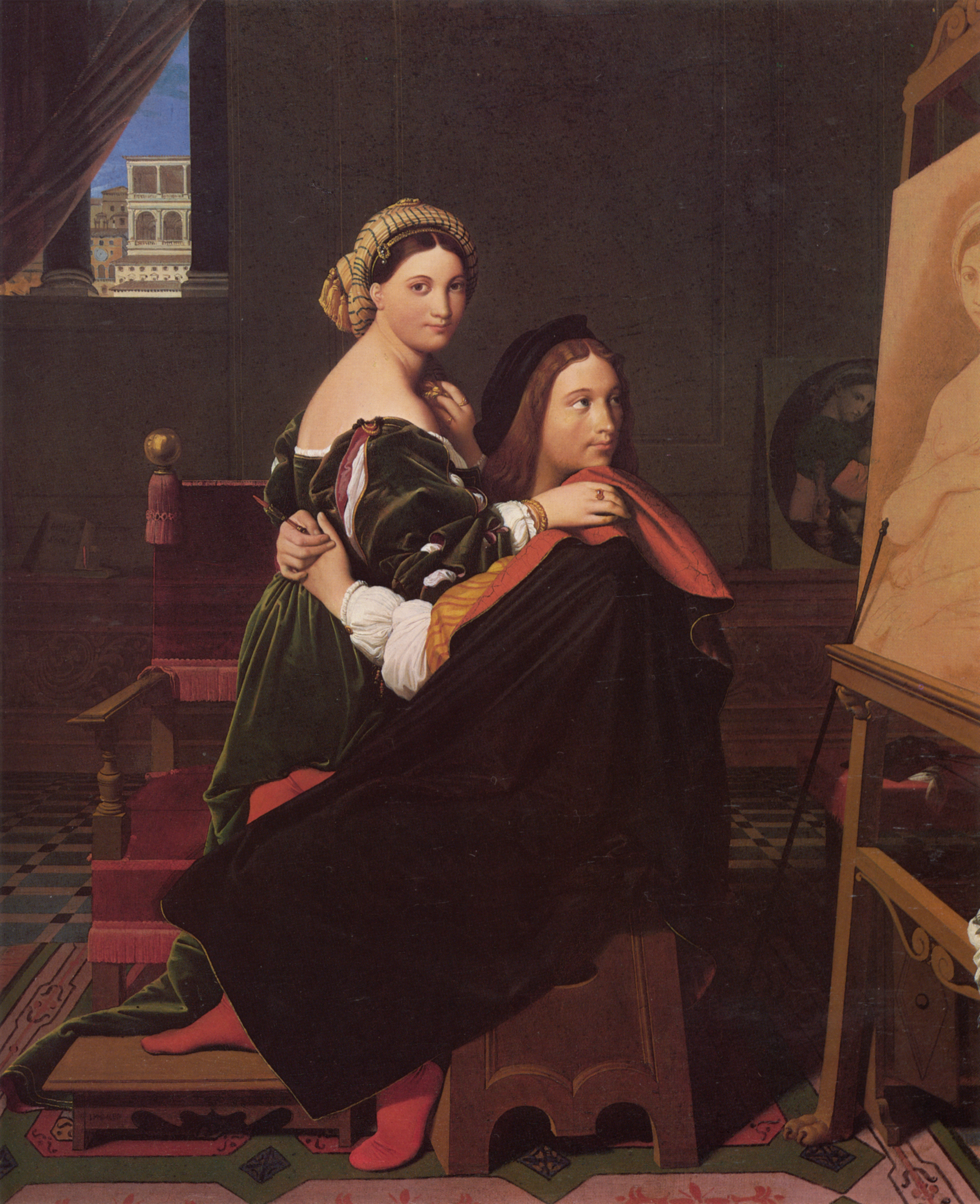
Рафаэль и Форнарина, 1814, Музей Фогга, Гарвардский университет
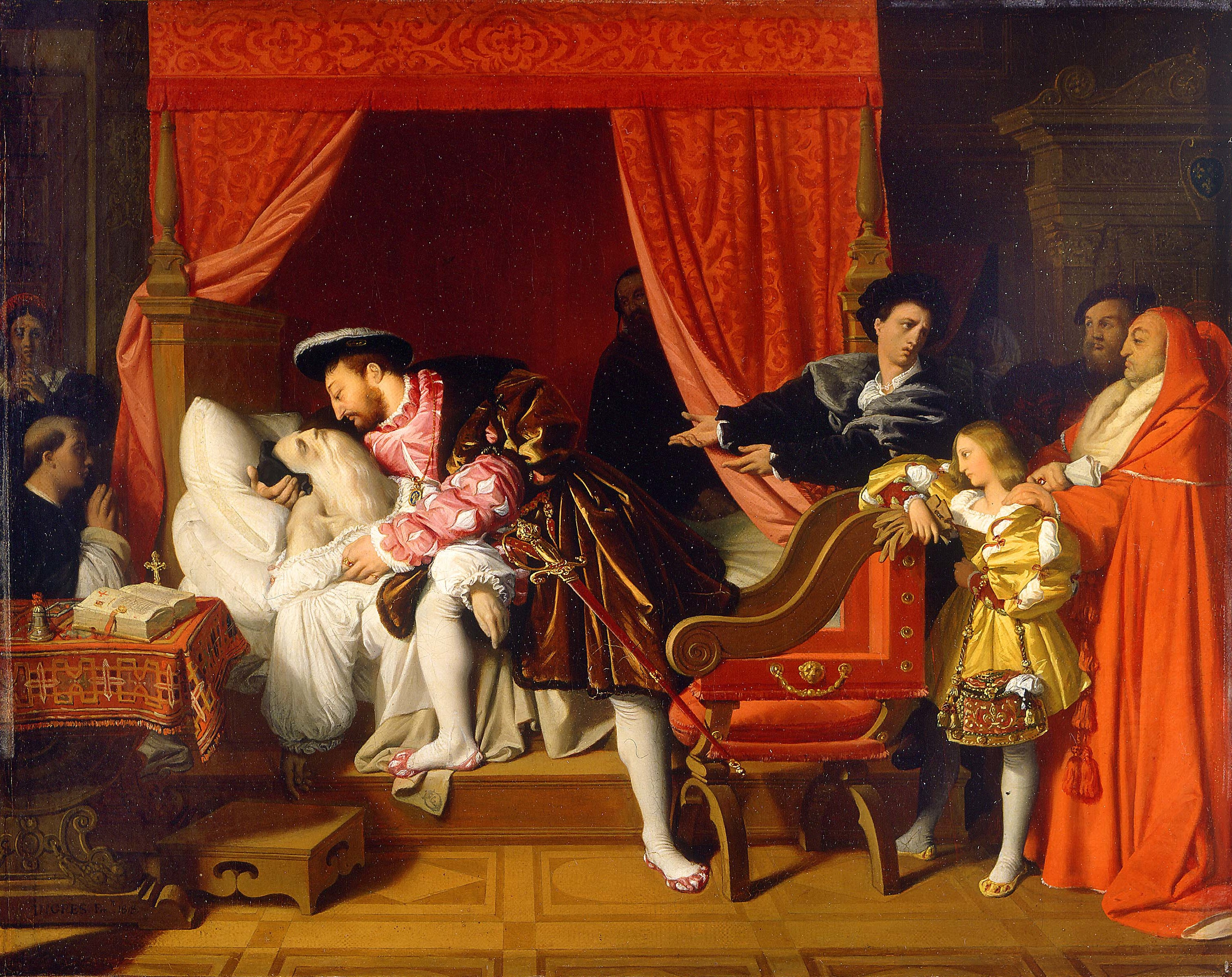
Франциск I при смерти Леонардо да Винчи, 1818, Париж, Музей Пти-Пале
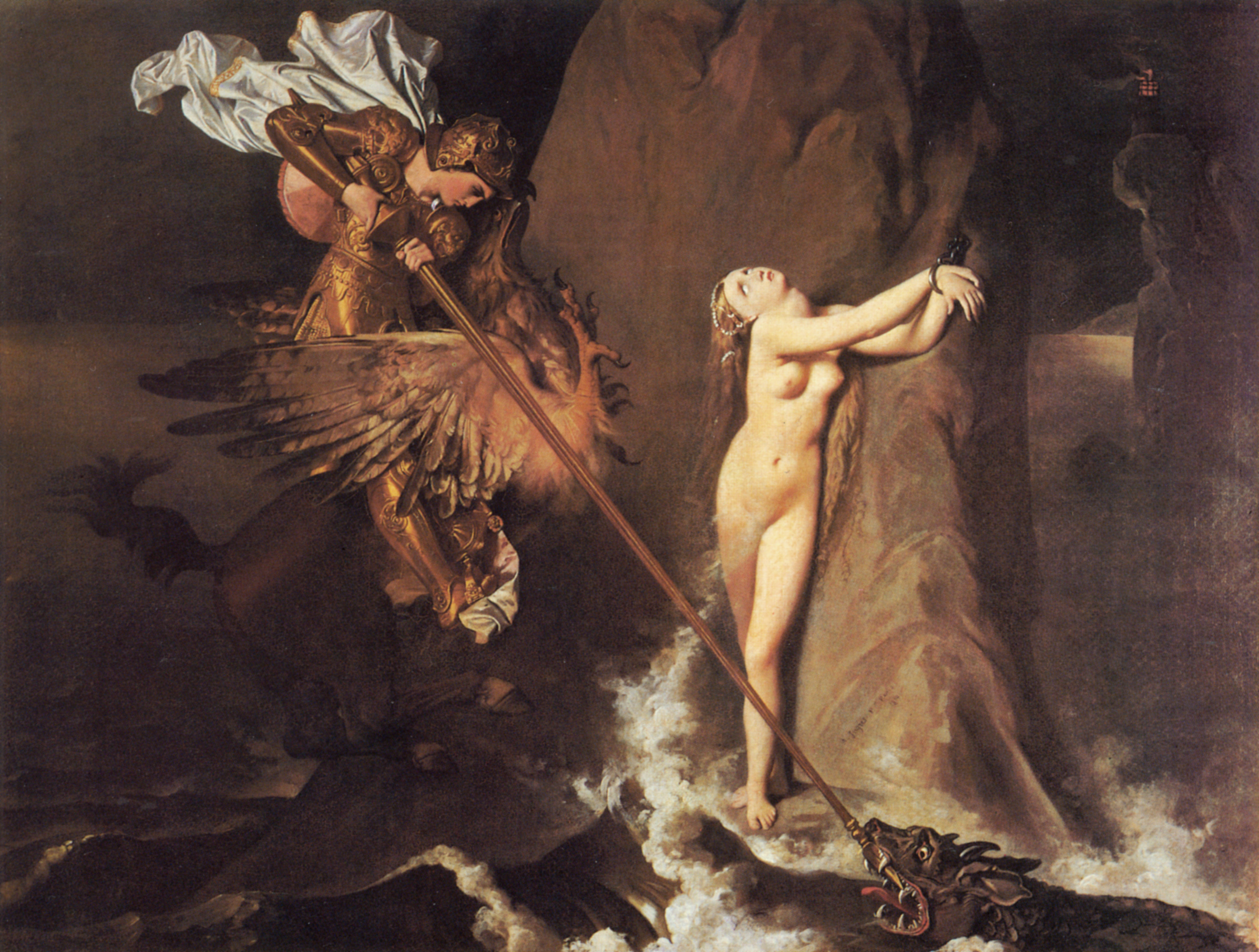
Руджеро, освобождающий Анджелику. 1819, Лувр
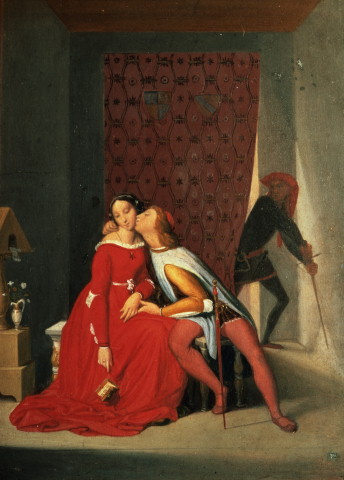
Паоло и Франческа. 1819, Байонна, Музей Бонна

Последние годы в Риме Энгр зарабатывал на жизнь только рисованием портретов туристов, преимущественно британских, что сильно его раздражало. Известен анекдот этого времени: однажды семья туристов постучалась в мастерскую Энгра, и глава семейства спросил: «Это здесь живёт человек, который рисует удивительно живые маленькие портреты?» Энгр раздражённо ответил: «Нет. Человек, который живёт здесь, — живописец!» Тем не менее он не собирался возвращаться во Францию, где у него не осталось родных, и где критика с неизменной враждебностью встречала все его новые произведения. В 1818 году он возобновил знакомство с Лоренцо Бартолини, старым приятелем ещё по мастерской Давида. В июне 1819 года Жан и Мадлен Энгры посетили его дом во Флоренции и получили приглашение обосноваться в этом городе. Весной 1820 года Энгры переехали во Флоренцию, причём Жан Огюст в порыве раздражения охарактеризовал римскую жизнь как «13 лет рабства».

### Флоренция (1820—1824)

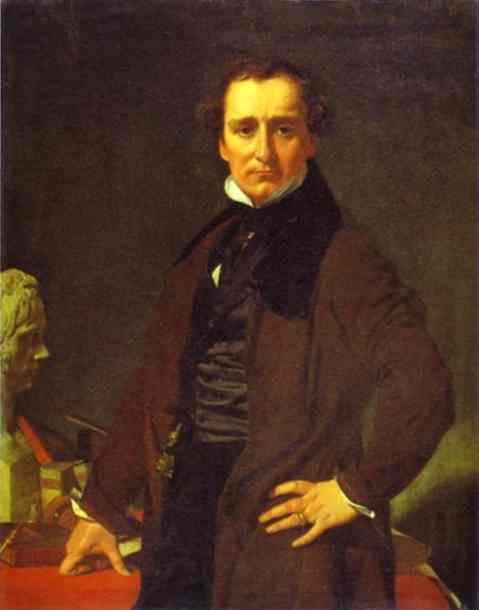
Портрет Лоренцо Бартолини. 1820, Лувр

Удостоверение художника, выданное властями Флоренции Энгру, датировано 19 июля 1820 года, но известно, что Жан Огюст и Мадлен переехали в город раньше. Энгры поселились прямо в доме Бартолини, который возглавлял тогда кафедру скульптуры флорентийской Академии художеств. Всего художник и его жена прожили у Бартолини четыре года, причём между всеми возникли отличные отношения. Бартолини был холост, хорошо зарабатывал и жил в обширном дворце, где принимал большое число посетителей. Энгр был полон энтузиазма и старался соответствовать обстановке, впрочем, попытка создать светский салон оказалась неудачной. Свой образ жизни художник описывал так:

Встав в 6 часов, мы завтракаем с кофе, и в 7 мы разлучаемся, чтобы заниматься весь день работой в нашем ателье. Вновь встречаемся за обедом в 7 часов — это момент отдыха и беседы, пока не придёт время идти в театр, куда Бартолини ходит каждый вечер… Моя добрая жена спокойно занимается своим маленьким хозяйством и чувствует себя счастливой со мной, а я с ней.— Письмо от 20 апреля 1821 года
Бартолини считал недостаточным копирование античных образцов и призывал искать вдохновение в прекрасном современной жизни, показывая средствами искусства не только возвышенные идеалы, но и чувства. Однажды он привёл на сеанс в Академию натурщика-горбуна, и вызвал изрядный скандал. Все эти особенности личности Бартолини нашли отражение в портрете, выполненном Энгром в 1820 году: скульптор показан волевым и успешным человеком, добившимся своим трудом достатка и признания. Как и обычно у Энгра, портрет полон конкретных деталей. Атрибуты на столе символизируют его профессию (бюст Керубини) и характеризуют вкусы — на столе представлены сочинения Данте и Макиавелли, партитура Гайдна.
Во Флоренции Энгр продолжал заниматься портретами. В особняке Бартолини в 1820 году был создан один из самых известных у него «Портрет графа Н. Д. Гурьева». Бартолини тогда ваял графскую жену. Несмотря на надменно-бесстрастный облик портретируемого, по мнению В. Раздольской, Энгр привнёс в картину «оттенок романтической взволнованности» благодаря пейзажу с грозовым небом и синеющими вдали горами. Цветовую гамму, однако, определяет розовато-красная подкладка плаща, причём сочетание с синеватыми оттенками пейзажа опровергает расхожее мнение о слабости Энгра-колориста. Граф Гурьев оказался героем единственного заказного портрета из шести, выполненных Энгром во Флоренции. Остальные пять изображали его друзей и выполнялись на досуге от главного занятия.

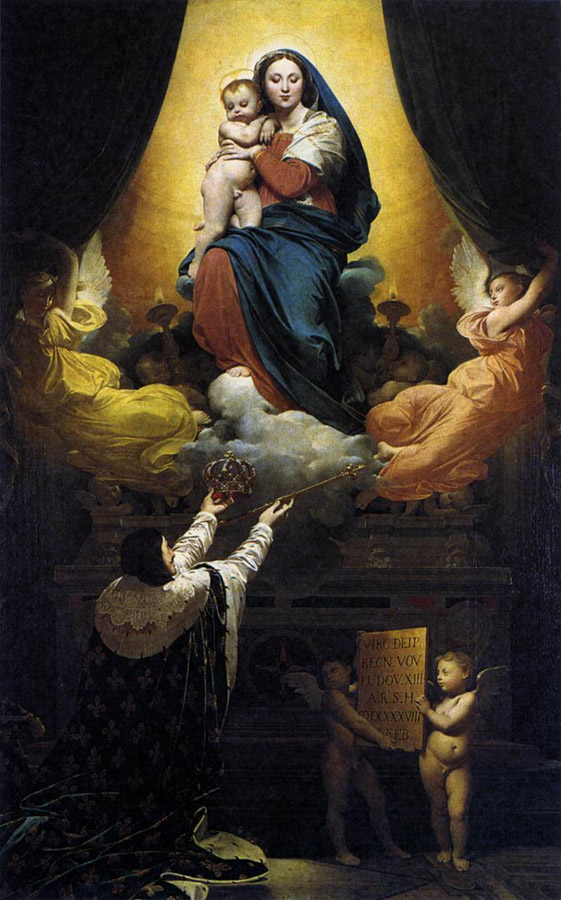
Обет Людовика XIII. 1820 — 1824, Монтобан, собор Нотр-Дам

29 августа 1820 года, вскоре после переезда во Флоренцию, Энгр получил заказ, который совершенно изменил его жизнь и привёл к серьёзному творческому перелому. Французское министерство внутренних дел поручило ему написать алтарный образ для собора малой родины художника — Монтобана — на тему «Обет Людовика XIII, просящего покровительства Богородицы для Французского королевства». Его создание потребовало четырёх лет напряжённой работы и привело к полному возвращению к канонам неоклассицизма и отказу от романтических экспериментов.
Начав работу над картиной, Энгр занялся прежде всего историческими изысканиями, внимательно читая источники. Он признавал, что соединение образов короля и Богородицы в одной композиции отдаёт анахронизмом, но полагал, что если решить её в рафаэлевском духе, то в итоге его ждёт успех. В одном из писем Энгр так комментировал свой замысел:

Половина картины — это Мадонна, поднимающаяся на небо, поддерживаемая ангелами; вторая половина — это король в своей капелле или молельне. В тот самый день Людовик XIII верил, что Мадонна предстала перед ним в святом видении. Он взял тогда свой скипетр и корону, положенные на ступени алтаря, и протянул их Мадонне, прося Её покровительства…
Художник долго не мог найти выразительных средств для своего героя, пока не скопировал в Галерее Уффици два портрета работы Филиппа де Шампеня, из которых позаимствовал одеяние и позу коленопреклонённого монарха. После того как композиция определилась, Энгром овладело нетерпение. В одном из писем 1822 года (через 17 месяцев после начала работы) художник сообщал, что «не может терять времени», ибо твёрдо решил выставить своё творение в Салоне. Однако окончательно картина была готова к октябрю 1824 года.
Результат почти четырёхлетних трудов Энгра совершенно по-разному оценивался его современниками и современными искусствоведами. С точки зрения В. Раздольской, картина стала «стилистической реконструкцией», в которой рафаэлевское влияние совершенно нивелировало творческую оригинальность самого Энгра. Прежде всего это касается Мадонны и ангелов, в которых явно улавливаются прямые заимствования из «Сикстинской Мадонны» или «Мадонны ди Фолиньо». В соединении с портретом короля образовалось совершенно эклектическое произведение. Даже цветовые решения далеки от гармонии лучших работ Энгра — синий плащ Богородицы слишком резко противопоставлен красному цвету платья-туники и не гармонирует с золотистыми тонами фона и тёмными занавесями. «Лишь одеяния… ангелов, переливающихся розовато-золотистыми оттенками, заставляют вспомнить лучшие колористические находки Энгра, как и идеальная пластика фигур».

## Второй парижский период. Академическая живопись (1824—1834)

### Дискуссия с Делакруа

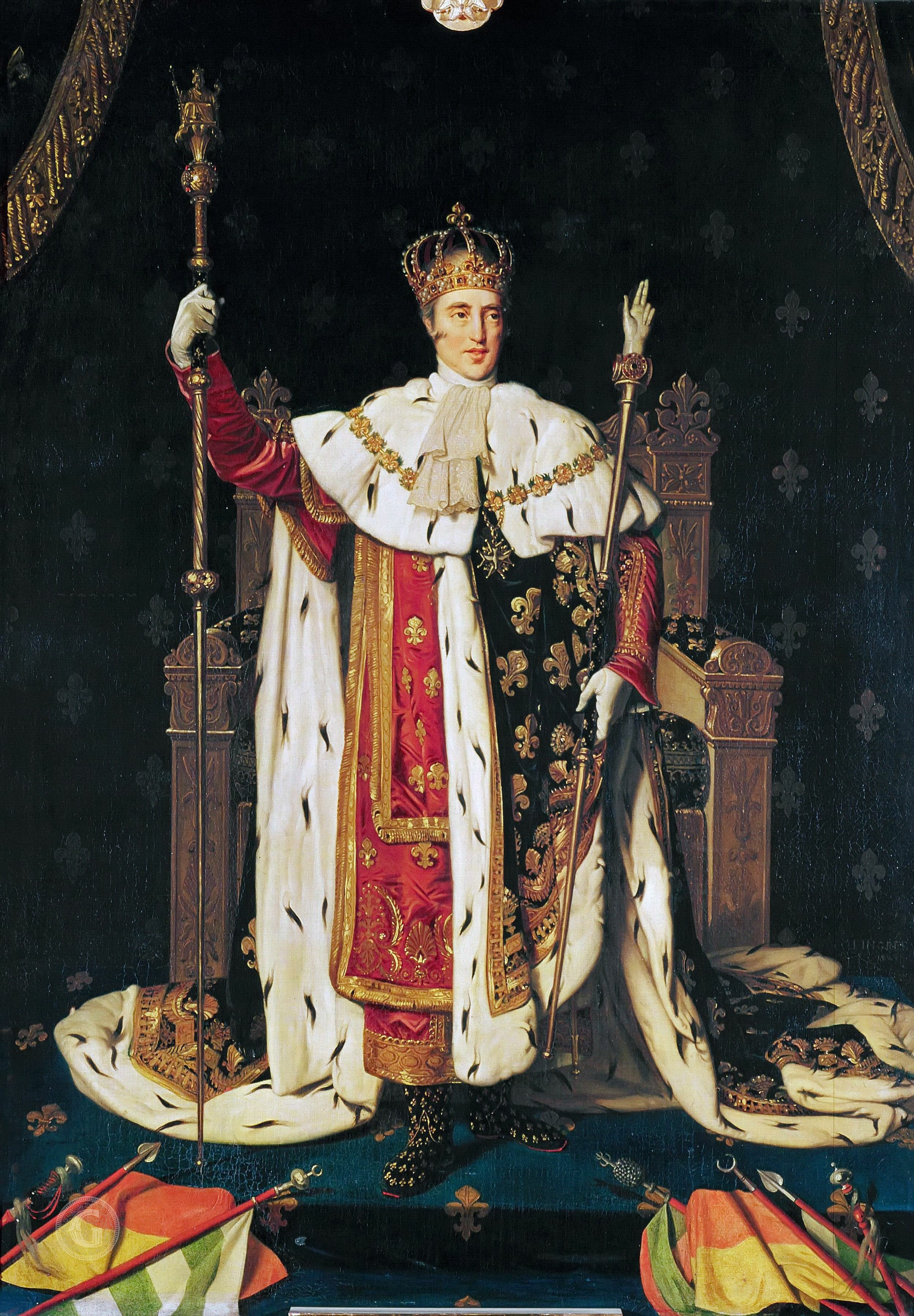
Портрет Карла X в коронационном одеянии. 1829, Байонна, Музей Бонна

Парижский Салон 1824 года открылся, когда Энгр ещё находился в пути. Там были представлены его работы, выполненные во Флоренции и Риме, включая «Сикстинскую капеллу» и «Смерть Леонардо». На этот раз работы 44-летнего художника были благосклонно приняты и публикой, и критиками, включая Стендаля. Однако только 12 ноября 1824 года — за 15 дней до закрытия — Энгр смог экспонировать в Салоне «Обет Людовика XIII», после чего критики единогласно назвали его «Салоном романтической битвы»: одновременно была выставлена «Резня на Хиосе» Делакруа. Энгра ждал восторженный приём, причём и почитатели, и критики обращали внимание на одни и те же особенности и использовали одинаковые выражения — художник провозглашался (или осуждался) как «Рафаэль наших дней» и «лучшее противоядие от романтической угрозы». Немедленно последовали знаки внимания и от консервативно настроенного Французского королевства: художника наградил орденом Почётного легиона лично король Карл X, а в 1825 году его избрали членом Академии изящных искусств (членом-корреспондентом которой он был ещё с 1823 года). В результате художник решил остаться во Франции и официально возглавить художественную жизнь страны.
Противостояние на Салоне 1824 года стало началом вражды между Энгром и Делакруа — признанными крупнейшими живописцами Франции того времени, которые воплощали противоположные эстетические концепции. Энгр именовал Делакруа своим «анти-Я» и явно был более непримирим в их конфронтации, активно используя доступные ему административные ресурсы. Так, Энгр не допустил избрания Делакруа в Институт Франции, ибо считал его недостойным стать официально признанным мастером и наставником новых поколений художников. В то же время Ж. Кассу в своей биографии Энгра отмечал, что в ненависти, разделявшей двух художников, можно увидеть глубокий интерес друг к другу, с оттенком любопытства и даже почтительности.
Вскоре после закрытия Салона Энгр снял мастерскую на улице Маре Сен-Жермен (ныне — улица Висконти) и открыл при ней мастерскую для обучения молодых художников. Первым из них стал Э. Амори-Дюваль, опубликовавший впоследствии мемуары о своём учителе. Уже через год студию Энгра могло посещать до ста учеников. Энгр смог в полной мере реализовать свои педагогические устремления, которые до того мог только описывать в своих тетрадях, наполненных категорическими высказываниями. Школу Энгр именовал «Рисовальной», обосновывая это так:

Если бы мне надо было поместить вывеску над своей дверью, я написал бы «Школа рисования», и я уверен, что создал бы живописцев.

### «Апофеоз Гомера»
Занятость преподаванием и загруженность официальными заказами привели к тому, что за 10 лет его второго парижского периода Энгр написал всего 5 живописных портретов (и 75 графических). Самым крупным и почётным из его заказов стала композиция 1826 года «Апофеоз Гомера» — огромный (386 × 515 см) плафон для будущего королевского музея этрусских и египетских древностей в Лувре. Сюжет был отдан на усмотрение самого художника. Для Энгра это был достойный повод целиком отдаться высшему академическому жанру — исторической и аллегорической живописи. Гомер был положен в основу сюжета не случайно — Энгр полагал древнегреческого рапсода первоисточником и эталоном всего прекрасного в искусстве вообще и литературе в частности:

Гомер первый в своей поэзии разобрался в красотах мира, как Бог, который создал жизнь, отделив её от хаоса. Гомер раз и навсегда воспитал человечество, он воплотил красоту в бессмертных правилах и примерах.

Апофеоз Гомера. 1826—1827, Лувр

Энгр решился отразить в полотне свои взгляды на художника как наставника и персонифицировать творчество тех великих, кто был достоин, по его мнению, именоваться последователями Гомера. Композиция «Апофеоза» строго центрична и основана на «Афинской школе» Рафаэля. На фоне античного портика изображён великий старец Гомер на троне, его увенчивает лаврами Слава. Ниже, по сторонам трона, показаны аллегории Илиады и Одиссеи. Далее в зеркальной симметрии выставлены 42 фигуры (41 мужчина и единственная женщина — Сапфо) художников, литераторов и политиков с древнейших времён до XVII века. В отборе персон «великих» Энгр проявил почти курьёзную нетерпимость к тем, кто лично был ему антипатичен. Был исключён Рубенс, которого Энгр обозвал «мясником», и лишь после долгих колебаний был добавлен Шекспир. Энгр попытался внести в композицию динамизм: так, Апеллес подводит к трону Рафаэля, а с другой стороны Пиндар протягивает ему лиру. Фидий держит в руках атрибуты своей профессии — резец и молоток. В нижней части композиции слева показан Пуссен, переписанный Энгром с известного автопортрета.
Хотя композиция была разработана для плафона, но Энгр решил её как станковое произведение, без расчёта на перспективные сокращения и искажения фигур и архитектурных элементов. Впрочем, уже с 1855 года «Апофеоз» был представлен на Всемирной выставке в Париже как картина, а оттуда поступил в Лувр. На месте оригинала Энгра была помещена копия, сделанная его учеником Ремоном Бальзом.
«Апофеозу» Энгр придавал большое значение, полагая, что именно эта картина станет «самым прекрасным и самым главным произведением всей его жизни». Действительно, это одна из самых программных его работ, которую можно истолковать как живописную декларацию. В понимании Энгра европейское искусство достигло истинных высот только в эпоху Рафаэля, после чего развитие пошло по ложному пути. Свою задачу он видел в продолжении ренессансного искусства с той же стадии, на которой оно остановилось. Из современных Энгру критиков такую точку зрения поддержали консерваторы из монархических кругов. Однако и радикал Ш. Делеклюз увидел в «Апофеозе» выражение всех академических идеалов красоты, согласно которым художник должен облагораживать реальность, а не воспроизводить её. Современные искусствоведы не считают эту работу Энгра удачной, так, В. Раздольская называет эту композицию «застывшей» и «лишённой живого чувства». Удачными признаются в плане оригинальности и пластической красоты лишь сам Гомер и аллегории Илиады и Одиссеи, особенно последняя. Неудачным признаётся и цветовое решение, в котором нет единства.

### Работы 1830-х годов

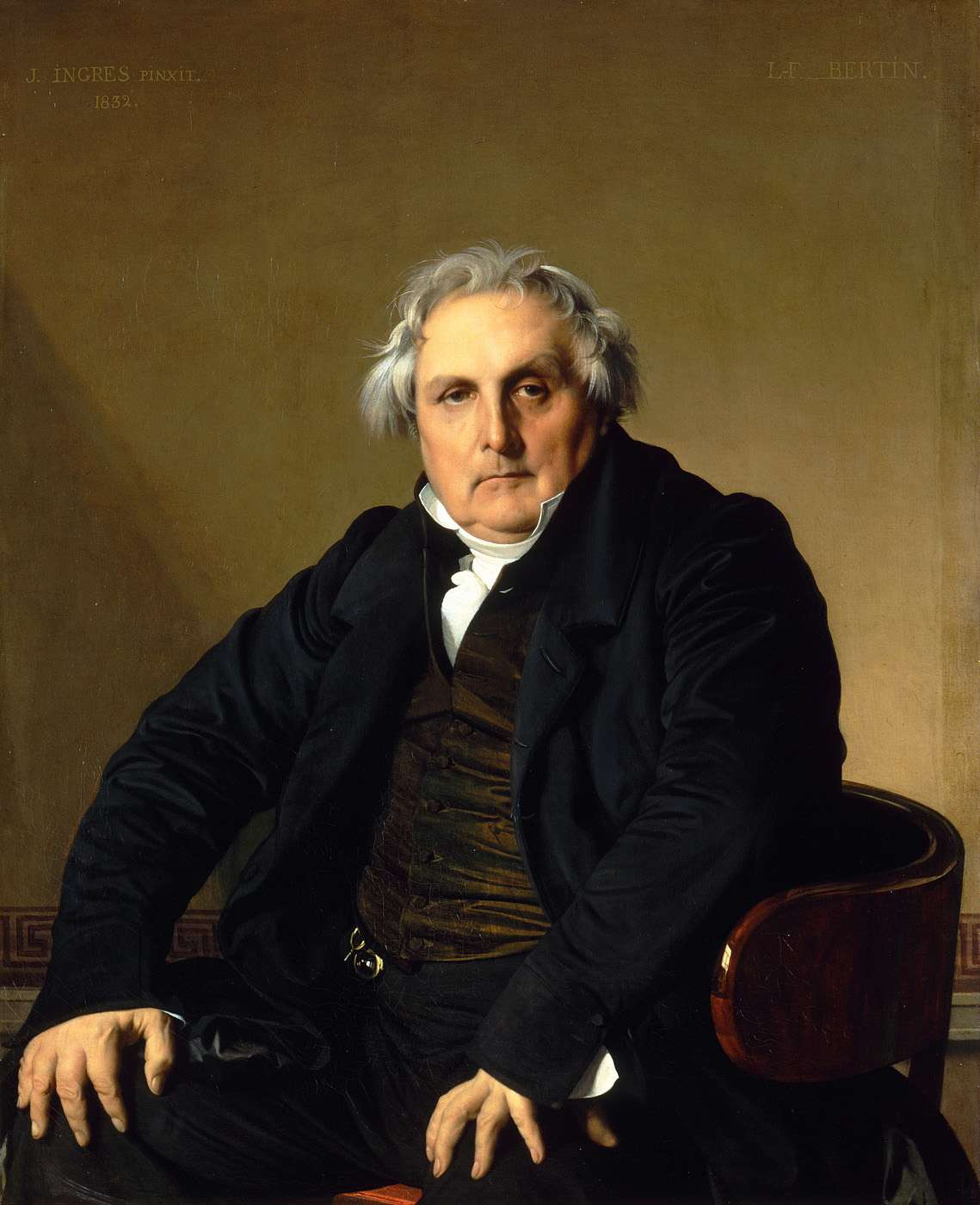
Портрет Луи Франсуа Бертена. 116 × 95 см, 1832, Лувр

Июльская революция оставила Энгра равнодушным. В том же году он был избран профессором Школы изящных искусств, в 1833 году стал её вице-президентом и, наконец, в 1834 году возглавил её. Энгр совершенно сознательно стремился к высоким постам, поскольку они были сопряжены с высокими заработками и одновременно избавляли его от необходимости писать заказные работы и зависеть от вкусов и пожеланий клиентов. Однако именно в этот период он создал несколько самых своих знаменитых портретов, в первую очередь «Портрет Луи Франсуа Бертена», директора газеты Journal des débats (1832). В годы Июльской монархии он был одним из самых влиятельных людей в стране, и Энгр с самого начала хотел создать образ широкого обобщающего значения. Амори Дюваль вспоминал, что работа шла чрезвычайно мучительно, но завершилась в буквальном смысле за один день: увидев Бертена за оживлённым разговором с собеседником, Энгр попросил его прийти позировать завтра, ибо портрет готов. Критики отмечают, что портрет чрезвычайно лаконичен, колорит даже нарочито скуп, в нём доминируют чёрные тона редингота и брюк, остальные оттенки коричнево-красноватые, более разреженные в фоне. Нет никаких аксессуаров, которые отвлекали бы от лица персонажа. Современники даже называли его «буржуазным Юпитером-громовержцем».

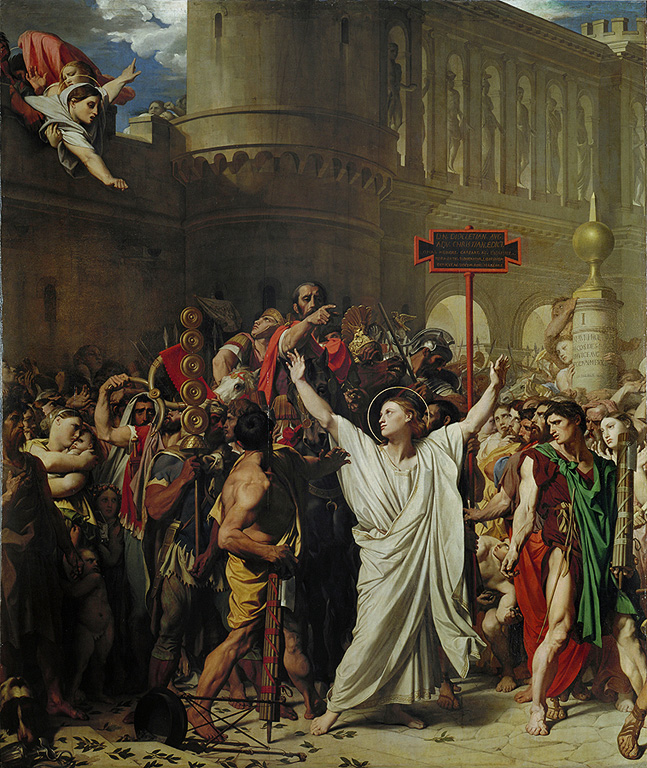
Мученичество святого Симфориона. 1824—1834, Отен, кафедральный собор

С 1827 года чета Энгров обитала в казённой квартире в Академии изящных искусств, жили они скромно для людей с их положением, в частности, держали только одну служанку. Бездетная пара часто посещала музыкальные и театральные представления, по воскресеньям они сами устраивали приёмы и музыкальные вечера, на которых Энгр мог демонстрировать своё искусство. Ещё в Италии он познакомился с Никколо Паганини, исполнив два его графических портрета, впрочем, в воспоминаниях Амори-Дюваля описан концерт Паганини в Париже 10 апреля 1831 года, на котором Энгр был только зрителем.
На Салоне 1834 года очень неоднозначные оценки получило эпическое полотно «Мученичество святого Симфориона», заказанное художнику ещё в 1824 году. Он придавал этому труду чрезвычайное значение, сохранилось множество подготовительных работ. В результате Энгр организовал композицию по барельефному принципу, акцентировав внимание зрителей на персонажах первого плана. Тем большее разочарование вызывала холодность публики к результатам шестилетнего труда. Картина была решена сдержанно в плане эмоций и колорита. Одним из немногих положительных отзывов были суждения Теофиля Готье, который оценил монументальное построение композиции, её величие и умение художника воссоздать «суровый дух далёкой эпохи». Энгр был вообще нетерпим к критике и мог, судя по воспоминаниям Амори Дюваля, и спустя полвека помнить каждый нелестный отзыв о своих работах. В результате он категорически отказался впредь участвовать в работе Салона и охарактеризовал парижскую публику как «невежественную и жестокую». Публика ответила Энгру тем же: выставленная в 1855 году на Всемирной выставке картина подверглась бойкоту во второй раз и больше никогда не демонстрировалась публично.
Выходом для художника был отъезд из Франции. Ещё в мае он подал заявление и через две недели был единогласно избран главой Французской Академии в Риме. 5 июля 1834 года назначение было утверждено министром Тьером. Под влиянием момента он даже характеризовал своё директорство как «вынужденное изгнание». В декабре в сопровождении жены и студента Жоржа Лефрансуа Энгр отбыл в Рим.

## Второе пребывание в Риме (1835—1841)

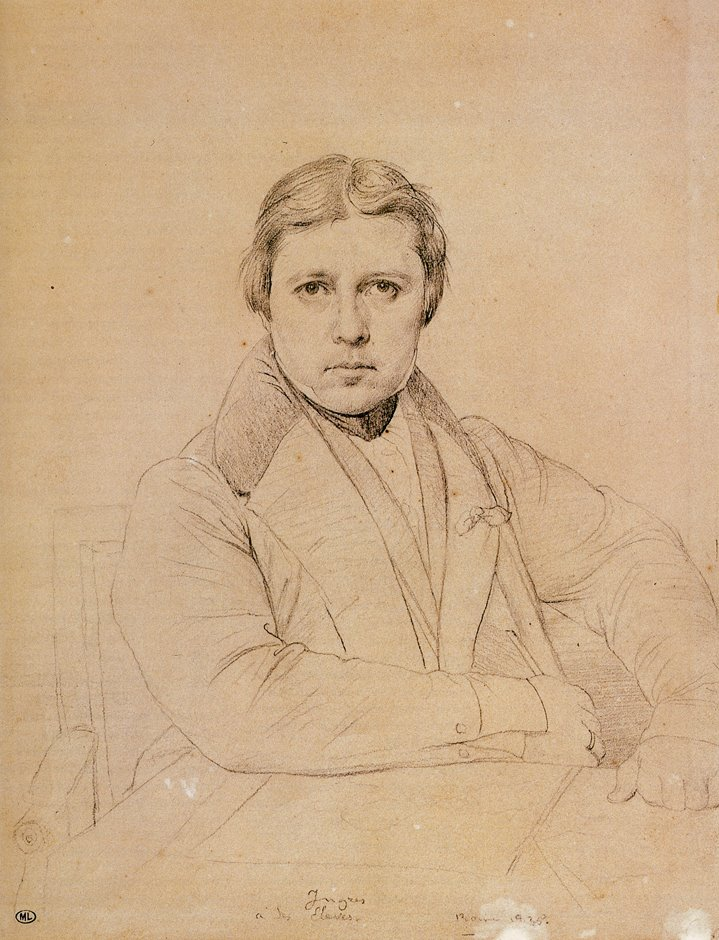
Автопортрет, исполненный по просьбе студентов. 1835, Лувр

Через Милан, Венецию и Флоренцию Энгр добрался до Рима 4 января 1835 года и вновь поселился на Вилле Медичи, с которой расстался четверть века назад. Официально он вступил в должность директора 24 января, сменив на этом посту Ораса Верне (Луиза Верне — дочь — в те дни вышла замуж за Поля Делароша). Энгр ревностно взялся за исполнение новых обязанностей, которые, скорее, делали его чиновником от искусства, нежели художником. Стипендиаты Академии (среди них — Луиджи Муссини) и сотрудники приняли его с почтением, вдобавок, дела на Вилле Медичи были запущены из-за неспособности Верне к хозяйственной деятельности. Авторитет Энгра у студентов был непререкаем, они соглашались со всеми его категорическими указаниями, поскольку он мастерски преподавал. В то же время он оставлял мало возможностей для творческой самореализации студентов, и отчётные работы, посылаемые в Париж, очень напоминали композиции и приёмы самого Энгра. На посту директора Энгр провёл реформу образования художников: ввёл в программу археологию и увеличил время на натурные штудии, считая их не менее важными, чем копирование слепков. О своих нововведениях он писал:

Молодые люди должны сперва некоторое время рисовать головы из «Лоджий» Рафаэля, затем фигуры с античных барельефов…, затем перейти к рисованию с живой модели; копировать маслом… картины и фрагменты избранных картин, наконец, упражняться в живописи с живой модели… Пусть ученик распределяет свою работу между изучением природы и изучением мастеров.
Одним из важнейших элементов художественного образования Энгр считал воспитание вкуса будущего художника на шедеврах прошлого, для этого же служила и организация досуга. Энгр стал устраивать на Вилле Медичи концерты, на которых и сам мог реализовать свои музыкальные устремления. Здесь произошло знакомство директора с Францем Листом (1839) и Шарлем Гуно (1841), которые неоднократно выступали в Академии. И Лист, и Гуно оставили воспоминания об общении с Энгром. Лист, в частности, одобрительно отозвался об игре художника на скрипке (найдя её «милой»), а также вспоминал, что Энгр служил ему гидом по Риму, открывшим композитору подлинную ценность античного искусства. Гуно, запечатлённый на рисунке Энгра за роялем, писал, что подлинной страстью художника был Моцарт, партитура «Дона Жуана» которого также была запечатлена на графическом портрете. Впрочем, композитор был невысокого мнения об Энгре-скрипаче, утверждая, что в его игре не было виртуозности, хотя он играл в молодости в оркестре оперного театра. Гуно же оставил свидетельство о характере Энгра, которое противоречит обычным утверждениям о его деспотизме:

Я его видел в интимной обстановке, часто и подолгу, и потому могу утверждать, что это был человек простой, прямой и открытый, искренний, способный на порывы энтузиазма… Он был нежен, как ребёнок, и мог негодовать, как апостол, бывал трогательно наивен и так непосредственно чувствителен, что нельзя было считать это позой, как думали многие.

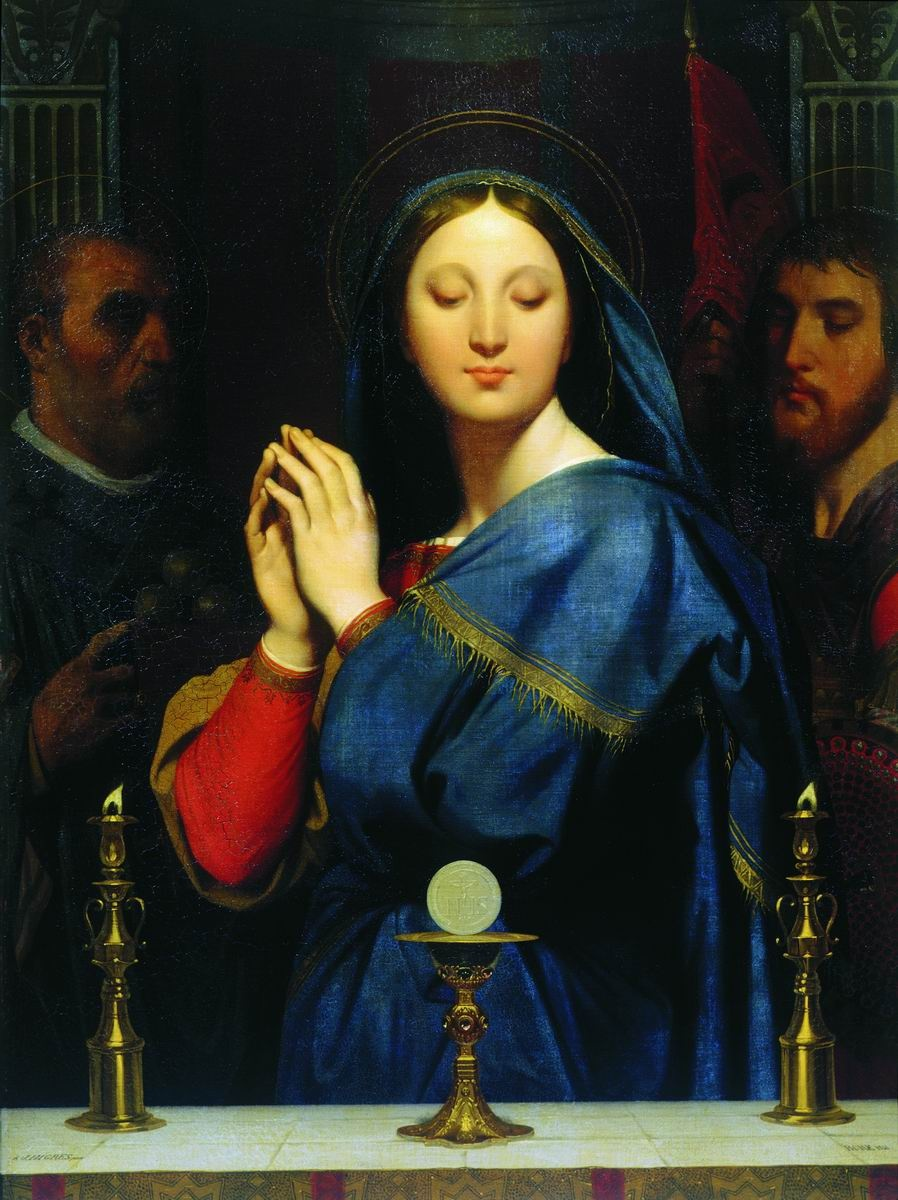
Мадонна перед чашей с причастием. 1841, ГМИИ

За год до назначения Энгра директором стипендиат Школы изящных искусств Ксавье Сигалон должен был снять копию «Страшного суда» Микеланджело в натуральную величину (она должна была отправиться в Париж как учебное пособие), но так и не смог пробиться сквозь противодействие властей Ватикана. Энгру удалось добиться разрешения для Сигалона работать в Сикстинской капелле, и копия была выполнена. Однако позднее возник конфликт со Святым престолом, поскольку Энгр привлёк своих студентов, чтобы снять копии с 42 фресок Рафаэля из станц и лоджий. Со временем Энгр стал всё хуже переносить римский климат, в письмах он часто жаловался на недомогание. В 1835 и 1836 годах в Риме была эпидемия холеры, однако директор Академии ввёл карантин и уберёг студентов и преподавателей от болезни.
Продуктивность Энгра-художника из-за его прямых обязанностей несколько снизилась. Для души он продолжал делать карандашные портреты (всего 23 за все шесть лет пребывания в Риме), моделями для которых служили друзья и гости. Живописных работ от второго римского периода осталось мало, в основном они написаны уже в конце 1830-х годов, когда учебный процесс в Академии был налажен и у художника стало больше свободного времени. Линию ортодоксального академизма продолжала «Мадонна перед чашей с причастием», написанная в 1841 году по заказу наследника русского престола — будущего императора Александра II. По желанию заказчика Энгр написал по сторонам Богородицы двух почитаемых в России святых — Николая Угодника и Александра Невского, которые вдобавок были святыми покровителями императора Николая I и цесаревича. Композиция картины полна символических деталей — расположение предметов на столе соответствует расположению фигур за ним: Мадонне — чаша с просфорой, а свечи в подсвечниках — св. Николаю и Александру Невскому. Мадонна, как мать Иисуса Христа, представляет женское начало, символизируемое формой просфоры; святые, олицетворяющие мужское начало, выражены в вертикальных подсвечниках. Оригинально решена и проблема освещения фигур: свет, озаряющий лик Мадонны, исходит извне, а не от пламени свечей. Эта картина в России была раскритикована как католическая по духу; действительно, застывшие позы и канонические цвета прямо соотносятся с католической церковной иконографией. Энгр в дальнейшем создал восемь повторений московской картины, воссоздающих как строгое следование канонам классицизма, так и рафаэлевского прообраза.

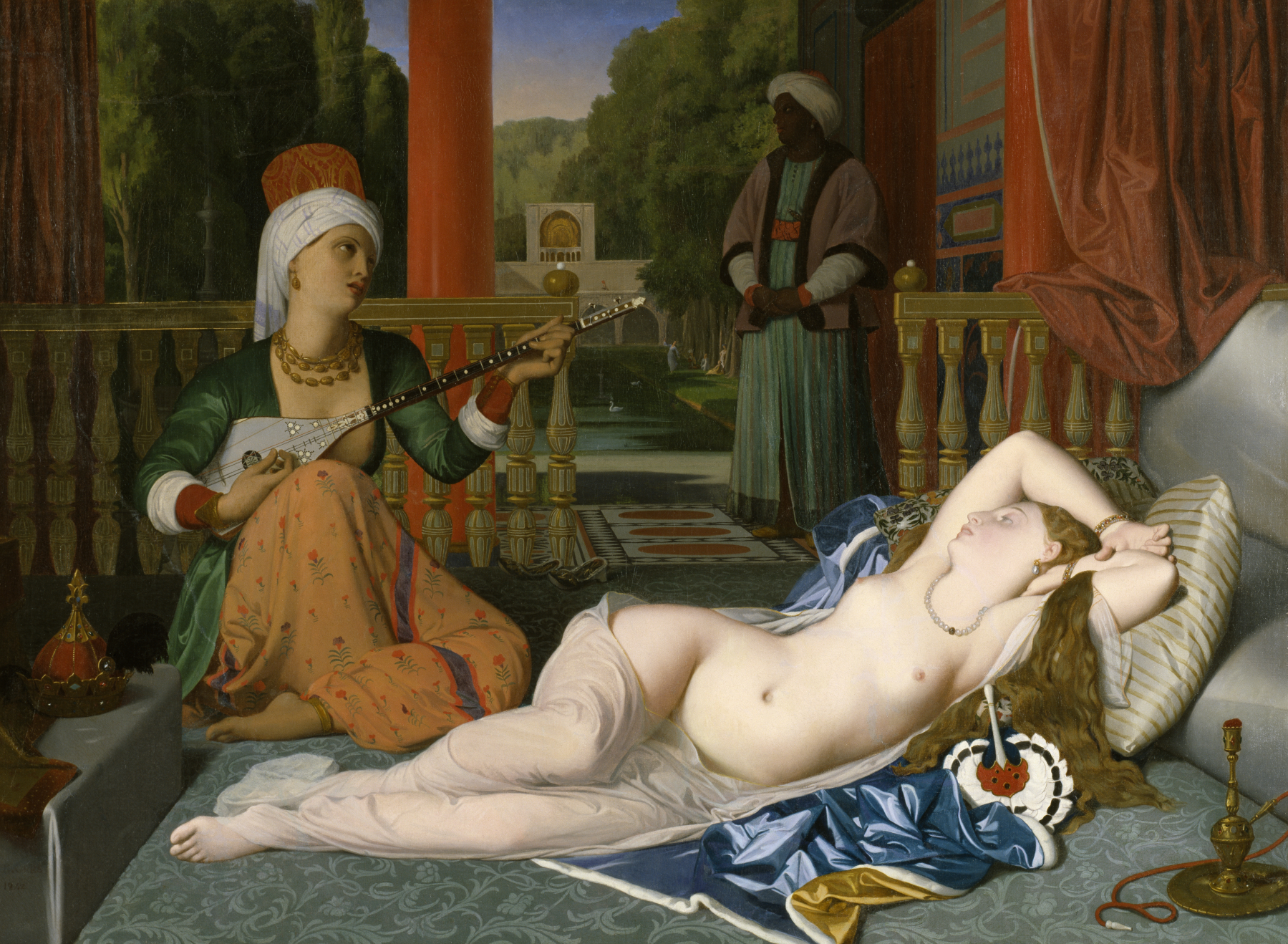
Ж.-О.-Д. Энгр, Ж.-П. Фландрен. Одалиска и рабыня. 1842. Холст, масло. Художественный музей Уолтерса, Балтимор. США

В 1839 году Энгр вернулся к ориентальной теме, написав полотно «Одалиска и рабыня», известное также в повторении 1842 года. Эта работа выдержана в ярких, звучных тонах с доминированием красного, зелёного и жёлто-оранжевого, на фоне которых выделяется розоватое тело героини. Энгр в этой работе широко использовал восточные аксессуары, но сам тип одалиски не несёт специфически «восточных» черт, в отличие от марокканских и алжирских женщин Делакруа. Это в некотором смысле возвращение к романтическим ориентальным концепциям ранних экспериментов, но тип одалиски Энгра ближе к классическому идеалу красоты, который он воспроизводил во множестве своих работ.

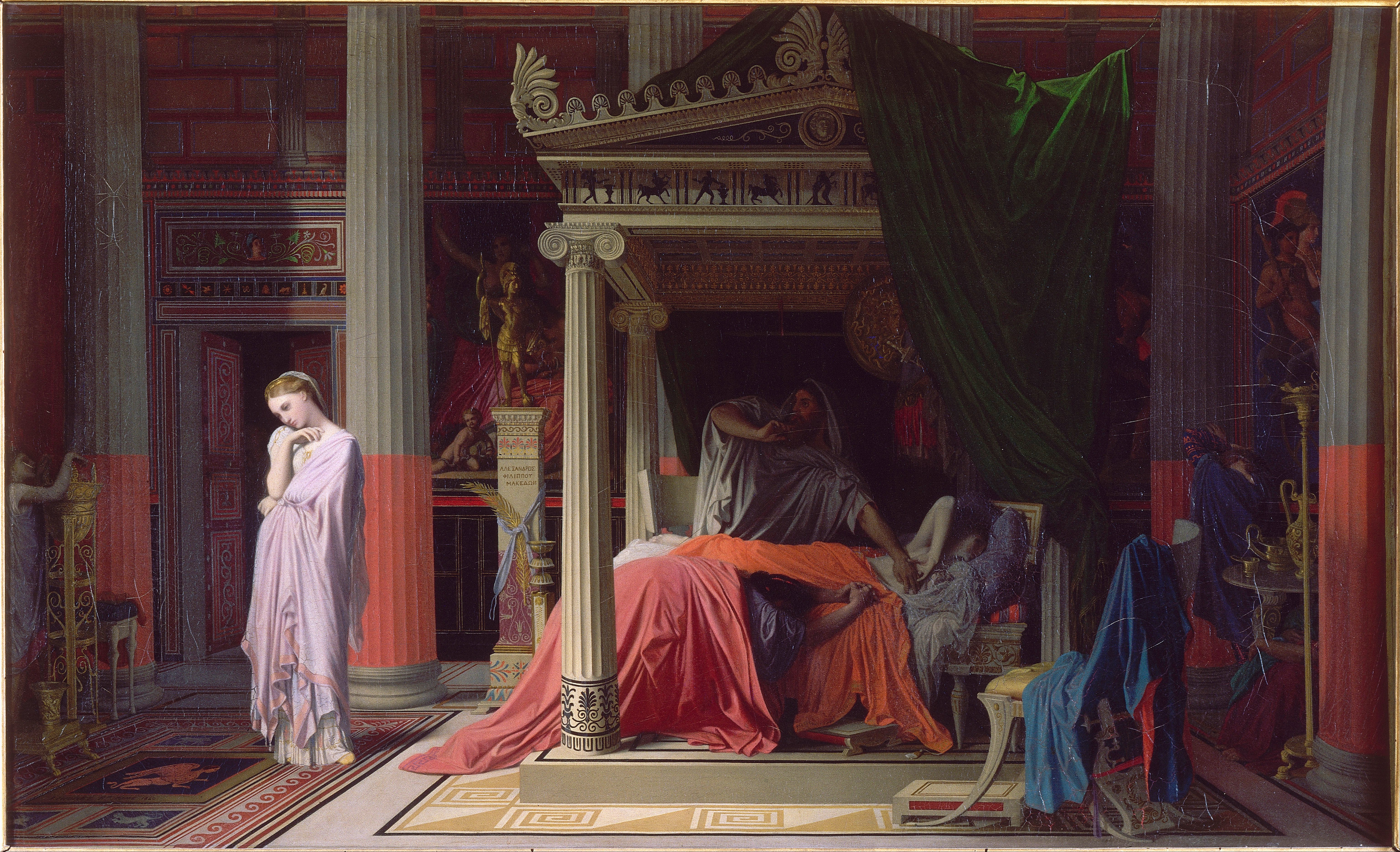
Антиох и Стратоника. 1840, музей Конде

Ещё одной известной римской работой Энгра стала картина «Антиох и Стратоника», написанная на сюжет Плутарха. Согласно античному автору, Антиох, сын Селевка, был влюблён в свою юную мачеху Стратонику и решил покончить с собой, уморив себя голодом. О причине догадался врач Эрасистрат, когда увидел, как Стратоника зашла в помещение, где на ложе был распростёрт Антиох, и какова его реакция. История всегда трогала Энгра, по воспоминаниям, он плакал, когда читал её ученикам. Этот сюжет пользовался популярностью с конца XVIII века: его воспроизвёл учитель Энгра — Давид, а в 1792 году в Париже состоялась премьера оперы «Стратоника» Мегюля, которая была возобновлена в 1821 году. Сюжет увлёк Энгра ещё в период работы над «Юпитером и Фетидой», но только заказ герцога Орлеанского побудил художника реализовать его. Энгр называл данное полотно «своей большой исторической миниатюрой» (формат картины 57 × 98 см). На картине скрупулёзно воспроизведена полихромия античного интерьера, дизайн которого разработал его студент Виктор Бальтар, а в цвете написали братья Поль и Ремон Бальзы, которые ранее копировали фрески Рафаэля. Фигуры писал сам Энгр, придав композиции мелодраматический характер: Антиох закрывает лицо рукой при виде Стратоники, чтобы она не заметила его волнения. Прототипом для фигуры Селевка послужил сам Энгр, для Антиоха — его студент Ипполит Фландрен. Образ Стратоники, по замыслу Энгра, должен был стать воплощением хрупкости совершенной красоты и тонкого лиризма. И «Одалиска», и «Антиох» были восторженно приняты на Салоне 1840 года, что означало для Энгра возможность вернуться в Париж после окончания срока его полномочий директора Французской Академии. Герцог Орлеанский прислал особое письмо, полное похвал работам прославленного мастера. 6 апреля 1841 года Жан Огюст и Мадлен Энгры покинули Рим, но следующие десять дней провели во Флоренции, общаясь с друзьями, с которыми расстались двадцать лет назад. Во Францию они отправились морем через Геную и вернулись в Париж в середине мая. Всего художник прожил в Италии 24 года.

## Позднее творчество (Париж, 1841—1867)

### Академические работы 1840—1850-х годов

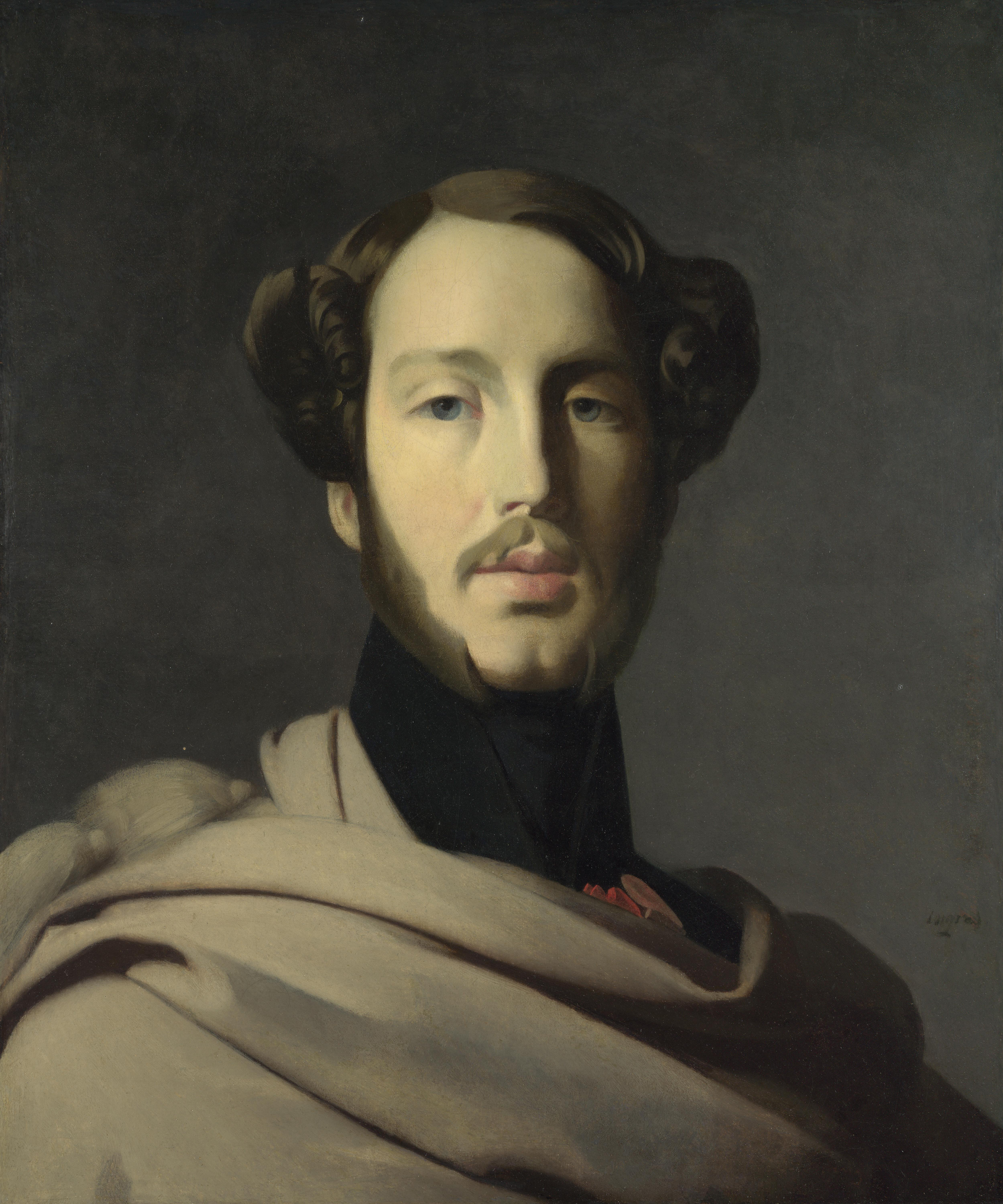
Герцог Орлеанский. После 1842, Национальная галерея искусства

Вернувшись из Италии, супруги Энгр обнаружили, что существенных перемен в Школе изящных искусств и Академии нет, однако приём, который их встретил, был восторженным. В честь художника был дан официальный банкет в Люксембургском дворце, на котором присутствовали 400 человек, он был приглашён на обед к королю Луи-Филиппу. Гектор Берлиоз посвятил Энгру концерт, на котором дирижировал исполнением его любимых произведений, наконец, театр Комеди-Франсез преподнёс художнику почётную контрамарку на пожизненное посещение всех спектаклей. Королевским указом он был возведён в достоинство пэра. В дальнейшем власти продолжали награждать живописца: в 1855 году он стал первым художником, возведённым в ранг великого офицера Ордена Почётного легиона; наконец, император Наполеон III в 1862 году сделал Энгра сенатором, несмотря на то, что у него резко ухудшился слух, и он был плохим оратором.
В 1846 году Энгр, наряду с Гро и Жироде-Триозоном, согласился принять участие в благотворительной выставке классического искусства в галерее на бульваре Бон-Нувель, она должна была пополнить фонды Общества художников. Экспозиция начиналась с Давида, Энгр был представлен 11 полотнами, включая «Большую одалиску», «Стратонику», «Одалиску с рабыней», несколько портретов. Выставка имела резонанс, свой обзор опубликовал Бодлер, в нём он особое внимание уделил работам Энгра. Бодлер писал, что портреты мастера приближаются к идеалу воссоздания личности, кроме того, особого упоминания удостоились богатство и изысканность его палитры.

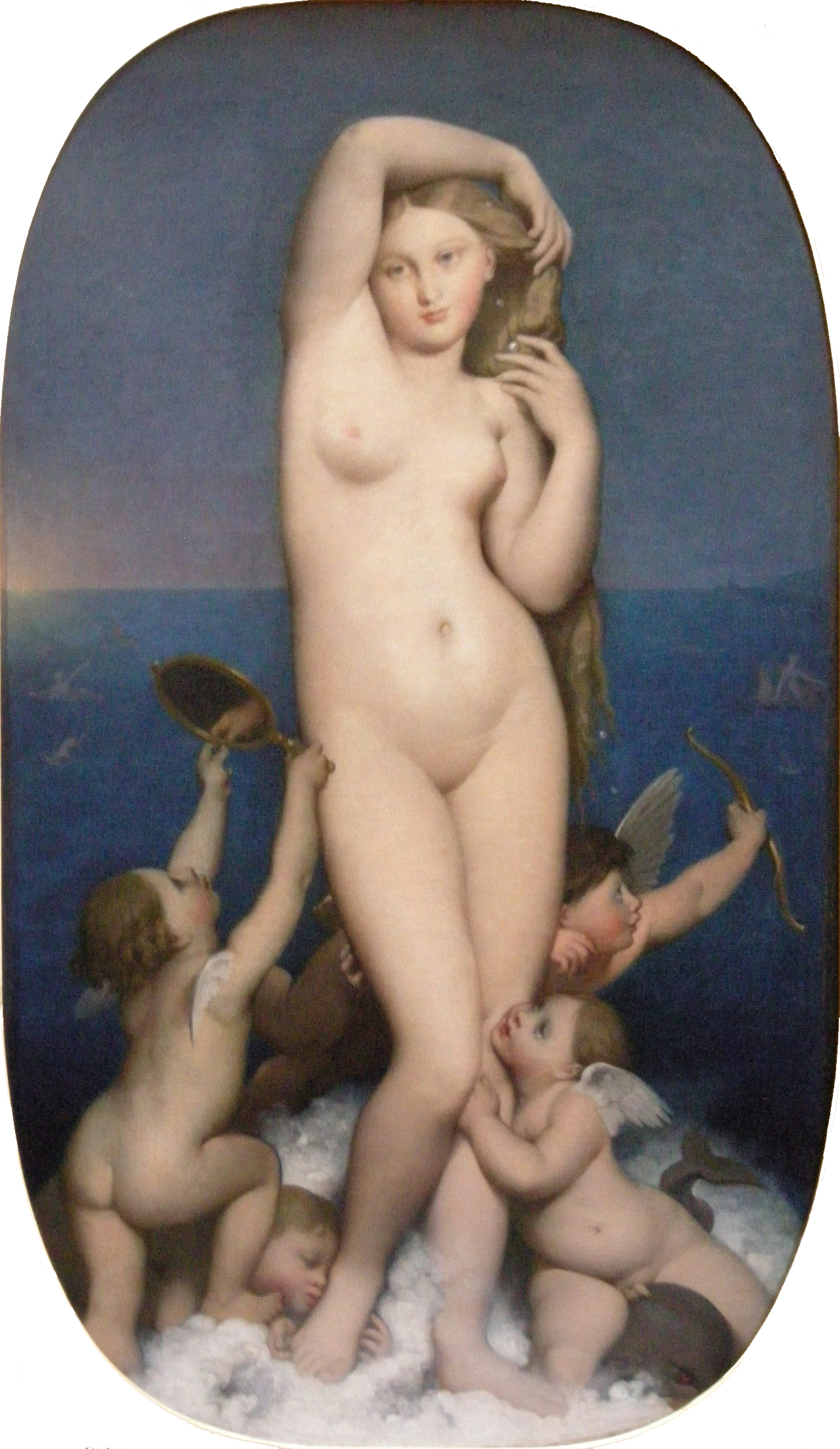
Венера Анадиомена. 1848, Музей Конде

Революция 1848 года во Франции, как и события 1830 года, оставила Энгра безучастным. Напротив, именно 1848 годом подписана одна из наиболее известных работ художника — «Венера Анадиомена». Эту картину он начал ещё в 1808 году, во время пенсионерской поездки в Рим, такого рода работы входили в обязательный отчёт художника, поскольку должны были демонстрировать его мастерство в изображении обнажённой натуры. В 1821 и 1823 годах «Венера» упоминается в переписке, но так и не была закончена. То, что 68-летний мастер вновь вернулся к этому образу и завершил его в революционное время, возможно, свидетельствует о желании художника противопоставить конфликтам современности вечный идеал красоты и гармонии. Энгр сам отмечал, что главным в картине видит «моделировку светом». Тело и лицо богини соответствует отрешённому и спокойно-безмятежному энгровскому идеалу. Фигурки амуров создают впечатление суеты, но придают композиции устойчивость, служа пьедесталом основной фигуре. Современники оценили картину, так, Теофиль Готье высокопарно заявил, что «так могло выглядеть творение Апеллеса». Впрочем, Гэри Тинтероу заметил, что сейчас такой стиль выглядит китчем.

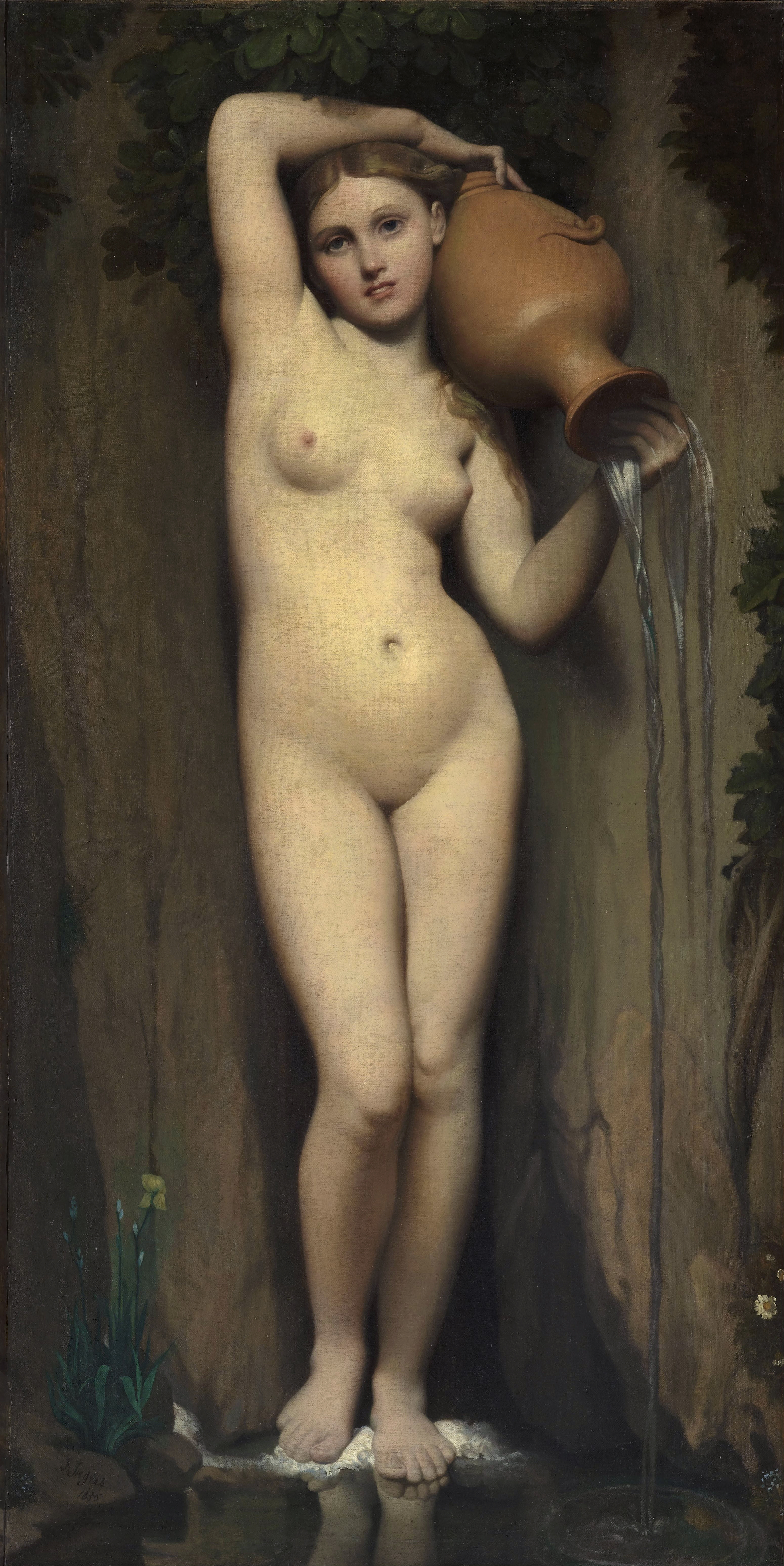
Источник. 1820—1856, музей Орсе

Композиция «Венеры» была использована в другом известном полотне Энгра — «Источник». И эта картина писалась долго: начатая во Флоренции в 1820 году, она была завершена лишь 36 лет спустя. Картина была посвящена поиску недостижимого идеала, причём образ девушки с сосудом, из которого льётся вода, является традиционным для европейского искусства и имеет символическое значение. Женское начало ассоциируется с льющейся водой — и то, и другое означает начало жизни. По сравнению с «Венерой Анадиоменой» композиция «Источника» более статуарна, контуры фигуры более чёткие, но менее живые, более слащавое выражение лица. По мнению А. Бонфанте-Уоррен, «в этом полотне наиболее полно воплотились особенности его стиля, умение претворить реальность в образы идеальной красоты. В данном случае виртуозный идеализм Энгра как нельзя лучше соответствует избранному им сюжету». Поскольку на это полотно претендовали сразу пять коллекционеров, Энгр устроил аукцион. Картина досталась графу Шарлю-Мари Танги Дюшателю за 25 000 франков.
Не менее долгой была работа над грандиозной многофигурной росписью маслом в замке Дампьер, заказанной графом де Линем ещё в 1830 году. Художник продумал замысел во всех деталях и вместе с женой поселился в Дампьере. В 1843 году он писал:

Я хочу изобразить Золотой век таким, как его представляли себе античные поэты. Люди того поколения не знали старости. Они были добрыми, справедливыми и любили друг друга. Их единственной пищей были плоды земли и вода источников, молоко и нектар. Они жили так и умирали, засыпая; затем они превращались в добрых гениев, которые заботились о людях…
Композиция «Золотого века» отталкивалась от фресок Рафаэля в Ватикане — строго организованная и с полукруглым завершением. Левая часть была посвящена Весне и Справедливости, центральная — с ритуальным хороводом — Лету и Миру; Осень и воссоединение с землёй была показана справа — полулежащие влюблённые пары и семьи. Пейзаж также подчёркивал идеализированные картины земного рая — он был бесплотным, пуссеновским по духу. В 1845—1846 годах Энгр очень далеко продвинулся в своей работе и даже согласился писать парную композицию «Железный век». По неизвестной причине осенью 1847 года он прервал роспись, а в начале 1850 года расторг контракт. Только в 1862 году он создал станковый, уменьшенный вариант «Золотого века», причём подготовительные материалы к нему «поражают экспрессией и смелостью обобщения».

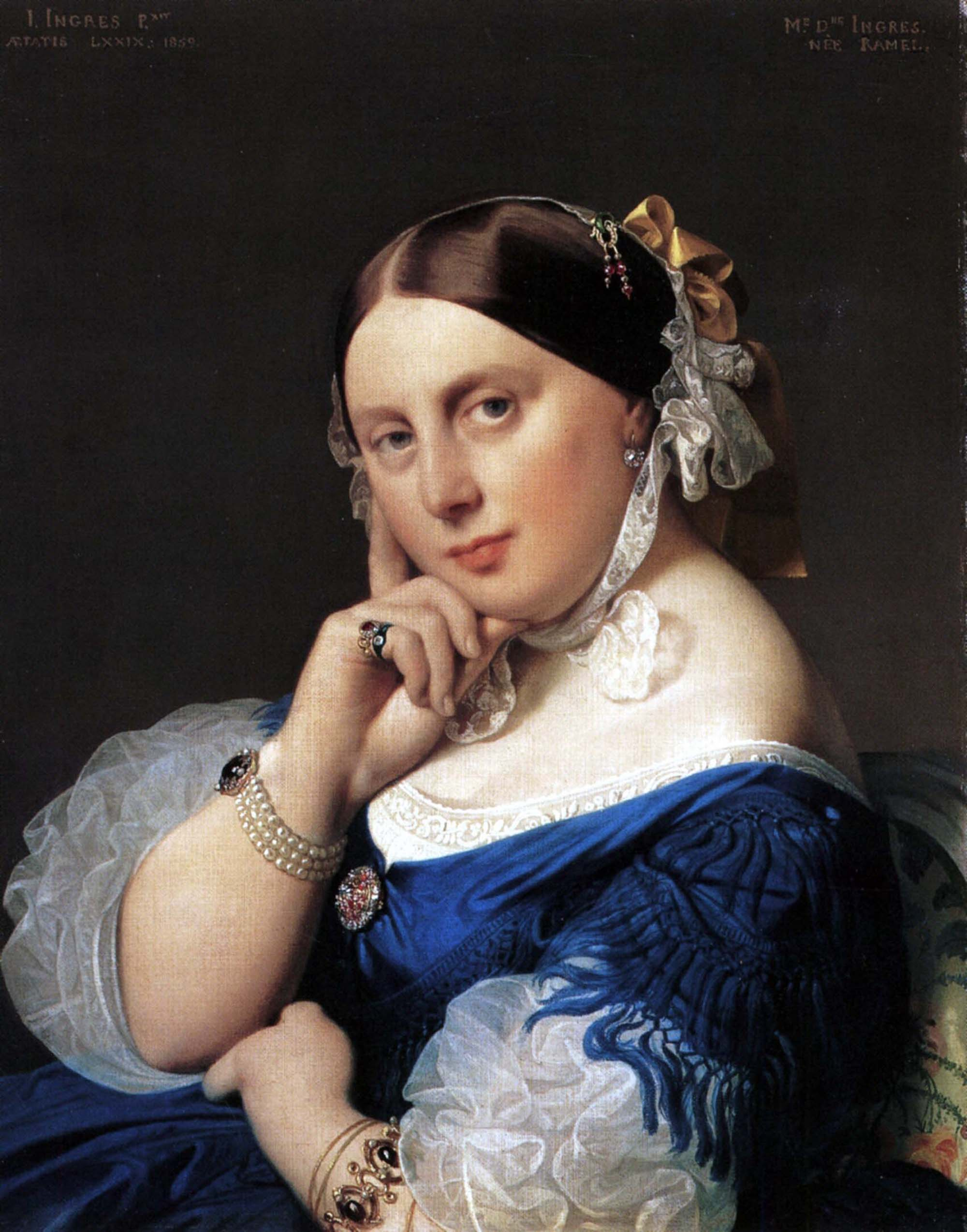
Дельфина Ромель-Энгр. 1859, частное собрание

27 июля 1849 года скончалась супруга Энгра — Мадлен — в результате неудачного удаления зуба и последовавшего за этим заражения крови. Энгр очень тяжело переживал эту потерю, затворился у себя в квартире и всю вторую половину 1849 года вообще не мог работать. Только в апреле 1852 года, после почти трёх лет вдовства, художник женился на племяннице своего давнего друга Маркотта — Дельфине Ромель (она также была сестрой жены сына Керубини — Сальваторе). Художнику был 71 год, его избраннице — 43 года. Новый брак оказался удачным: Дельфина Ромель была старой девой, жившей с престарелыми родителями, она окружила Энгра заботой, по выражению Г. Тинтероу — «буржуазным комфортом». У Ромелей было и загородное поместье в Менг-сюр-Луар, в котором семья проводила много времени. Свою признательность Энгр выразил в нескольких портретах жены и её родителей.

### Историческая и портретная живопись 1850—1860-х годов

Апофеоз Наполеона. Этюд к плафону, 1853, 49 × 49 см, Париж, музей Карнавалле

Историческая живопись последнего периода Энгра наименее оригинальна в его наследии. Одним из главных заказов исторического жанра для Энгра стал плафон Парижской ратуши на тему «Апофеоз Наполеона». Заказы на роспись Ратуши в тот период получили также Кабанель и Делакруа. 73-летний Энгр уже был не в состоянии работать над столь большой росписью сам, по его эскизам плафон писали ученики — братья Ремон и Поль Бальзы, Поль Фландрен, Александр Дегофф и другие. Работа проходила в студии художника Гатто — друга Энгра, располагавшей обширным светлым залом. Роспись имела огромный успех в официальных кругах, 31 января 1854 года студию Гатто посетил новый император — Наполеон III, который осыпал Энгра комплиментами. Особенно императору понравилась посвятительная надпись: лат. In nepote redivivus («Он вновь живёт в своём племяннике»). Однако в мае 1871 года роспись погибла при пожаре во время Парижской коммуны, сохранился лишь небольшой эскиз. Судя по этому эскизу, композиция оказалась лишённой монументальности и эклектичной, обнаруживающей прямые заимствования из античных памятников, которые не слишком связаны между собой. Делакруа, осмотревший работу, описывал свои впечатления так:

Пропорции его плафона совершенно невозможны, он не рассчитал тех ракурсов, которые получаются в фигурах, в зависимости от наклона потолка. Пустота всей нижней части картины невыносима, а вся эта однообразно голая лазурь, в которой плавают его лошади, тоже голые, с этим голым императором и колесницей, влекомой по воздуху, производит на душу и на глаз зрителя впечатление полной дисгармонии. Фигуры в кессонах — самое слабое из всего, что он когда-нибудь делал; неуклюжесть берёт верх над всеми качествами этого человека. Претензия и неуклюжесть в соединении с известной тонкостью деталей, в которых есть своё очарование, — вот, кажется, всё, что останется от него для наших потомков.— Дневник 1854 года. 10 мая
На Всемирной выставке 1855 года были экспонированы 66 полотен Энгра, в том числе недавно написанная картина «Жанна д’Арк на коронации Карла VII в Реймском соборе 17 июля 1429 года», «Апофеоз Наполеона», «Мадонна с причастием» и множество других. Энгр был единственным художником, который удостоился индивидуального павильона, ибо рассматривался планом выставки как ключевая фигура пропаганды превосходства французского искусства. И на этот раз Энгр противостоял Делакруа, ибо для современников была неоспорима их творческая несовместимость. Их «война» закончилась только в июле 1857 года, когда Делакруа был, наконец, избран действительным членом Академии изящных искусств на место умершего Поля Делароша, с которым Энгр тоже в своё время поссорился.
Картина «Жанна д’Арк на коронации Карла VII» скрупулёзно воспроизводит детали обстановки, доспехи, исторические одеяния; всё это передано в сухой, жёсткой манере. Жанна изображена классической красавицей, её поза величественна и даже патетична, но выражение лица сделано довольно искусственным. Сухость исполнения умеряется гармонией цветового решения — серебристого блеска доспехов и розоватой юбки Жанны. Среди фигур позади неё выделяется оруженосец, которому Энгр придал автопортретные черты. Н. Вольф отмечал, что монументальность образа героини подчёркивается тёмным фоном, однако обычное для Энгра изящество линий теряется из-за эпического размаха.
Среди портретов, написанных Энгром в этот период, выделяется портрет графини Луизы д’Оссонвиль, который он сам называл «отчаянно трудным» и писал в течение трёх лет (1842—1845). Героиня портрета была неординарной дамой — в будущем она написала известную биографию Байрона и была замужем за известным дипломатом. Энгр хотел в полной мере передать грацию 24-летней героини и нашёл сложное композиционное решение — фигура отражается в зеркале за её спиной зыбким силуэтом. Колорит соответствует изысканности и грации модели — платье решено в голубовато-серебристых оттенках, что оттеняется синим тоном скатерти на столике перед зеркалом.
Ещё одной известной работой Энгра был «Портрет княгини Полины де Брольи» (1853). Цветовой и композиционной доминантой этого портрета является голубое атласное платье, которое определяет элегантность модели и подчёркивает её аристократизм. Сохранилось множество подготовительных рисунков с различными ракурсами композиции, в том числе и обнажённой фигуры, для которой позировала нанятая натурщица. Энгру требовалась прихотливая и в то же время непринуждённая поза, он долго искал общий абрис фигуры, рассчитывал положение рук. Этот портрет, как и большинство портретных работ позднего периода, вызывал единогласное одобрение современников Энгра и современных искусствоведов.

Исторические, портретные и жанровые работы Энгра позднего периода
Жанна д’Арк на коронации Карла VII 1854, Лувр
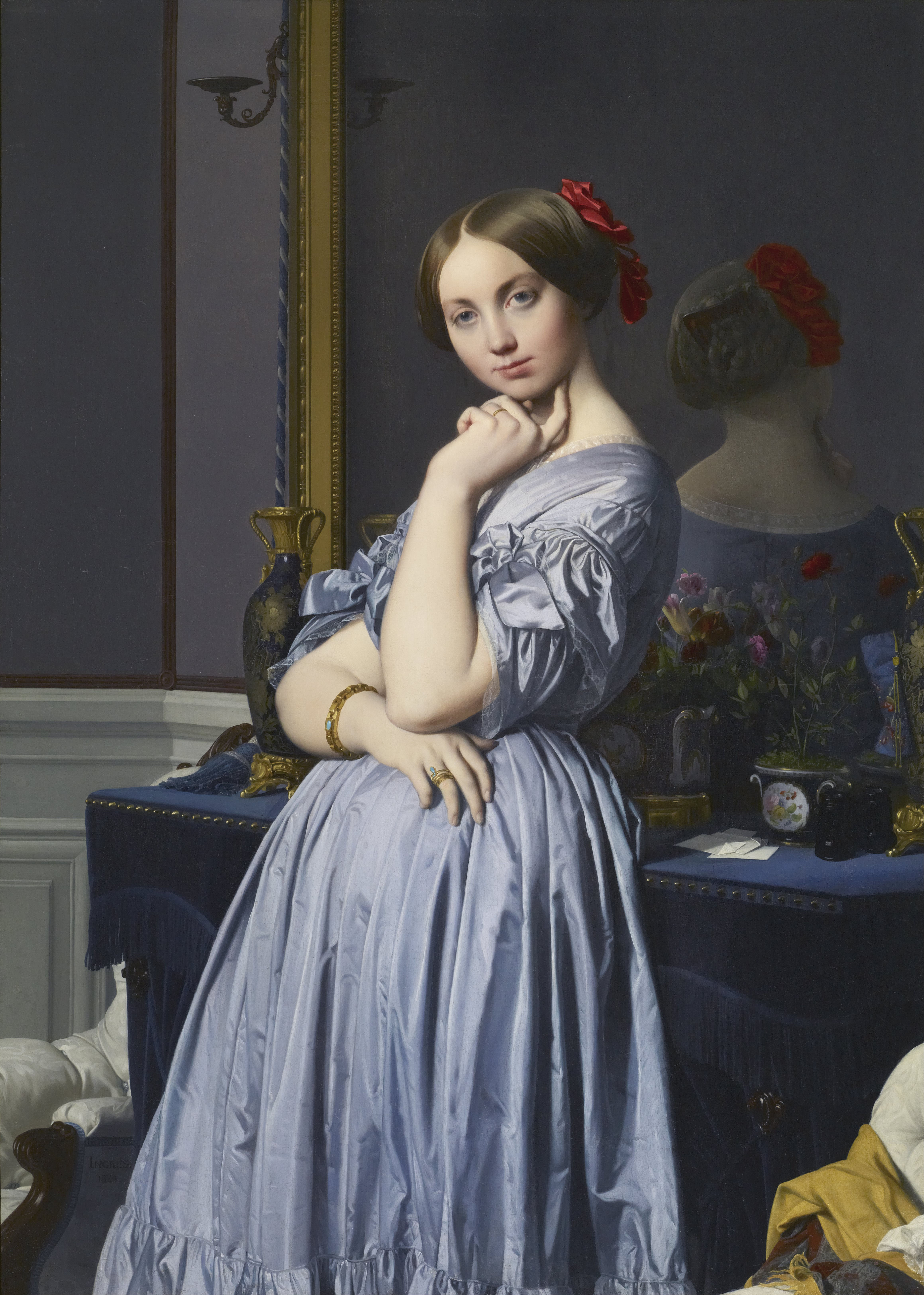
Портрет графини д'Оссонвиль 1845, Коллекция Фрика
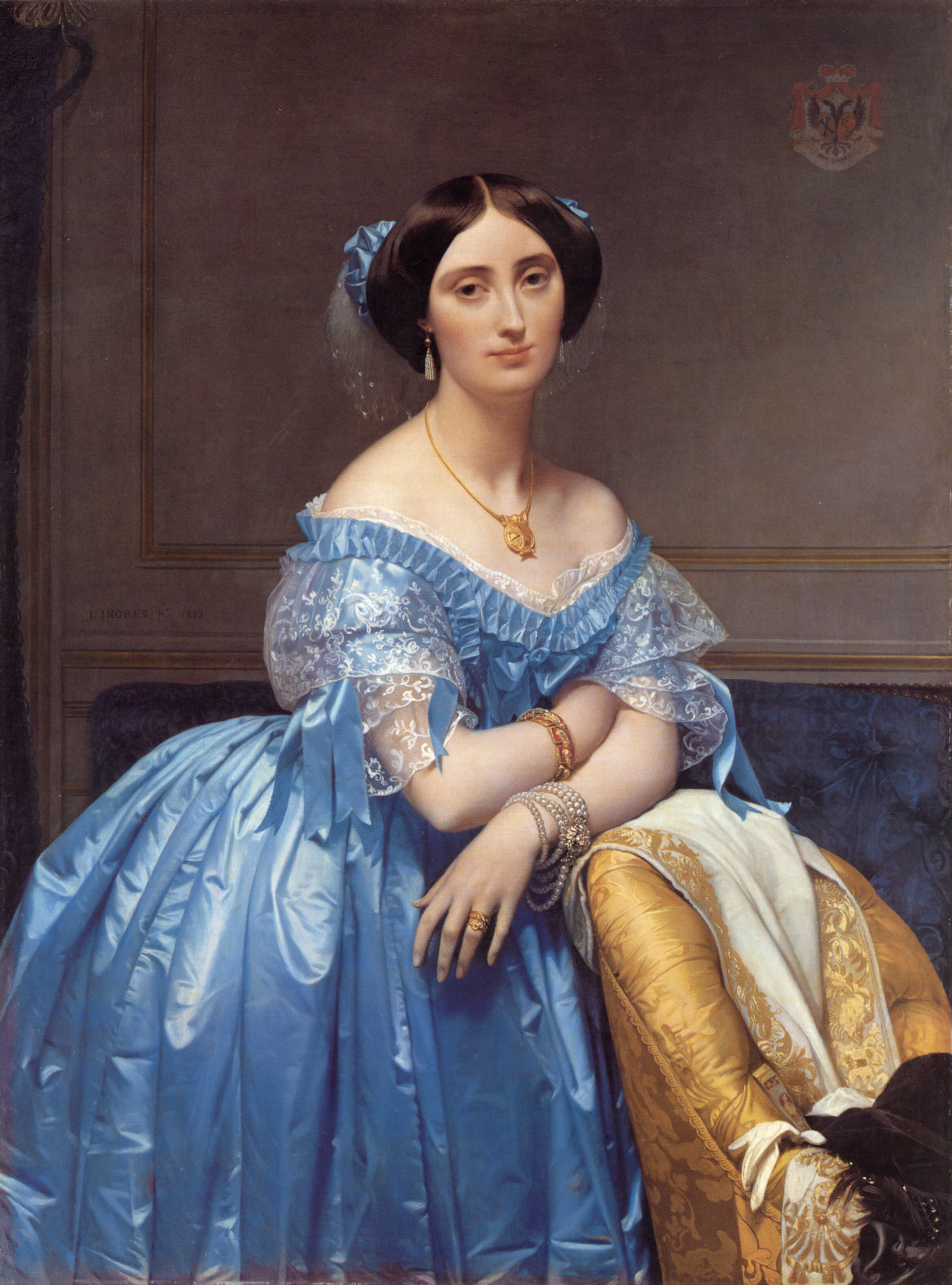
Портрет княгини де Брольи 1853, Метрополитен-музей
Турецкая баня 1862, Лувр

#### «Турецкая баня»
«Единственной в своём роде» называл Г. Тинтероу картину «Турецкая баня». Эта работа, выполненная в возрасте 82 лет, подытоживала многолетние изыскания Энгра в жанре ню. Форма тондо позволила сплести сложную арабеску из женских тел, а округлые объёмы строят сферическое пространство. Среди фигур помещены многочисленные реминисценции на собственные работы Энгра, в том числе «Купальщицу Вальпинсона» (на переднем плане), «Анджелику» и одалисок. Кеннет Кларк говорит о почти «удушающем» впечатлении, которое производит картина: 

«Художник наконец позволил себе дать волю чувствам, и всё, что косвенно выражала рука Тетии или ступня Одалиски, теперь обрело открытое воплощение в пышных бёдрах, грудях и роскошных сладострастных позах».
Повторение «Купальщицы» задаёт волнообразные линии, которые в композиции акцентируются немногими стоящими фигурами. Энгр, казалось, вернулся к методам молодости, весьма вольно обращаясь с перспективой и пропорциональными отношениями. В колорите доминируют нейтральные оттенки: обнажённые тела — золотистые, они оттеняются пятнами синего, жёлтого и красного. В этих же тонах выполнен сложный по структуре натюрморт на переднем плане. Подготовительные рисунки к «Турецкой бане» сохранились и показывают, насколько глубоко Энгр интерпретировал натуру, а затем изменял её в угоду своему замыслу. Тем не менее немногие современники, которые могли видеть картину, восприняли её как «порнографическую» (хотя при желании там можно найти намёк на лесбийскую сцену). Н. Вольф отмечал, что эта работа как нельзя лучше иллюстрирует тематическое противостояние Энгра и Делакруа, причём «Турецкая баня» воспроизводит западные «гаремные клише и фантазии». В то же время, используя классицистскую стилизацию, Энгр не опустился до китча, как в аналогичных по тематике полотнах Труайе или Жерома. Широкая публика смогла увидеть картину только в начале XX века.

### Последние годы. Кончина

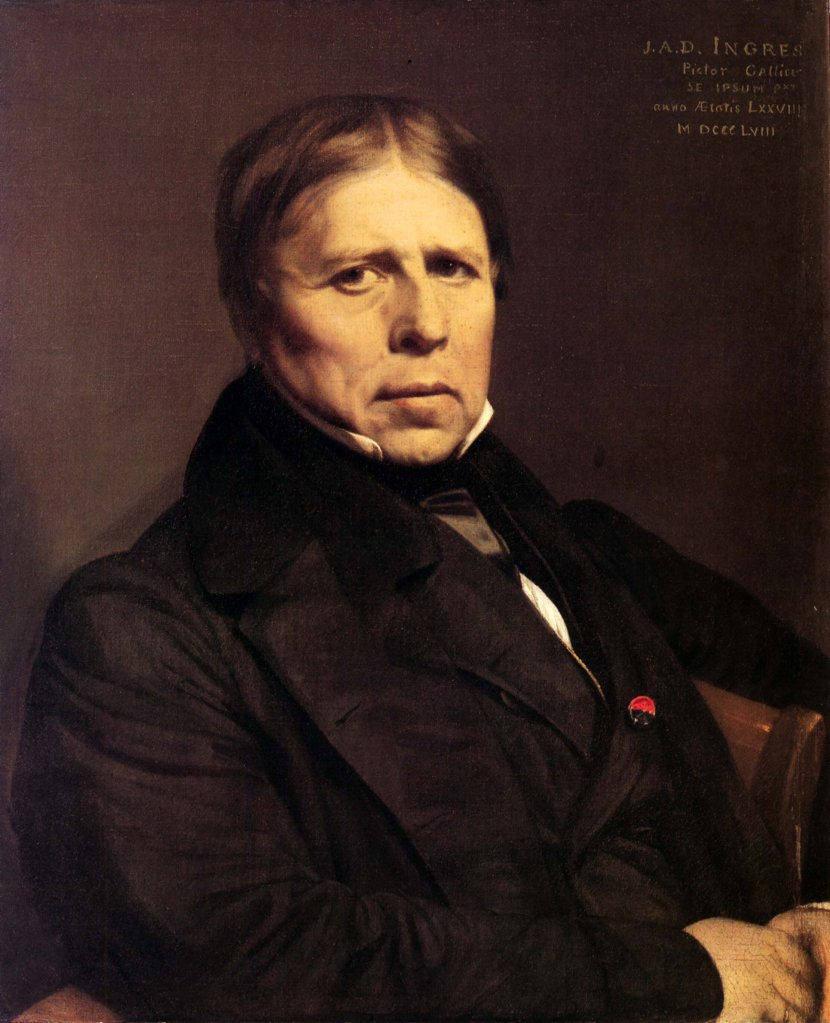
Автопортрет в возрасте семидесяти восьми лет. 1858, галерея Уффици

В конце жизни все устремления Энгра были обращены в прошлое. Это выразилось в создании множества композиций, которые копировали ранние, особенно любимые произведения. Он переписал «Апофеоз Гомера», тщетно надеясь, что эта картина станет канонической для следующих поколений; написал два повторения «Стратоники» и акварельную версию «Сна Оссиана». В 1864 году он написал заново «Эдипа». По словам В. Раздольской, «не все они превосходят по качеству исполнения ранние варианты, но, работая над ними, Энгр повиновался тому стремлению к совершенству, которое было побудительным импульсом всей его творческой жизни». Последняя его картина — восьмая по счёту версия «Мадонны с причастием» — символически датирована 31 декабря 1866 года.

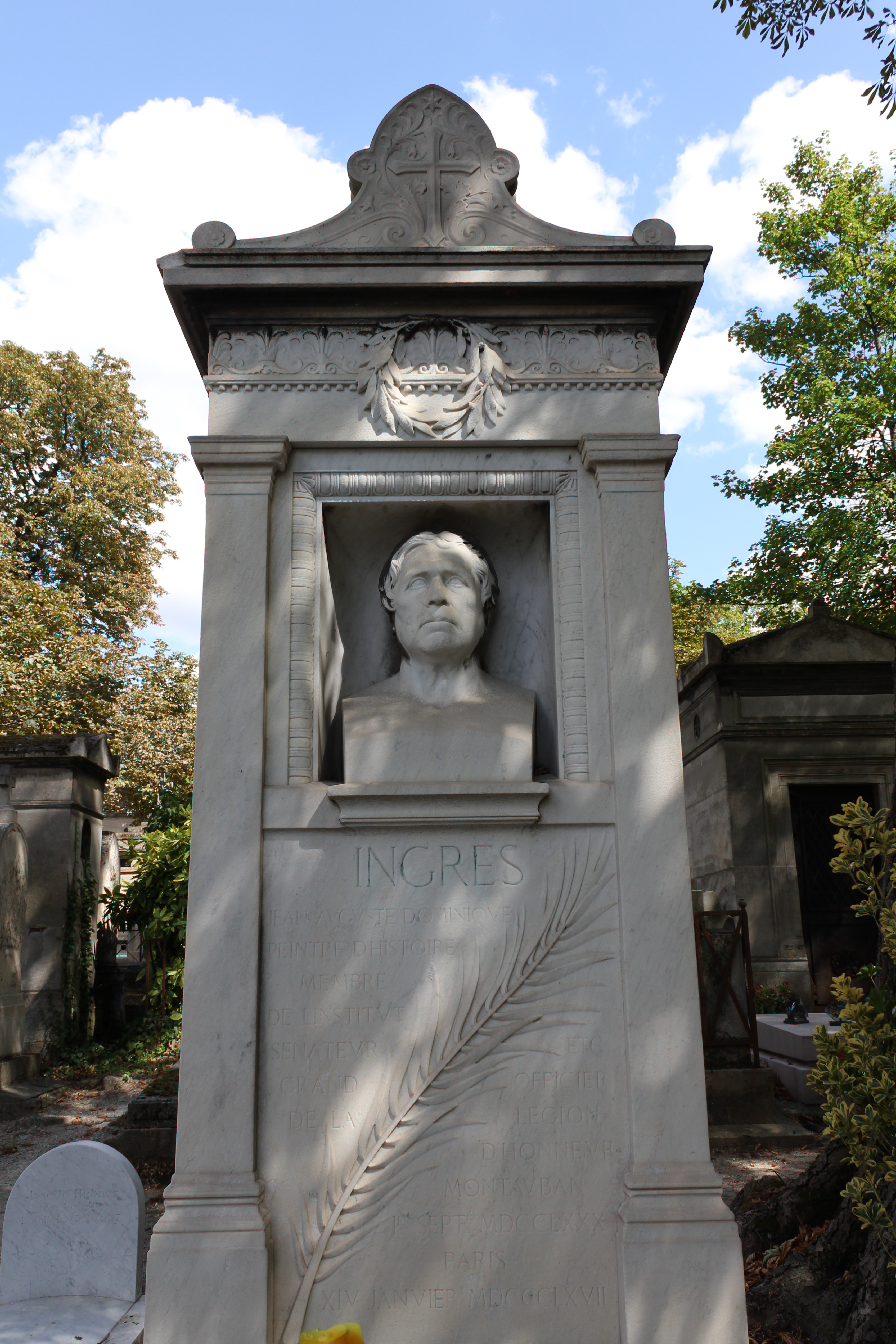
Надгробие Энгра. Фото 2012 года

8 января 1867 года 86-летний художник направился в Национальную библиотеку, где копировал «Положение во гроб» Джотто (с репродукции). Вечером друзья устроили музыкальный вечер, где исполнялись квартеты Моцарта и Керубини. Возвращаясь после ужина домой, Энгр простудился. Недомогание перешло в пневмонию, от которой он скончался 14 января.
Офицеру ордена Почётного легиона полагались государственные похороны, последнее пристанище Энгра находится на кладбище Пер-Лашез. Надгробие выполнил в 1868 году римский студент Энгра — скульптор Виктор Бальтар. Незадолго до смерти художник написал завещание, в котором всё своё имущество и произведения искусства завещал родному Монтобану, где следовало открыть музей его памяти. Всего туда поступило более 4000 произведений искусства, кресло и бюро Энгра, его скрипка и золотой венок, которым он был увенчан при назначении сенатором. Музей был открыт в 1869 году в здании бывшего епископского дворца, построенного в XVII веке; там экспонируются произведения Энгра и его отца.
10 апреля 1867 года в Школе изящных искусств открылась ретроспективная выставка Энгра, которая совпала со Всемирной выставкой. Современники ощущали некий дискомфорт при сопоставлении Парижа, полностью перестроенного бароном Османом, и живописного наследия Энгра, копировавшего ренессансные образцы и призывавшего «Назад, к Рафаэлю!». Однако на этой же выставке впервые были показаны зарисовки и эскизы Энгра, которые позволили новому поколению критиков провозгласить его гением. Альбер Вольф, который в 1870-е годы освещал выставки импрессионистов, писал, что ретроспектива Энгра явилась для него «откровением», поскольку неизвестные широкой публике произведения и эскизы намного превосходили широко разрекламированные творения художника.

## Личность

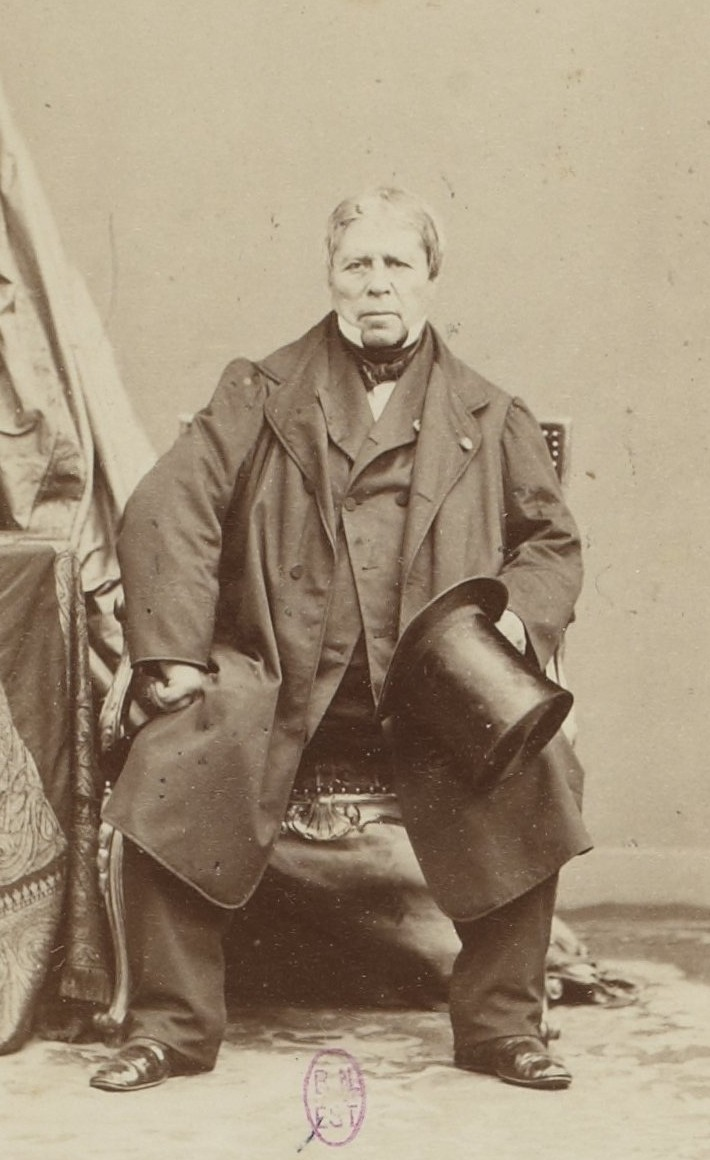
Фото 1860-х годов. Национальная библиотека Франции

Реконструкция личности Энгра и её восприятие весьма затруднены, поскольку его личные воззрения и предпочтения отличались от декларируемых. Энгру не был присущ литературный талант, он не писал программных текстов, заменяя их публичными высказываниями и собственными работами. Тем не менее с 1806 года он вёл дневник, в котором собственные суждения перемежал с выписками из прочитанных книг, черновиками писем, описаниями реализованных и нереализованных замыслов. Сохранилось 10 тетрадей Энгра, 9 из которых хранятся в музее в Монтобане. Большинство суждений об искусстве и методе содержится в девятой тетради. Дневники Энгра послужили основным источником биографии Анри Делаборда, опубликованной в 1870 году. В 1962 году значительная часть материалов девятой тетради, с дополнениями из критической литературы того времени, вышла в переводе на русский язык. В течение всей жизни Энгр переписывался с друзьями, особенно Жилибером, но оригиналы его писем не сохранились. Материалы переписки были опубликованы в 1909 году Буайе д’Ажаном, и это издание до сих пор служит важным источником для исследования внутреннего мира художника; переиздание последовало в 1926 году. Материалы тетрадей Энгра публиковались в 1947 и 1994 годах. В 1870 году книгу об учителе опубликовал его студент Амори-Дюваль, это главным образом эпизоды из его жизни и разнообразные анекдоты, которые позволяют в известной степени скорректировать категоричность его собственных высказываний.
Рано сформировавшись как личность и как художник (ещё до наступления двадцатилетия), Энгр обладал капризным и раздражительным характером. Он любил поучать, но при этом, если слышал собственные идеи из чужих уст, впадал в ярость, поскольку внутренне совершенно не был уверен в верности проповедуемых им самим доктрин. Если исходить из программных установок Энгра, он представал человеком определённых вкусов: прекраснейшие из цветов — розы, прекраснейшая из птиц — орёл, величайший скульптор — Фидий, композитор — Моцарт — и т. д. Тем больший контраст создают дневниковые высказывания, где Энгр утверждал, что «у истоков искусства много неоформленного, но оно таит в себе больше совершенств, чем самое завершённое искусство». А. Изергина писала по этому поводу следующее:

«Где мог столкнуться Энгр с необычными для него „истоками искусств“ каких-то, возможно, примитивных культур, в которых он сумел почувствовать новые возможности вдохновения? Об этом Энгр не говорит. И вообще можно только предполагать, что если так много „еретических отклонений“ он облёк в слова, то о скольких же вещах, которые его влекли и волновали, он умолчал»
Неясно и отношение Энгра к восточному искусству. В Париже и Неаполе он интересовался искусством Китая; в биографии Амори-Дюваля описан эпизод, когда Энгр общался со знатоком Персии (возможно, Гобино), который рассказывал о своеобразной прелести персидской музыки, по своему ритму и строю противоположной европейской. Энгр встревожился и впал в депрессию, поскольку не мог однозначно сказать, «обманываются ли персы» или «обманываются европейцы с Глюком, Моцартом и Бетховеном».

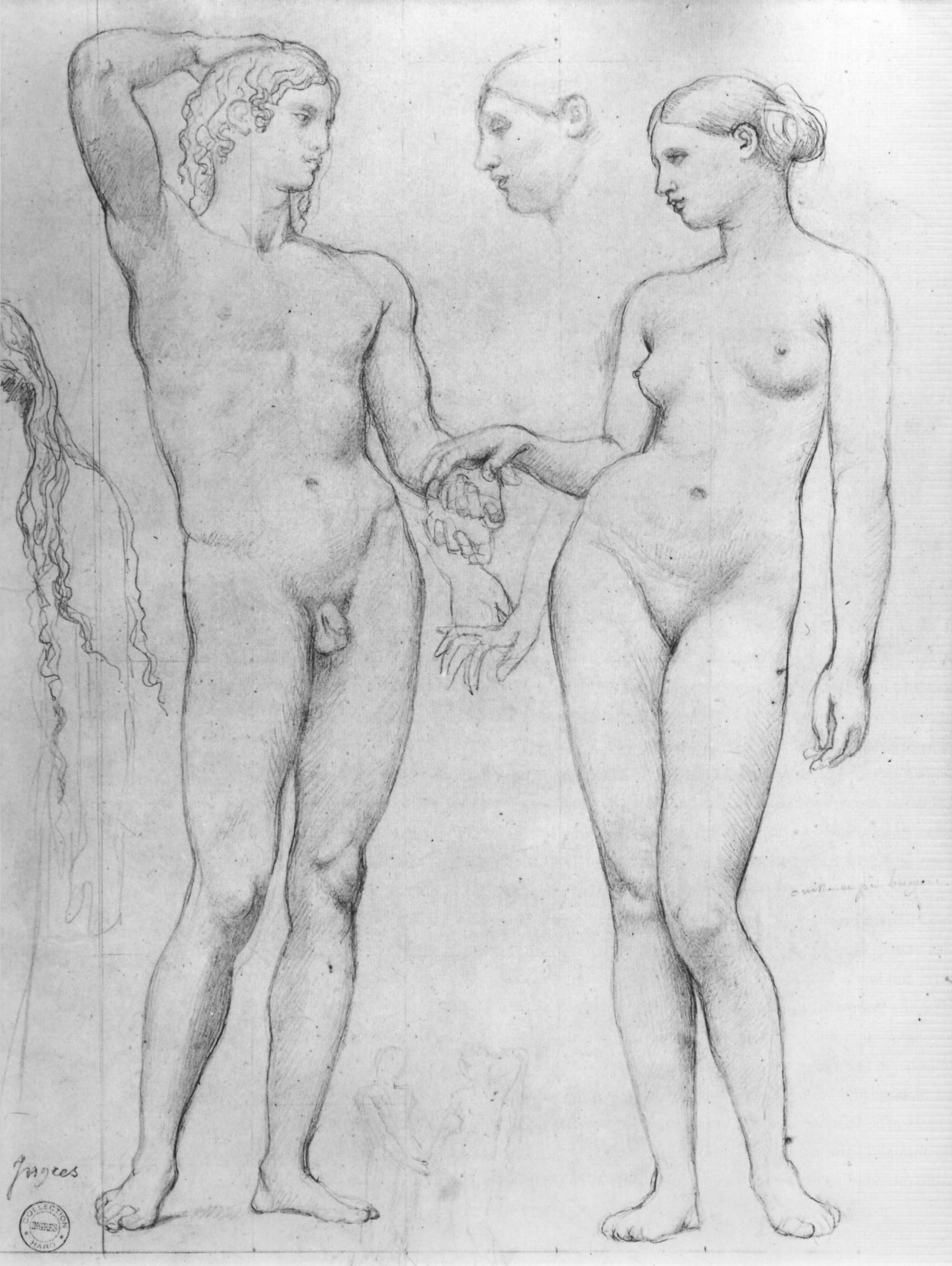
Эскизы к станковому варианту «Золотого века». 1862, музей Фогга, Гарвардский университет

Энгр открыто называл себя гением и ещё в 1806 году откровенно писал, что его «терзает жажда славы». Эти заявления вполне типичны для эпохи рубежа XVIII—XIX веков, когда в художественной среде существовала идея высшей миссии художника, которой противопоставлялись взгляды романтиков на то, что судьба настоящего гения — одиночество и непонимание. В конце жизни Энгр признавал, что хотел бы уйти от людей и жить в тишине среди любимых привязанностей, и это означало, что он переживал типичный для художника XIX века внутренний конфликт. В этой связи в XX веке совершенно иначе стало рассматриваться противостояние Энгра и Делакруа, которое в 1830—1860-е годы воспринималось как едва ли не основной фактор французской художественной жизни. В исторической перспективе основные причины их конфликта (первичность цвета или линии) оказались второстепенными, а после опубликования дневников Делакруа и записей Энгра выяснилось, что их взгляды на современность, принципы анализа произведений искусства и подходы к их созданию едва ли не полностью совпадают.
К концу жизни Энгр последовательно подчинял своё искусство и свои личные вкусы декларируемой классицистской доктрине. Считая себя историческим живописцем, Энгр мог годами отделывать гигантские полотна, заявляя, что исполняет великую миссию. О своих графических работах и этюдах он писал Жилиберу в 1821 году, что их нельзя рассматривать как нечто окончательное и что он признаёт в искусстве лишь готовые результаты. Однако Амори-Дюваль, при подготовке Всемирной выставки 1855 года, попросил мэтра разместить под его основными произведениями рисунки, и Энгр неожиданно ответил: «Нет, зачем же; ведь тогда все будут смотреть только на них».
Исполняя роль гения и получив признание только после 50-летия, Энгр зачастую был невыносим для окружающих. Известен анекдот, когда он пришёл в театр, где не было свободных мест, и бесцеремонно согнал молодого человека, сказав ему, что на это место хочет сесть сам «месье Энгр» (молодым человеком был Анатоль Франс). Также он заявлял, что его влияние на учеников так хорошо, что лучше и быть не может, ибо его доктрины неопровержимы. За внешней самоуверенностью крылись бесконечные депрессии и самобичевание, хорошо видные в письмах к друзьям. В одном из посланий к Жилиберу Энгр писал:

Это не моя тень, это я сам, Энгр… каким был всегда со всеми своими несовершенствами, болезненностью характера, человек-неудачник, нецельный, счастливый, несчастный, наделённый в избытке качествами, от которых никогда не было никакого толка.

## Наследие и оценки

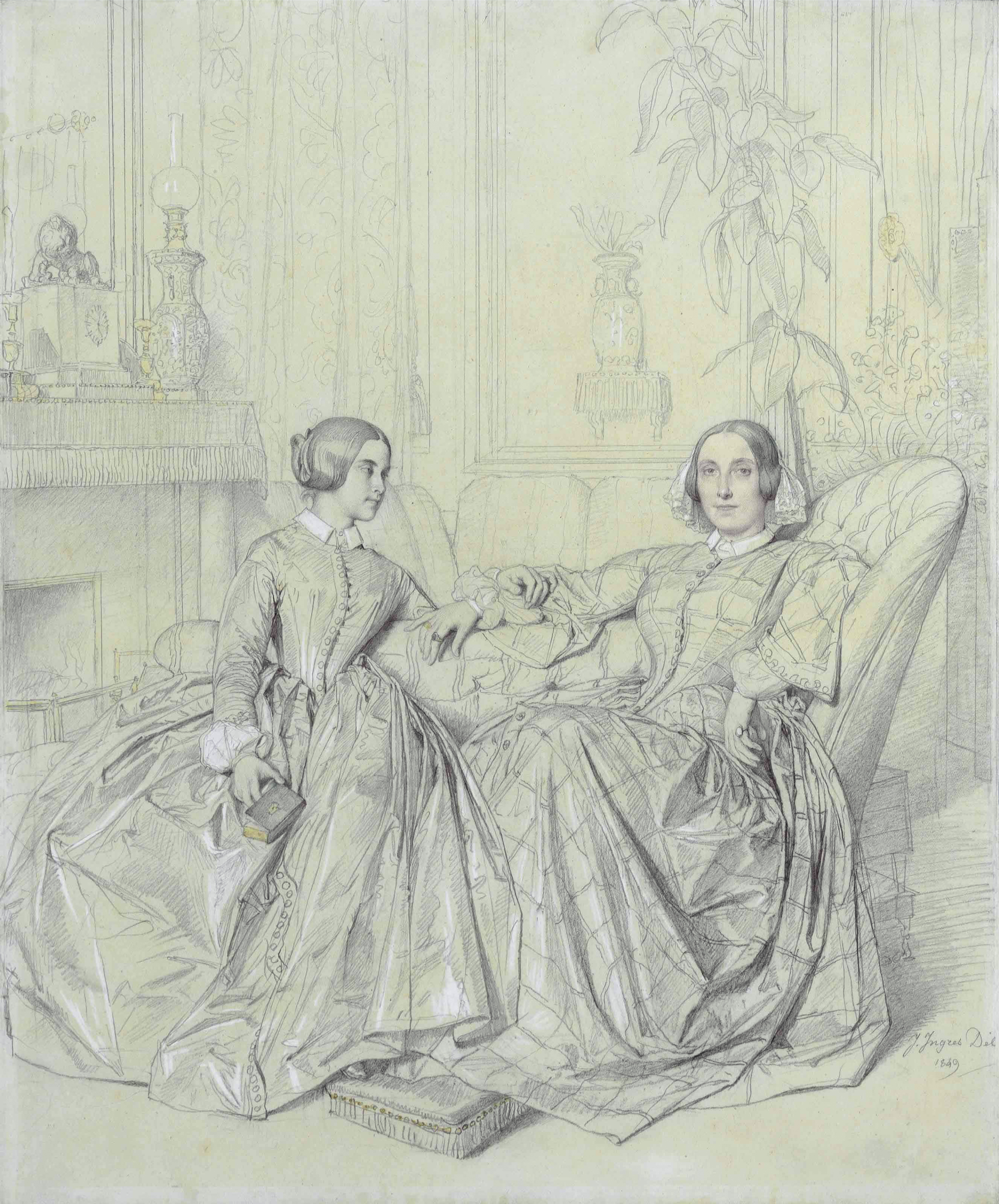
Графиня д’Агу с дочерью Клер. 1849

Практически все основные произведения Энгра остались во Франции в коллекциях крупнейших музеев страны, особенно в Лувре и Музее Энгра в Монтобане. За пределами Франции самое большое собрание Энгра находится в музеях США. В России хранятся считанные произведения Энгра — первоначальный вариант «Мадонны перед чашей с причастием» (ГМИИ) и «Портрет графа Гурьева» (Государственный Эрмитаж). Примерно семь восьмых от его наследия составляют графические работы, одних портретов сохранилось 455. Искусствоведы практически единодушны в том, что самая сильная сторона Энгра-художника (как и его учителя Давида) — искусство портрета, это мнение стало ведущим ещё со времён Всемирной выставки 1855 года.
Стиль и техника Энгра сформировались ещё в ранней молодости и мало менялись в течение его жизни. В соответствии с классицистской техникой, Энгр не признавал видимых мазков, писал «гладко», так же как не признавал смешения цветов, которым активно пользовались живописцы-романтики. Он предпочитал использовать интенсивные цветовые пятна и полутона. Эта техника наилучшим образом подходила для портретов и небольших полотен с двумя-тремя персонажами, но в монументальных картинах постоянно приводила к невозможности объединить в единую композицию множество фигур. Н. А. Дмитриева даже утверждала, что «работы Энгра не живописны, колориту сознательно отводится второстепенная роль…, отсутствуют и светотеневые эффекты». Она же сравнивала лучшие работы Энгра, включая портреты, с барельефами «с нежными переходами формы». По мнению Норберта Вольфа, из всех учеников и последователей Давида, именно Энгр в наиболее чистом виде сохранил классицистский подход. Как и Н. А. Дмитриева, Вольф отмечал, что «Энгр поклонялся превосходству линии и холодным цветам». Впрочем, в его ориентальных и некоторых мифологических работах, созданных под влиянием романтиков, «мелодия линии сменяется более чувственным колоритом». По Н. Вольфу, в лучших работах Энгра доминируют фигуры с чётко обрисованными контурами, что подчёркивается резким, «не атмосферным» освещением. Иногда создаётся впечатление, что «руки персонажей пририсованы к римским портретным бюстам».

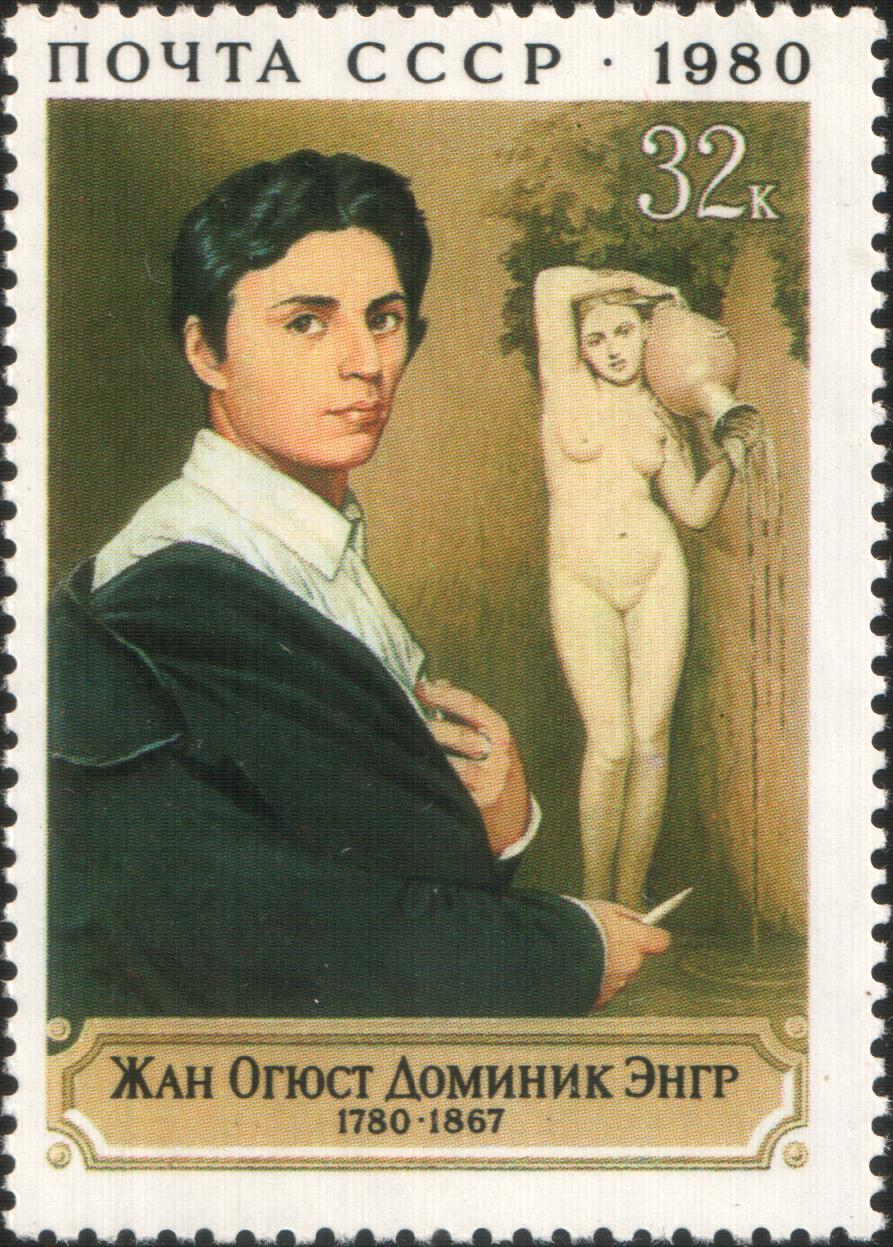
Почтовая марка СССР, 1980 год. 200 лет со дня рождения

Энгр был хорошим учителем, и большинство его студентов стали видными представителями салонно-академического направления; самые известные из них — Поль Бальз, Эжен-Эммануэль Амори-Дюваль, Арман Камбон и Ипполит Фландрен, автор больших декоративных циклов в парижских церквях. Наиболее оригинальным из учеников Энгра признаётся Теодор Шассерио, учившийся у него с 1830 года. Не случайно, что в дальнейшем он испытал сильнейшее влияние Делакруа, после чего учитель от него отказался. Шассерио был единственным учеником Энгра, который сформировался в яркую индивидуальность.
За пределами Франции Энгр оказал определённое воздействие на викторианскую живопись, отчасти опосредованно, через Делароша. В британском искусствоведении работы Энгра причисляются к направлению le style troubadour, для которого характерно внимание к интимной стороне жизни исторических персонажей. К этому направлению примкнул в 1855 году Фредерик Лейтон, посетивший Всемирную выставку и общавшийся с Энгром. Влияние очевидно в картине «Кимон и Ифигения», воспроизводившей стиль ориентальных работ Энгра.

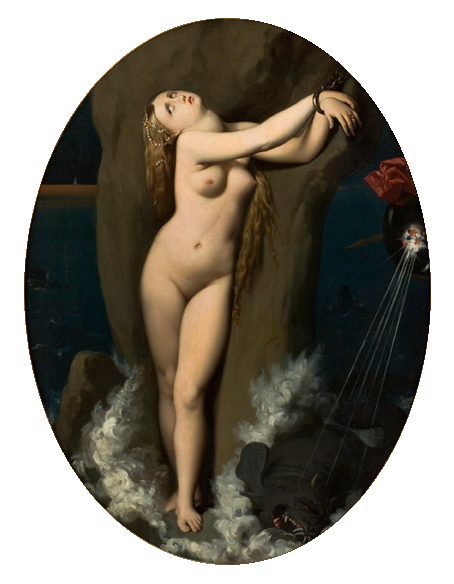
Пленённая Анджелика. 1859, Сан-Паулу, Музей искусств

Особое место в искусствоведении традиционно занимает истолкование Энгром жанра ню. Мораль Салона и его посетителей-буржуа, которая всегда возмущала Энгра, признавала изображение нагого тела только в мифологических сюжетах и ориентальных мотивах. В этом плане Кабанель в своём «Рождении Венеры» прямо полемизировал с Энгром при полном формальном соответствии канону. Кристофер Вуд отмечал, что стилевые находки Энгра в жанре ню чрезвычайно хорошо были восприняты в Британии, поскольку вписывались и в викторианскую мораль. Его английские последователи стремились превратить классицистскую статуарную «бесчувственность» в «деиндивидуализированность», иными словами, они стремились «депсихологизировать» женское тело и превратить его в «эротический принцип per se».
Н. А. Дмитриева так характеризовала работы Энгра с обнажённой натурой:

Энгровские певучие линии, гибкие контуры женских тел, заметно деформированных, изысканно удлинённых, изнеженных, в сущности, не напоминают о Рафаэле. Это очень модернизированная классика: вопреки желанию, Энгр принадлежал к своему веку, от которого открещивался. Он хотел писать по-старому, а чувствовал по-современному.
Велико оказалось воздействие Энгра на развитие французского искусства следующих поколений, начиная с Дега, который в своих ранних работах очень близок ему. По Н. А. Дмитриевой, «всякий раз, когда французское искусство начинает тосковать по утраченной ясности, оно вспоминает Энгра». Ярким примером является «энгровский период» одного из ведущих представителей импрессионизма — Огюста Ренуара, пришедшийся на 1880-е годы. Наиболее известное произведение этого периода — «Большие купальщицы» (1884—1887). Для построения композиции автор впервые использовал наброски и эскизы; линии рисунка стали чёткими и определёнными, краски утратили прежнюю яркость и насыщенность, живопись в целом стала выглядеть сдержанней и холоднее.
Среди поклонников Энгра в XX веке — Матисс и Пикассо. Анри Матисс называл Энгра «первым из художников, который использовал чистые цвета, отграничивая их вместо смешения». Пабло Пикассо также выделял в своём творчестве «энгровский» период — сразу после Первой мировой войны. Барнетт Ньюман с присущим ему парадоксализмом определял Энгра как родоначальника абстрактного экспрессионизма.
Страсть Энгра к игре на скрипке привела к появлению во французском языке устойчивого выражения «скрипка Энгра» (фр. violon d'Ingres) в значении «слабость знаменитого человека», «увлечение». Его популяризировал Ромен Роллан:

В Риме Эбер учился вместе с Гуно, и они стали близкими друзьями. У старого художника был свой конек, такой же, как у Энгра, — скрипка, но увы! играл он фальшиво.— Мемуары